# Conquista de México
La conquista de México, conquista de México-Tenochtitlan o conquista del Imperio Mexica (1519–1521) fue una serie de campañas militares dirigidas por Hernán Cortés y los pueblos originarios del Valle de México, con el objetivo de sitiar, derrocar y ocupar la capital del Imperio Mexica acontecidos entre los años 1519 y 1521; que concluyeron con el asalto final y la toma de la ciudad de México-Tenochtitlan, el 13 de agosto de 1521. Este hecho marcó el inicio de un largo proceso de colonización, evangelización y mestizaje de Mesoamérica y el resto de lo que hoy es México y el sur de Estados Unidos por parte de los conquistadores españoles. No sería hasta tres siglos más tarde que luego de la independencia de México se entenderá a «México» como la totalidad del territorio heredado del anterior Virreinato de la Nueva España.
Posteriormente se desarrollaron otras expediciones y campañas militares, tanto de Hernán Cortés como de sus capitanes, entre 1521 y 1525 en la zona central, norte y sur del territorio de los actuales México y Centroamérica, las cuales fueron sentando los primeros límites del Virreinato de Nueva España. Desde esta base inicial, el proceso continuó con la incorporación de otros territorios por diversos conquistadores y adelantados españoles: California, la península de Yucatán, la zona occidental conocida como Nueva Galicia, la zona noreste conocida como Nuevo Reino de León, la zona norte donde se encontraba la Nueva Vizcaya y otros territorios de América del Norte y Central. A partir de estos acontecimientos, que modificaron drásticamente la geopolítica mundial en los albores del siglo XVI, discurrirían aproximadamente tres siglos de dominación territorial española y resistencia indígena.
Las fuentes principales de información de las campañas de Cortés y sus capitanes son las crónicas de Indias redactadas en el siglo XVI, de las que destacan la Historia verdadera de la conquista de la Nueva España de Bernal Díaz del Castillo, quien participó en las campañas bélicas, las cartas de relación de Hernán Cortés al rey Carlos I de España, y la obra de Francisco López de Gómara, conocida como Historia general de las Indias, quien nunca pisó el continente americano pero pasó los últimos momentos de la vida de Hernán Cortés escuchando sus memorias.

## Antecedentes

### Las expediciones que antecedieron a la conquista

Mapa de los reinos y señoríos en México antes de la conquista española. Ampliar para ver

En enero de 1516 murió Fernando el Católico y para entonces había transcurrido casi un cuarto de siglo desde los descubrimientos colombinos. Debido a la imposibilidad para gobernar de su hija Juana I, había nombrado en su testamento a su nieto Carlos I como su sucesor, pero antes de que este asumiera el trono, el cardenal primado Francisco Jiménez de Cisneros ejerció brevemente la regencia de Castilla. En España ya se tenían noticias de que en el territorio ignoto había pueblos "muy ricos en oro y otros metales preciosos". Como medio para hacerse de esas riquezas, se proclamó una ley que autorizaba el rescate de oro con la cual se promovía que los españoles viajaran a América para comerciar con los nativos, dando de sus ganancias el 20% o «quinto del rey» y a fin de lograr ese propósito y regular el comercio de las Indias Occidentales, se creó la Casa de Contratación en 1503. 
Esta fue controlada por el obispo de Burgos, Juan Rodríguez de Fonseca, quien a su vez designó como tesorero a Sancho de Matienzo y como contador a Juan López de Recalde. A la muerte del cardenal Cisneros en octubre de 1517, los asuntos ultramarinos del Imperio español recayeron en el obispo de Burgos.
Años antes, en 1514, el almirante y gobernador de las islas del mar Caribe Diego Colón y Moniz Perestrello había sido llamado a comparecer ante el rey Fernando el Católico por su mala administración. Por ello el cardenal Cisneros envió como sustitutos a los frailes jerónimos Luis de Figueroa, Bernardino de Manzanedo, Alonso de Santo Domingo, y Juan de Salvatierra a la isla La Española. Por aquel entonces Diego Velázquez de Cuéllar era el teniente de gobernador de la isla Fernandina (Cuba). Residente en Baracoa, estaba supeditado a las órdenes, más de nombre que en realidad, de Diego Colón.

#### Primera expedición
Los españoles basaban su riqueza en las encomiendas, pero debido a que la población nativa había sido diezmada por las campañas de conquista y las enfermedades, los colonos estaban ansiosos de conseguir nuevas oportunidades de medro. Fue así que tres amigos de Velázquez: Francisco Hernández de Córdoba, Lope Ochoa de Caicedo y Cristóbal de Morante se organizaron para comprar dos naos con la intención de viajar hacia occidente. El gobernador Diego Velázquez pagó un bergantín, consiguiendo también los permisos necesarios ante los frailes jerónimos para realizar la expedición, pues era requisito contar con su visto bueno. El objetivo del viaje fue encontrar esclavos, sobre todo en el caso del gobernador Velázquez, pero los que encabezaron las naves pretendían descubrir nuevas tierras para poblar y gobernar. Se contrató como piloto mayor a Antón de Alaminos, y como pilotos auxiliares a Pedro Camacho de Triana y Juan Álvarez «el Manquillo» de Huelva. Como capellán viajó fray Alonso González, y como veedor Bernardo Iñíguez.
El 8 de febrero de 1517 zarparon del puerto de Santiago tres embarcaciones con ciento diez hombres y navegaron por la banda norte de la isla de Cuba realizando diversas escalas. Al llegar a la punta de San Antón pretendieron poner rumbo hacia las Islas de la Bahía pero fueron sorprendidos por una tormenta en el canal de Yucatán, habiendo llegado los primeros días de marzo a la deshabitada Isla Mujeres. En dicho lugar encontraron diversas figurillas de mujeres desnudas dedicadas a la diosa maya de la fertilidad Ixchel. Posteriormente cruzaron hacia la costa norte de la península de Yucatán avistando Ekab, lugar que bautizaron como el «Gran Cairo». Fondearon las naves y los pobladores del lugar, con cara alegre y muestras de paz, se acercaron en canoas invitando a los recién llegados a tierra firme, diciendo (según la transliteración española original) «cones cotoch», «cones cotoch»; que significa: «andad acá a mis casas» (en realidad, parece que fueron recibidos con la expresión Maya Yucateca «koonex u otoch» donde otoch significa «pequeña casa/choza») motivo por el cual lo llamaron punta Catoche. Al día siguiente, 5 de marzo, los expedicionarios españoles aceptaron la invitación y al desembarcar, el capitán Hernández de Córdoba tomó posesión formal en nombre del rey de lo que él creía una isla a la que bautizó con el efímero nombre de Santa María de los Remedios. Terminado el protocolo, los expedicionarios siguieron a los mayas tierra adentro donde fueron emboscados. En la escaramuza que siguió, murieron dos españoles y quince nativos. Hernández dio la orden de regresar a las embarcaciones, no sin antes haber capturando a dos indígenas, a quienes más tarde apodaron Julianillo y Melchorejo. Estos nativos fueron a la postre los primeros traductores maya-español.
La expedición siguió navegando la costa norte de la península. El 22 de marzo llegaron a Can Pech, bautizando el lugar como puerto de Lázaro y desembarcaron para aprovisionarse de agua. Mientras se abastecían, los expedicionarios fueron rodeados por un grupo de mayas quienes cuestionaron su presencia, asombrándose cuando los nativos señalaron al oriente diciendo: «castilán», «castilán». Los españoles fueron guiados a la población cercana en donde fueron bien recibidos y ahí pudieron constatar que en un templo se encontraban paredes manchadas de sangre de algún sacrificio recientemente efectuado. Entonces el halach uinik advirtió a los visitantes que deberían marcharse o de lo contrario comenzarían las hostilidades, ante lo cual Hernández de Córdoba ordenó a sus hombres zarpar de inmediato. En el mar fueron sorprendidos por un viento de norte que provocó el derrame del agua recién abastecida, por lo que volvieron a desembarcar un poco más al sur en Chakán Putum. En esta ocasión otro grupo de mayas, cuyo líder era Moch Couoh, atacó a los expedicionarios sin previo aviso provocándoles más de veinte bajas e hiriendo al propio Hernández de Córdoba. En ese punto hubieron de huir los expedicionarios, dejando atrás una de las embarcaciones pues ya no tenían suficientes hombres para navegarla. Los españoles sedientos se dirigieron a La Florida donde finalmente pudieron abastecerse de agua dulce, pero nuevamente fueron atacados por los nativos de esta región.
La accidentada expedición regresó al puerto de Carenas en la isla de Cuba, donde se dio parte de lo acontecido a Diego Velázquez. El gobernador dejó en claro que enviaría una nueva expedición pero bajo un nuevo mando. Al enterarse de esta decisión, Hernández de Córdoba juró viajar a España para quejarse ante el rey pero murió diez días más tarde a consecuencia de las heridas recibidas en Chakán Putum. A causa de los indígenas que habían sido recogidos se creyó que existía oro en la región, se confirmó la existencia de algunos supervivientes al naufragio ocurrido en 1511 en el Golfo del Darién y por una mala interpretación se pensó que el lugar recientemente descubierto era llamado en idioma maya Yucatán, nombre con el que desde entonces, se llamó al territorio. Viendo Velázquez la importancia de estos hallazgos, solicitó dos permisos para continuar las exploraciones: el primero fue dirigido a los frailes jerónimos en Santo Domingo y el segundo directamente al rey Carlos I de España, solicitando el nombramiento de un adelantado.

#### Segunda expedición
Al año siguiente el gobernador organizó una segunda expedición recuperando las naos del primer viaje, y añadió una carabela y un bergantín. Nuevamente fueron como pilotos Alaminos, Camacho y Álvarez, a los que se sumó Pedro Arnés de Sopuerta como cuarto navegante. Velázquez designó a su sobrino Juan de Grijalva como capitán general y como capitanes de los otros navíos a Francisco de Montejo, Pedro de Alvarado y Alonso de Ávila, quienes se responsabilizaron de suministrar pertrechos y bastimentos a las embarcaciones. En el viaje participó Juan Díaz, quien además de desempeñarse como capellán, escribió el Itinerario de la armada. El veedor fue Peñalosa y el alférez general Bernardino Vázquez de Tapia. Hacia finales de enero de 1518 las embarcaciones zarparon de Santiago, navegaron por la banda norte haciendo escala en Matanzas, en donde completaron sus abastecimientos. El 8 de abril dejaron este puerto y llegaron a la isla de Cozumel el 3 de mayo. Por la fecha, Grijalva bautizó el lugar como Santa Cruz de la Puerta Latina.
Cuando desembarcaron en la isla los nativos huyeron al interior de la misma, solamente contactaron a dos ancianos y a una mujer que resultó ser jamaiquina. La mujer había llegado dos años antes de forma accidental pues su canoa fue arrastrada por la corriente del canal de Yucatán y sus diez compañeros habían sido sacrificados a los dioses mayas. Esta mujer actuó como intérprete ya que algunos españoles conocían su idioma. En un pequeño templo, Vázquez de Tapia izó la bandera Tanto Monta y el notario Diego de Godoy de forma protocolaria leyó el requerimiento. Al poco rato se acercaron los mayas e ignorando inicialmente la presencia de los españoles, el halach uinik realizó una ceremonia a sus dioses quemando copal. Acto seguido, Grijalva ordenó a Juan Díaz oficiar una misa. De esta forma se entabló una comunicación amistosa por ambas partes. Los españoles no pudieron rescatar oro, pero recibieron pavos, miel y maíz. Prolongaron su estancia en este lugar durante cuatro días.

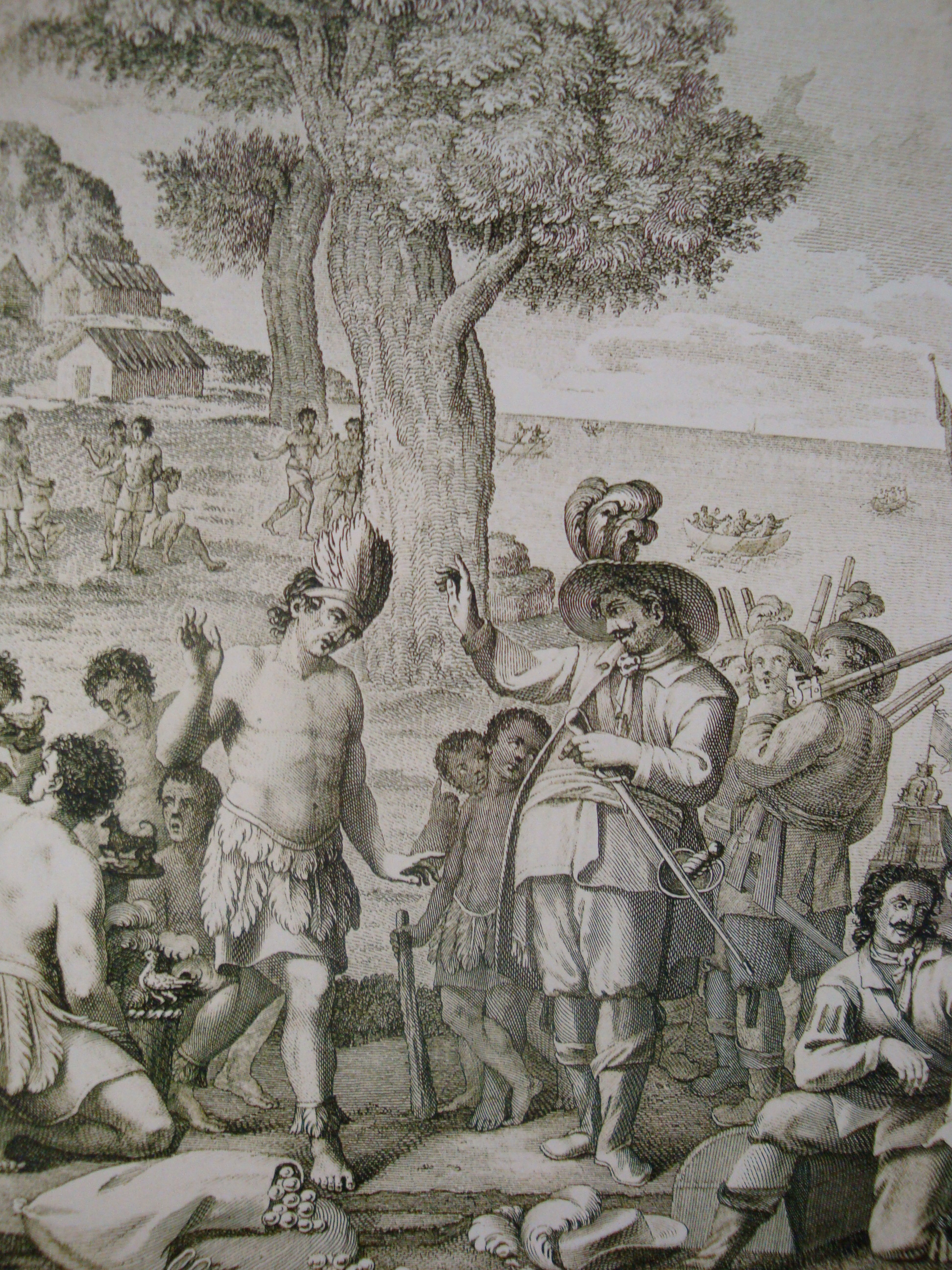
Entrevista entre Juan de Grijalva y el cacique maya Tabscoob, ocurrida en Potonchán el 8 de junio de 1518.

Después de abandonar Cozumel navegaron brevemente hacia el sur, exploraron Zama (Tulúm), y la Bahía de la Ascensión, la cual creyeron que era el límite de la «isla de Yucatán». Grijalva ordenó cambiar de rumbo hacia el norte para rodear la península y dirigirse a las cercanías de Chakán Putum. Tal como lo hiciera la primera expedición, se abastecieron de agua en el lugar. Aunque en esta ocasión pudieron obtener de los nativos un par de máscaras adornadas con oro, fueron nuevamente advertidos de abandonar el sitio. Haciendo caso omiso, pasaron la noche escuchando los tambores de guerra y al día siguiente se entabló una terrible batalla. Esta vez el resultado favoreció a los españoles, quienes infligieron severas bajas a los mayas que terminaron por retirarse. A pesar de que los expedicionarios tuvieron sesenta heridos —entre ellos el capitán Grijalva que recibió tres flechazos y perdió dos dientes— la acción fue considerada una victoria contundente. Durante la batalla solo murieron siete españoles, incluyendo a Juan de Guetaria. Más tarde la cifra aumentó, pues durante el viaje murieron trece soldados a consecuencia de las heridas.
Las embarcaciones se dirigieron hacia el oeste, llegaron a la Isla del Carmen en la Laguna de Términos, punto al que bautizaron como Puerto Deseado. El piloto Alaminos pensó que ahí era el otro límite de «la isla de Yucatán». Prosiguieron su viaje llegando a la región de Tabasco, en donde habitaban los mayas chontales. Se apoderaron de cuatro nativos, a uno de ellos lo llamaron Francisco, quien les sirvió como intérprete del idioma chontal. El 8 de junio descubrieron el afluente al que nombraron río Grijalva y desembarcaron en Potonchán, donde Juan de Grijalva se entrevistó con el cacique maya Tabscoob, quien le obsequia unas piezas de oro. Animados por ello, pasaron el río Tonalá y un poco más al oeste Pedro de Alvarado tomó la iniciativa de navegar el río Papaloapan. Este incidente molestó a Grijalva y a partir de entonces hubo un distanciamiento entre ellos.
A lo largo de la costa fueron encontrando diversos asentamientos humanos. Llegaron a mediados de junio a una isla donde encontraron un templo y cuatro indígenas muertos, los cuales aparentemente habían sido sacrificados al dios Tezcatlipoca, por lo que el lugar fue nombrado Isla de Sacrificios. Desembarcaron en Chalchicueyecan. Ahí Grijalva preguntó a Francisco por el motivo de aquellos sacrificios. El intérprete maya chontal respondió que habían sido ordenados por los colhuas, pero la respuesta fue malinterpretada y se creyó que el lugar se llamaba Ulúa. Por la fecha que era, 24 de junio, el lugar fue bautizado como San Juan de Ulúa. En el lugar rescataron oro con los totonacas. este era uno de los pueblos sometidos por los mexicas.
Días más tarde llegaron los calpixques Pínotl, Yaotzin, y Teozinzócatl, quienes acompañados de Cuitlapítoc y Téntlil, se presentaron como embajadores del huey tlatoani Moctezuma Xocoyotzin. En forma pacífica se realizaron intercambios de regalos. Grijalva pudo de esta forma percatarse que los aztecas —o mexicas— dominaban la región y que eran temidos y odiados por los pueblos sometidos. Pedro de Alvarado fue enviado de regreso a la isla de Cuba para notificar y entregar los tesoros obtenidos a Diego Velázquez.

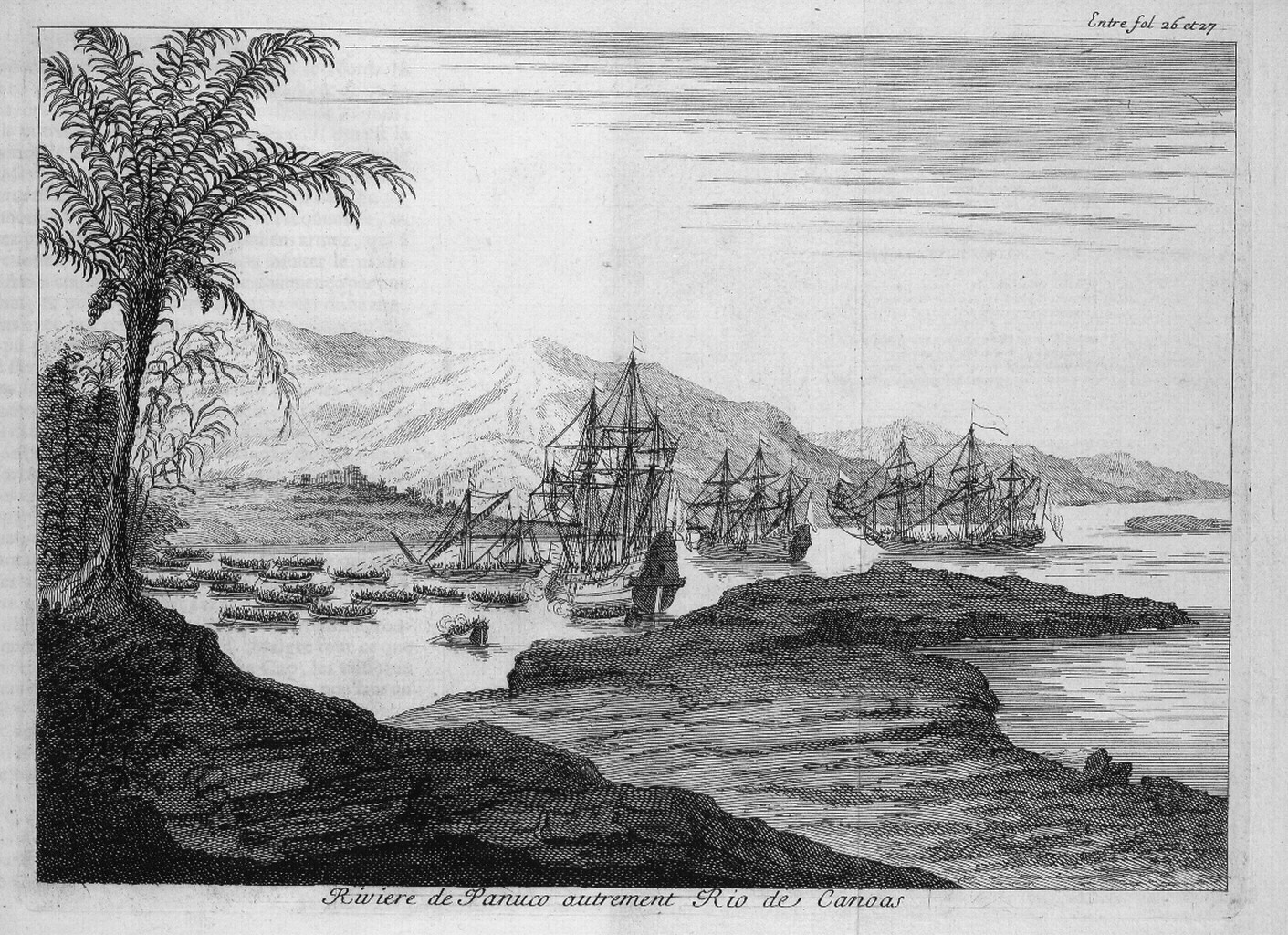
Las embarcaciones fueron atacadas por los nativos huastecos en el río Pánuco, grabado de Van Beecq.

Francisco de Montejo encabezó un viaje de reconocimiento al norte. Descubrió el río Cazones y el Nautla, lugar que fue bautizado con el nombre de Almería. Más adelante las embarcaciones navegaron el río Pánuco pero en este lugar doce canoas con nativos huastecos atacaron la incursión española, por lo que los capitanes decidieron emprender el regreso. Con una nave averiada el viaje fue lento, tomaron la decisión de no establecer ninguna guarnición.
Mientras tanto en Santiago, Diego Velázquez no tenía noticias de los expedicionarios y se encontraba preocupado por la tardanza. Por tal motivo, decidió enviar una carabela de rescate al mando de Cristóbal de Olid, quien logró llegar a Cozumel, pero al continuar su trayectoria, la nave se averió. Olid abortó la misión y regresó a Cuba.
Cuando el gobernador recibió a Pedro de Alvarado en la isla, quedó impresionado por el reporte del viaje. De inmediato mandó a fray Benito Martín a España, para que este notificara al obispo Juan Rodríguez de Fonseca y al rey Carlos I las noticias de los territorios descubiertos. Como soporte fue enviado el Itinerario de la armada y algunos objetos de oro. A pesar de los logros de la expedición, Velázquez estaba a disgusto con su sobrino ya que no había desobedecido sus órdenes. De acuerdo a las órdenes oficiales, Grijalva no debería haber establecido ninguna colonia durante el viaje, pero extraoficialmente el gobernador esperaba lo contrario.

#### Tercera expedición

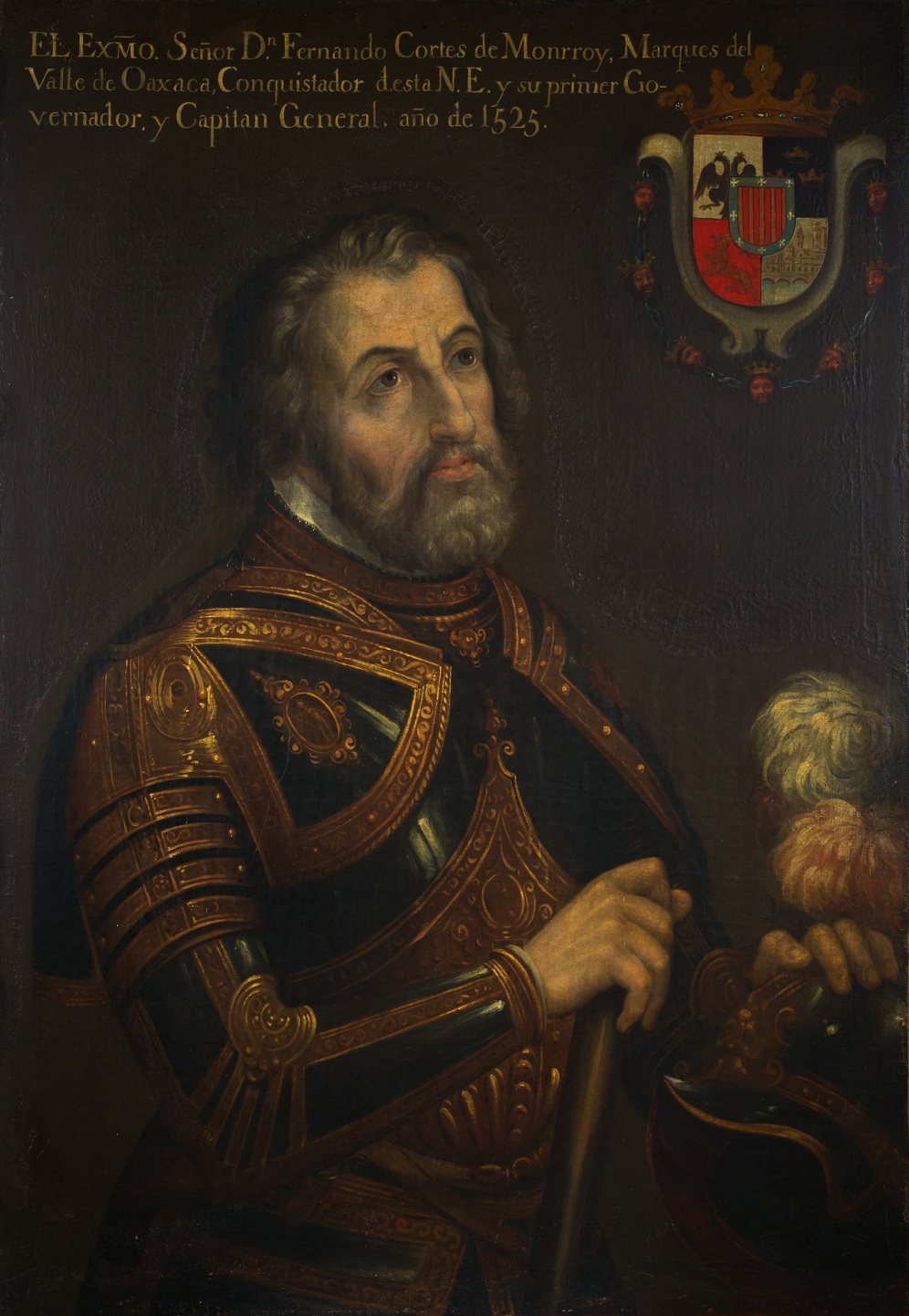
Hernán Cortés.

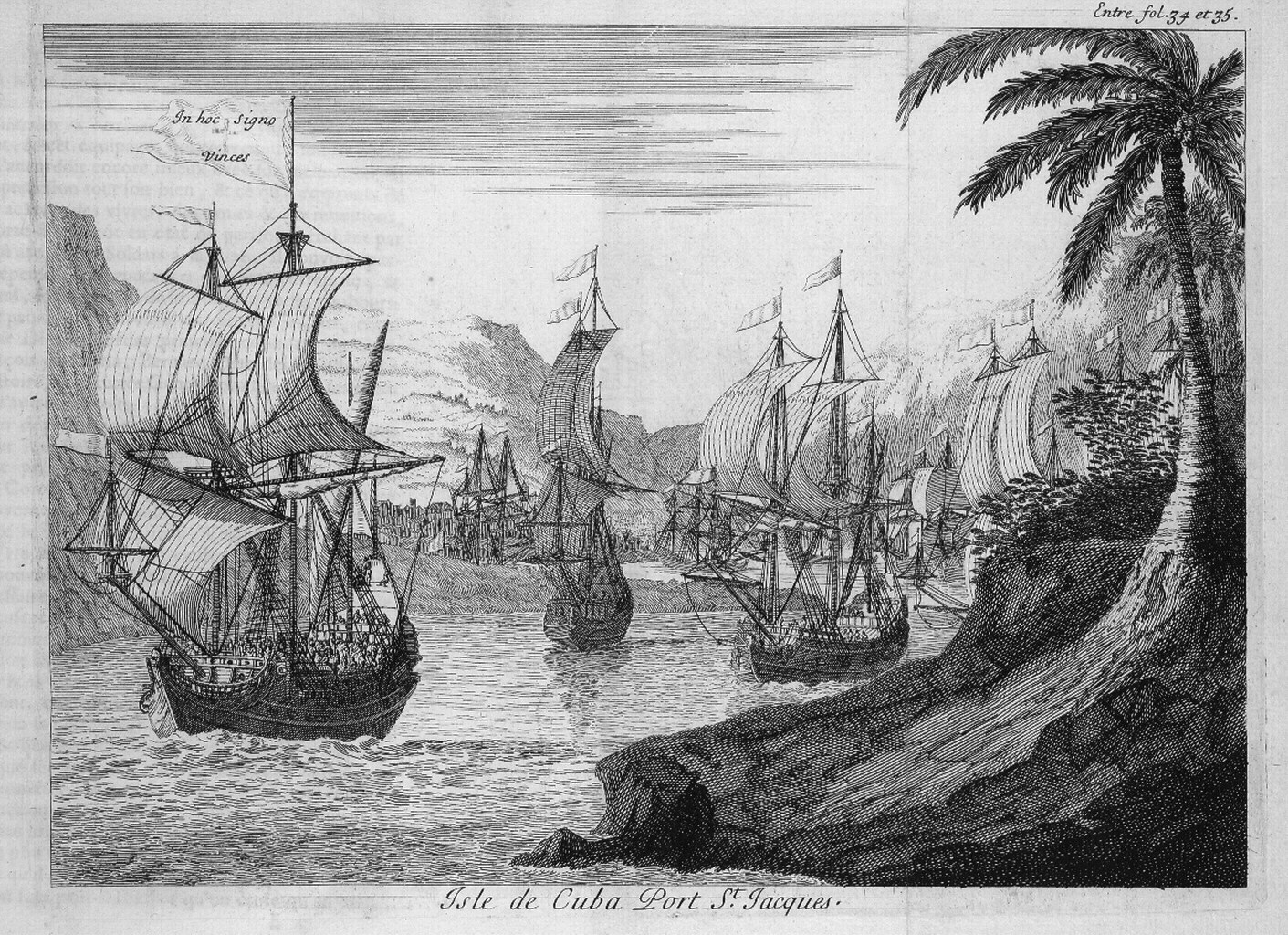
Salida del puerto de Santiago, grabado de Van Beecq.

Sin haber recibido respuesta del nombramiento de adelantado, Diego de Velázquez organizó una tercera expedición. El gobernador consideró que su sobrino había fracasado en su misión y por tanto requería de un nuevo capitán. Después de ponderar sus opciones y a instancias de su secretario, Andrés de Duero, y el contador Amador Lares, optó por Hernán Cortés, quién entonces era alcalde de Santiago.
Ambos firmaron unas capitulaciones e instrucciones el día 23 de octubre de 1518. En los documentos que fueron redactados por Andrés de Duero, el preámbulo se contrapone a las 24 instrucciones. Tales contradicciones fueron, y han sido a través de los siglos, el motivo principal de la controversia que surgió como resultado de la insurrección de Hernan Cortés. Diego de Velázquez firmó como adjunto del almirante y comandante en jefe Diego Colón y Moniz Perestrello, pues todavía no había recibido nombramiento por parte del rey de España. El gobernador de Cuba temía que desde La Española o Jamaica alguien más se adelantara en una empresa similar.
Se lograron reunir en total once embarcaciones. Tres aportadas por Diego de Velázquez, tres por Hernán Cortés y el resto por los capitanes que participaron en la expedición. Pero a última hora el gobernador cambió de opinión y decidió destituir a Cortés, enviando a Amador de Lares a la entrevista y por otra parte bloqueando el suministro de insumos. Cortés decidió marcharse de Santiago evadiendo las órdenes y avisando al contador Lares, quien transmitió las noticias al gobernador Velázquez. El día de los hechos este se apersonó en el muelle para inquirir sobre la situación y Cortés, rodeado de sus hombres armados, lo interpeló «Perdonadme, pero todas estas cosas se pensaron antes de ordenarlas. ¿Cuáles son vuestras órdenes ahora?». Ante la evidente insubordinación Velázquez no respondió y los barcos zarparon de Santiago el 18 de noviembre de 1518 con dirección al occidente de la misma isla. Pararon en la banda sur del puerto de la Trinidad, durante casi tres meses se reclutaron soldados, asimismo se abastecieron de alimentos y de pertrechos.
Los capitanes designados por Cortés fueron: Pedro de Alvarado, Alonso de Ávila, Alonso Hernández Portocarrero, Diego de Ordás, Francisco de Montejo, Francisco de Morla, Francisco de Saucedo, Juan de Escalante, Juan Velázquez de León, Cristóbal de Olid y Gonzalo de Sandoval. Como piloto mayor nombró a Antón de Alaminos quién conocía la zona por haber participado en las expediciones de Hernández de Córdoba en 1517, de Juan de Grijalva en 1518 y de Juan Ponce de León a la Florida en 1513.
Cortés pudo reunir quinientos cincuenta españoles (de los cuales cincuenta eran marineros) y a dieciséis caballos. Además, según la crónica de Bartolomé de las Casas, llevó doscientos auxiliares, algunos nativos de la isla y otros esclavos negros. Mientras tanto en España, el rey Carlos I había firmado el 13 de noviembre de 1518, el documento que autorizaba a Velázquez a realizar la expedición. En esta expedición viajaron tanto africanos y afrodescendientes esclavos y libres, que participaron en la ocupación de México -Tenochtitlán, «un africano, posiblemente Juan Garrido o Juan Cortés, fue uno de los auxiliares armados que acompañaron los ejércitos de exploración, colonización y conquista de México», como se muestra en un fragmento del Códice Azcatitlán.
El gobernador de Cuba realizó un segundo intento por detenerlo. Había enviado diversas cartas, una de ellas dirigida al propio Cortés, en la que se le ordenaba esperar. Las otras estaban dirigidas a Juan Velázquez de León, Diego de Ordás, y al alcalde de la Trinidad Francisco Verdugo y en ellas pedía entretener la salida de la expedición e incluso ordenaba la aprehensión del caudillo. Como último intento, el gobernador envió a Gaspar de Garnica para aprehender a Cortés en La Habana, no obstante lo cual los barcos de Cortés abandonaron las costas de Cuba el 18 de febrero de 1519. Nueve barcos zarparon por la banda sur y dos barcos por la banda norte. La bandera de insignia era de fuegos blancos y azules con una cruz colorada en medio, y alrededor un letrero en latín que decía Amici sequamur crucem, & si nos habuerimus fidem in hoc signo vincemus, que significa: «Hermanos y compañeros: sigamos la señal de la Santa Cruz con fe verdadera, que con ella venceremos».

### Antecedentes del Imperio mexica[59]

Dominio de los mexicas antes de la conquista.

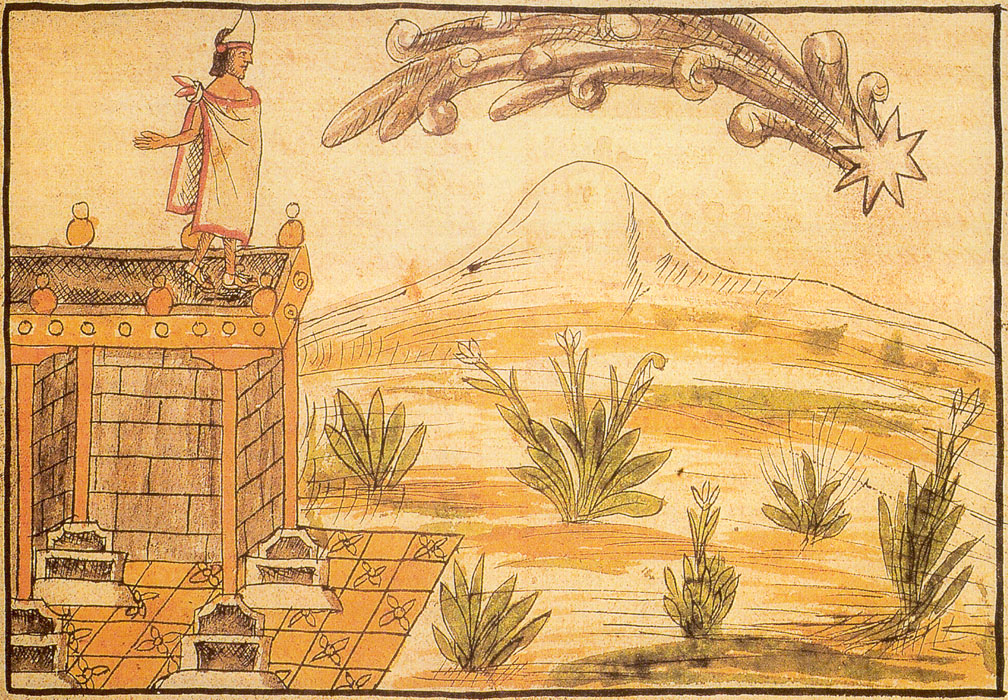
Moctezuma Xocoyotzin viendo el cometa durante el día según el Códice Durán.

Desde mediados del siglo XV el estado mexica se venía extendiendo por un gran territorio, sometiendo a diversos pueblos y volviéndolos tributarios, de ahí el calificativo de imperio. Hacia 1517 el huey tlatoani, o gobernante en turno, llamado Moctezuma Xocoyotzin continuaba las campañas militares de expansión. Los tlaxcaltecas, vecinos cercanos de los mexicas, eran una comunidad que había resistido tenazmente al dominio y la expansión de estos, encontrándose por ese entonces al límite de su resistencia, pues por todos los puntos cardinales a su alrededor las poblaciones que los rodeaban habían sido conquistadas, quedando ellos virtualmente sitiados.
Por otro lado, tras la caída de Tula, corría la leyenda de que el dios Quetzalcóatl que había partido del panteón mexica y que volvería algún día llegando por el mar del oriente, de donde nace el sol y en donde supuestamente vivían los dioses. Esta leyenda de Quetzalcóatl era bien conocida por los mexicas. Algunos profetas y fanáticos religiosos vaticinaban el retorno de Quetzalcóatl y lo planteaban como el fin del señorío vigente. El huey tlatoani Moctezuma Xocoyotzin creía firmemente en estas profecías debido a ciertos presagios y acontecimientos, como la aparición de un cometa, un «fuego espontáneo» en la casa del dios Huitzilopochtli, un rayo en el templo de Xiuhtecuhtli y otros sucesos.
Para los mexicas era el año 13-conejo, cuando comenzaron a llegar noticias de las embarcaciones españolas que fueron descritas como «montañas que se movían sobre el agua y con hombres barbados de piel blanca sobre ellas», inmediatamente se relacionó este hecho con el regreso del dios Quetzalcóatl. Moctezuma ordenó al calpixque de Cuextlan, llamado Pínotl, construir atalayas y montar guardias en la costa en los emplazamientos de Nautla, Toztlan y Mitlanquactla, para vigilar el posible regreso de las embarcaciones.
Dado que los primeros encuentros con los españoles terminaban en intercambios comerciales por el «rescate de oro», en muchos pueblos corrió la idea de que la manera de deshacerse de ellos, sin pelear, era sencillamente entregarles oro o mujeres y aceptar lo que trajeran para intercambiar. De esta manera, los europeos retornarían a sus naves y se marcharían. Debido a esto, los intercambios se multiplicaron desde las primeras expediciones españolas pero el efecto fue el contrario al esperado por los aborígenes, pues se creó en los europeos la idea de que había tesoros inagotables en la zona, despertándose de esta manera su ambición.

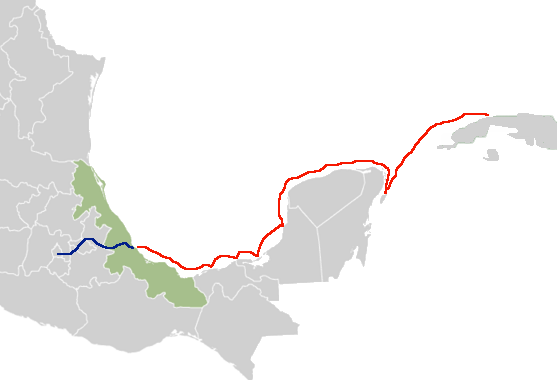
Ruta de Hernán Cortés en la conquista de México-Tenochtitlan.

### Las primeras escalas de Cortés: de Cozumel a Centla
Cortés se dirigió a la isla de Cozumel siguiendo el trayecto de sus antecesores. En el camino la embarcación capitaneada por Francisco de Morla sufrió una avería, lo cual retrasó a las demás naves que tuvieron que auxiliarla. La embarcación de Pedro de Alvarado llegó a Cozumel dos días antes, lo cual molestó a Cortés quién mandó castigar al piloto.
De la expedición de Hernández de Córdoba llevaban al intérprete bautizado como Melchorejo y de la expedición de Grijalva a la esclava jamaiquina. Cortés envió a estos intérpretes en busca de los jefes mayas de la isla, mandando decirles que la visita era pacífica. Al principio el jefe supremo o halach uinik y los jefes secundarios o batab de la isla se negaron a entrevistarse con los recién llegados.
Tres días después se presentó ante Cortés una persona que se dijo señor de toda la isla. Tras una larga charla, Cortés le habló sobre el rey de España y la fe católica, además de recalcar sus intenciones pacíficas si toda la gente de la isla se subordinaba ante España. Aquel halach uinik aceptó las condiciones y mandó llamar a otros batabob de la isla. Unos días después todos los pueblos volvían a su vida habitual, abandonando aparentemente el culto a sus dioses y adorando a la cruz cristiana y a una imagen de la Virgen que Cortés les instaló.

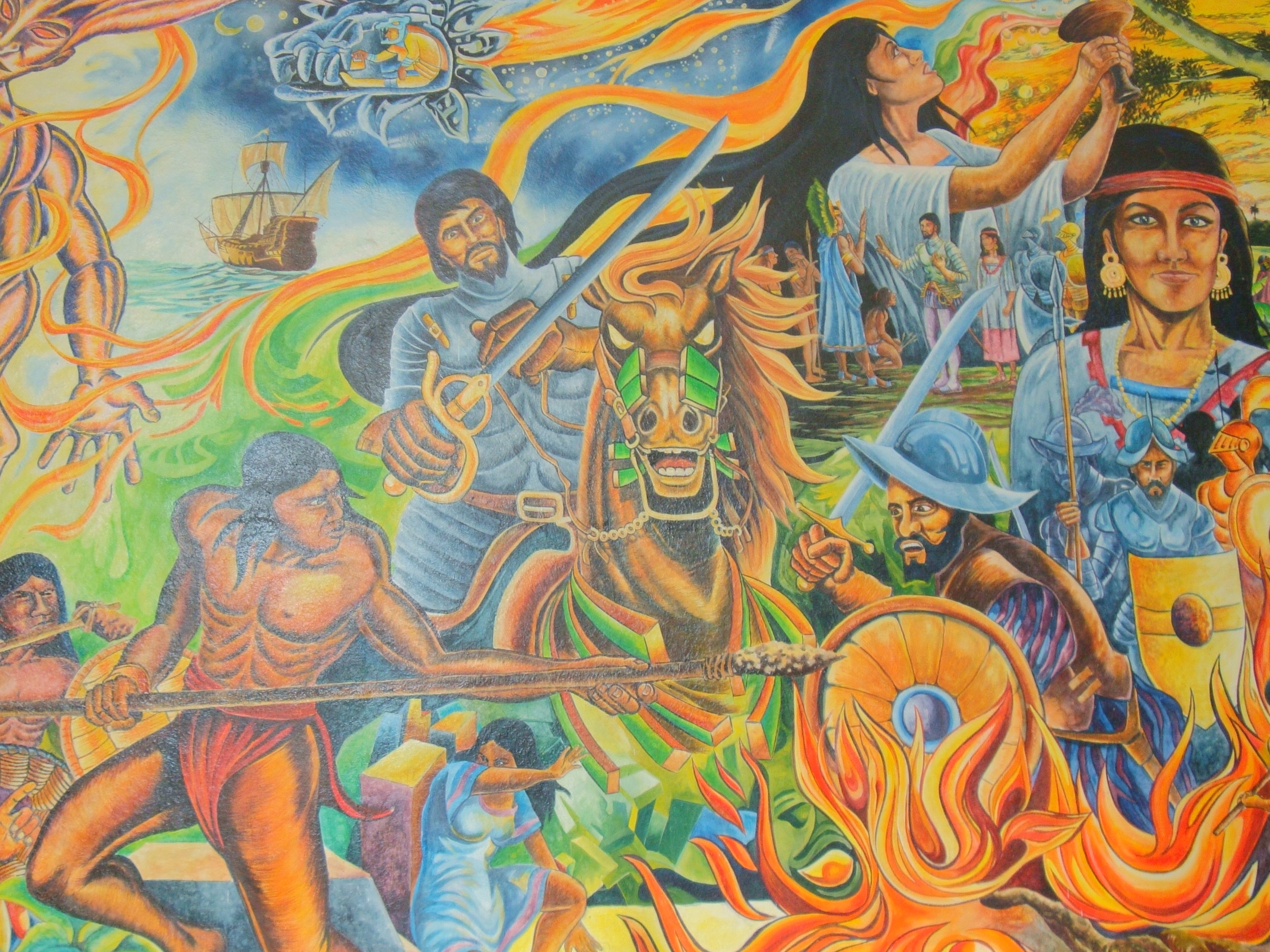
La Batalla de Centla en Tabasco, fue la primera gran batalla de Cortés en América.

En este lugar, Cortés confirmó la presencia de otros dos españoles que hacia ocho años habían naufragado en el golfo de Darién y tras sobrevivir en un bote habían sido arrastrados por la corriente hasta las costas de la península donde fueron hechos prisioneros por los mayas. De estos náufragos ya había escuchado hablar Cortés en Cuba y quería contactarlos para rescatarlos. Por recomendación del halach uinik, Cortés envió «cuentas verdes» como pago de rescate a los captores y escribió una carta dirigida a los náufragos, la cual confió a dos habitantes de la isla para que la entregaran en secreto y pagaran el rescate. Además mandó dos barcos para que se acercaran lo más posible a aquellas costas, y esperaran como apoyo, el escape de los náufragos.
Seis días les estuvieron esperando en esa costa sin tener noticia de los náufragos ni de los mensajeros enviados. Al ver que esta situación no cambiaba, ambas naves decidieron regresar a Cozumel a encontrarse con Cortés para notificarle la situación. Dos días después Cortés decidió continuar su trayectoria hacia Veracruz, sin embargo, el mal tiempo les obligó a detenerse en la costa de la península de Yucatán y regresar a la isla para reparar la embarcación capitaneada por Juan de Escalante que se había dañado. Al día siguiente, llegó a la isla una canoa con nativos y con el náufrago Jerónimo de Aguilar, a quien por su aspecto confundieron con uno de los mayas. Tras entrevistarse con Andrés de Tapia fue llevado ante Cortés, se unió a la expedición y actuó en adelante como intérprete maya-castellano.
Aguilar declaró haberse entrevistado con otro compañero náufrago sobreviviente llamado Gonzalo Guerrero, pero este se había adaptado a la vida de la cultura maya y prefirió quedarse en Yucatán, pues en la población donde vivía había sido nombrado capitán de guerreros o nacom, era casado y tenía tres hijos. Antes de partir y por consejo de Jerónimo de Aguilar, el halach uinik de Cozumel pidió a Cortés una carta o salvoconducto que describiera que la población no fuese agredida por futuras expediciones españolas a la isla, la cual fue otorgada. El 4 de marzo de 1519 los conquistadores españoles zarparon de Cozumel despidiéndose amigablemente de los mayas de la isla.

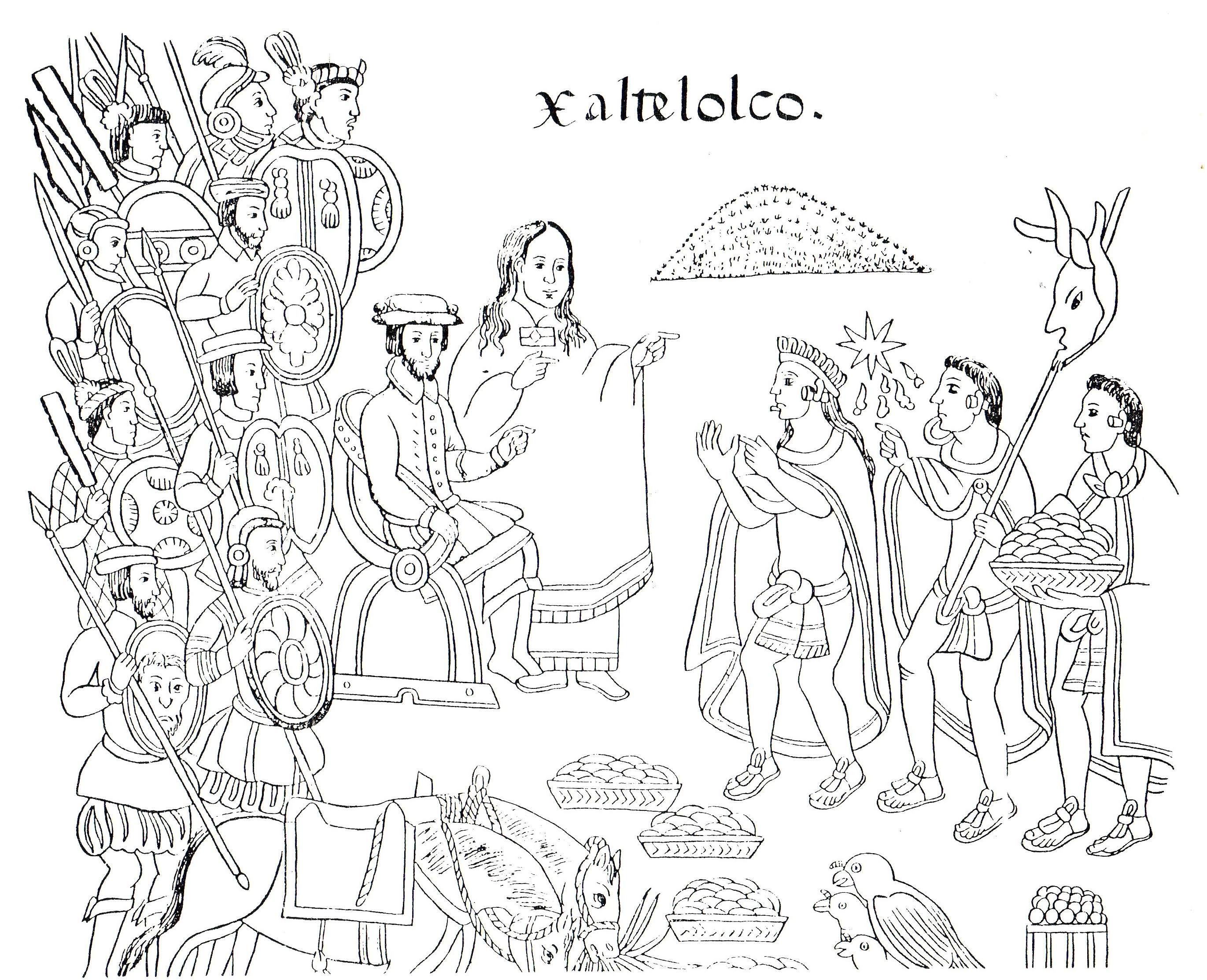
Doña Marina o Malintzin, traduce para Hernán Cortés Lienzo de Tlaxcala.

La flota prosiguió el viaje costeando hasta Tabasco. En Potonchán decidieron aprovisionarse de agua y comida. Los mayas chontales, habitantes del lugar, permitieron el aprovisionamiento y les pidieron irse, pues no tenían suficiente comida para entregar a los expedicionarios. Cortés se negó y ordenó el desembarco. Infructuosamente intentó por medio de Melchorejo y de Jerónimo de Aguilar más suministros de comida y oro. El intérprete maya aprovechó la oportunidad para escapar y aconsejó a los mayas chontales realizar el ataque; ante la negativa y amenazas de los nativos que se preparaban para la guerra, Diego de Godoy leyó el requerimiento siendo esta la primera actuación notarial en México, posteriormente y ante la negativa de los nativos de someterse a los españoles, se inició la batalla de Centla el 14 de marzo de 1519. que fue la primera gran batalla de los españoles en tierras de la Nueva España.

### Fundación de Santa María de la Victoria
Los españoles lograron la victoria gracias a la superioridad de armas y en especial al temor que los nativos tenían a los caballos. ya que era la primera ocasión que se usaba el caballo en una batalla en territorio mesoamericano. En el lugar, el capellán Juan Díaz ofició la que sería la primera misa católica en tierra firme de la Nueva España y Hernán Cortés fundó el 25 de marzo de 1519, el poblado al que bautizado con el nombre de Santa María de la Victoria. que más tarde sería la capital de la provincia de Tabasco

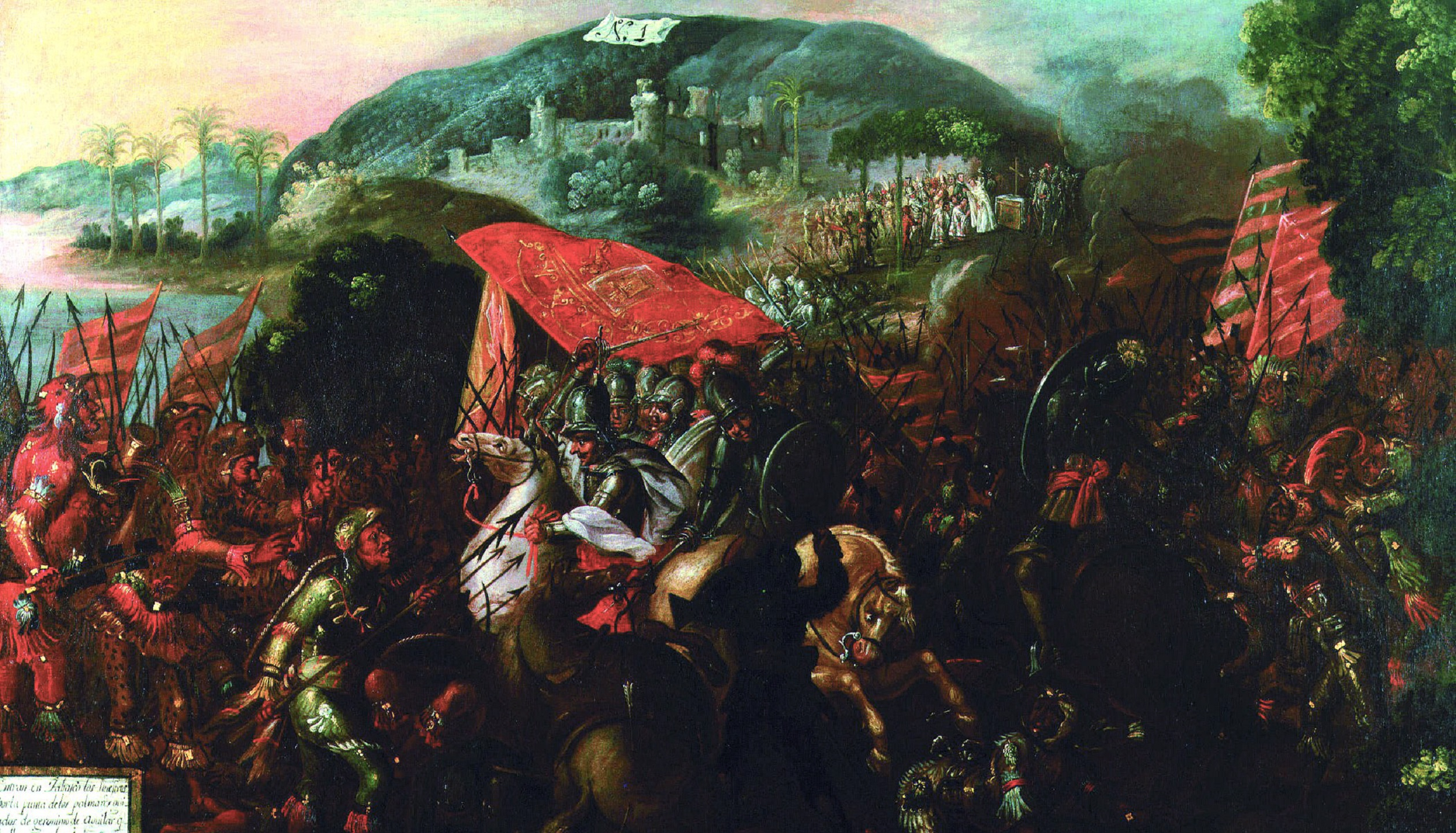
Entrada de Hernan Cortes a la ciudad de¨Potonchan o Tabasco y Batalla de Centla

Una vez vencidos, los mayas chontales entregaron como prenda de paz veinte mujeres, entre las que se encontraba una esclava de nombre Mallinalli o Malinche Tenépatl, llamada así —Tenépatl— por su facilidad de palabra, la cual fue bautizada y conocida por los españoles como doña Marina —o Malintzin por los indígenas—, quien se convirtió en intérprete a partir de entonces ya que conocía el idioma maya y el náhuatl. De esta forma, Jerónimo de Aguilar tradujo del español al maya, y doña Marina del maya al náhuatl para comunicarse con los mexicas.
Malintzin, quien más tarde tuvo un hijo de Cortés que se llamó Martín (apodado «el Mestizo») —igual que Martín Cortés, el otro hijo que tuvo el propio Cortés con su esposa española Juana de Zúñiga—, habría de convertirse en figura medular de la conquista, no solo por ser intérprete invaluable, sino porque con su presencia y actuación fue personaje clave en el surgimiento de una nueva raza. De aquí que ella sea considerada como la madre y el símbolo del mestizaje que, casi medio milenio después, es representativo de la nacionalidad mexicana.
Y con relación a Cortés, sus propios colegas habrían de referirse a él como Malintzine que significa "amo de Malintzin". Así se expresa Bernal Díaz del Castillo, refiriéndose a Cortés como Malinche. Años más tarde el apelativo fue confundido y usado para referir a doña Marina, como <la Malinche>.
Los españoles permanecieron en Santa María de la Victoria hasta el 12 de abril, fecha en que Cortés decidió continuar su camino hacia Ulúa dejando a un puñado de españoles en la recién fundada villa, para pacificar y poblar la región.

### Fundación de Villa Rica en Veracruz

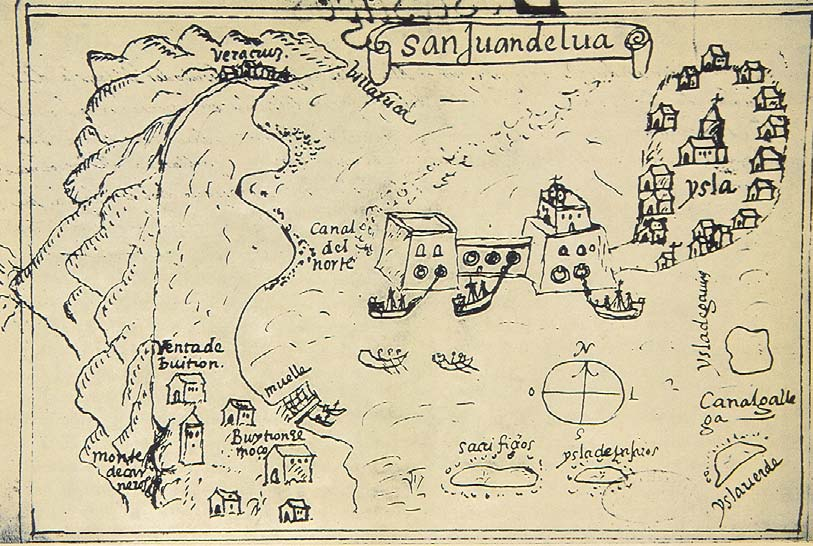
Grabado de San Juan de Ulúa del.

Los españoles continuaron hacia el norte y llegaron el 21 de abril de 1519 a Chalchicueyecan, lugar previamente bautizado por Grijalva como San Juan de Ulúa. Para los mexicas era el año 1-caña y el calpixque en turno del emplazamiento de Cuextlan era Teudile, quien asistido por el sacerdote de Yohualichan, formó una pequeña comitiva de bienvenida. Siguiendo las órdenes previas de Moctezuma Xocoyotzin, se acercaron a los recién llegados en una canoa para preguntar por el señor al mando de las embarcaciones. Moctezuma estaba convencido de que se trataba de Quetzalcóatl, había enviado previamente diversos regalos, objetos de oro y máscaras con turquesas. Cortés les entregó cuentas de vidrio verdes y amarillas, una silla y un casco, este último, a los ojos de los mexicas, evocaba al dios de la guerra Huitzilopochtli. Habiendo desembarcado, y con el objeto de hacer alarde de su poderío militar e impresionar a los embajadores, Cortés organizó en la playa una carrera de caballos con disparos de artillería. Casi de inmediato salieron mensajeros hacia Tenochtitlan con los informes para el tlatoani.
Tan pronto recibió las noticias de lo que sucedía en la costa, Moctezuma Xocoyotzin quedó impresionado, ya no estaba convencido del regreso de Quetzalcóatl, pensó que podría tratarse de Tezcatlipoca o incluso Huitzilopochtli. Asustado, el huey tlatoani envió mensajes con evasivas, diciendo a los españoles que le resultaría imposible recibirles en México-Tenochtitlan. Les sugirió marcharse lo antes posible y envió nuevamente ricos presentes. La respuesta del tlatoani solo excitó la codicia de los soldados: Cortés y sus hombres se dieron cuenta de que la riqueza del imperio era grande y que los pueblos sometidos resentían la dominación mexica, por lo que decidió avanzar hacia el interior.
Conforme a la ley española, si se fundaba una ciudad con cabildo, esta era autónoma, así que entre el 5 y 10 de julio de 1519 se creó la Villa Rica de la Vera Cruz que eligió cabildo inmediatamente. Era un plan elaborado meticulosamente por Cortés, quien había analizado y comentado entre sus colegas la posibilidad de dar este paso mucho antes a la salida de Cuba; sabía por supuesto, que los seguidores de Velázquez se opondrían, por tal motivo, envió a Francisco de Montejo y Juan Velázquez de León en una misión de reconocimiento que tuvo el objetivo oficial de buscar un mejor emplazamiento para el campamento.
Durante la ausencia de dichos capitanes, Cortés fingió estar decidido a regresar a Cuba, pues de acuerdo a las instrucciones de Velázquez, los objetivos ya se habían conseguido. Las «protestas» de sus amigos en favor de continuar la estancia en los territorios y poblar el lugar, cubrieron apariencias ante los ojos de los velazquistas. Solo un engaño para hacerles creer el fingimiento del caudillo. Cortés convocó una asamblea, se hizo de rogar para dimitir al cargo de capitán general del gobernador de Cuba que le había conferido Diego Velázquez junto a sus instrucciones, e hizo que las nuevas autoridades lo «eligieran» capitán general de una nueva expedición que solo debería obediencia al rey de España y de esta manera se desvinculó de la autoridad de las islas. Desde luego los regidores y funcionarios de la nueva villa fueron sus allegados. Fueron nombrados alcaldes Alonso Hernández Portocarrero y Francisco de Montejo, quien más tarde sería nombrado adelantado en la Conquista de Yucatán, para que de esta manera este último quedara implicado en la conspiración. Como regidores fueron nombrados Alonso de Ávila, Pedro de Alvarado, Alonso de Alvarado y Gonzalo de Sandoval, como alguacil mayor Juan de Escalante y como procurador general Francisco Álvarez Chico. Fue así como surgió el primer ayuntamiento en México.
Se redactó la Carta del Cabildo, fechada el 10 de julio, en la cual «el concejo» comunicó a Carlos I la fundación de la villa, la designación como capitán general y justicia mayor de Hernán Cortés y se suplicó reiteradamente no otorgar el nombramiento de adelantado a Diego Velázquez, pues se le acusó de no haber administrado correctamente los asuntos de Cuba. Incluso se pidió un juicio de residencia para el gobernador; en el texto se describieron las tierras descubiertas y se anexó el V del rey. Para el envío se designó como procuradores y representantes ante el rey a los alcaldes Francisco de Montejo y Alonso Hernández Portocarrero, quienes debían viajar directamente a España con el piloto Antón de Alaminos, pero desobedecieron las órdenes haciendo escala en Cuba, donde rápidamente las noticias y rumores llegaron hasta Santiago. Velázquez envió a Gonzalo de Guzmán y Manuel Rojas en persecución de los emisarios de Cortés, junto con una carta dirigida al obispo Fonseca a quien solicitaba ayuda.
El gobernador de Cuba denunció el acto de rebeldía ante el licenciado Rodrigo de Figueroa, quien fungía como el nuevo juez de residencia y alcalde mayor de la isla La Española, y comenzó a organizar un ejército para capturar a Cortés. Por otra parte, en España, cuando el almirante Diego Colón y Moniz Perestrello se enteró de los acontecimientos, escribió una carta al rey solicitando que no fallase ni a favor de Velázquez, ni a favor de Cortés, pues reclamaba para sí, los derechos de las capitulaciones de Santa Fe que incluían estos territorios.

## Conquista del Imperio mexica

### Alianza con los totonacas e inicio de la guerra política[98]

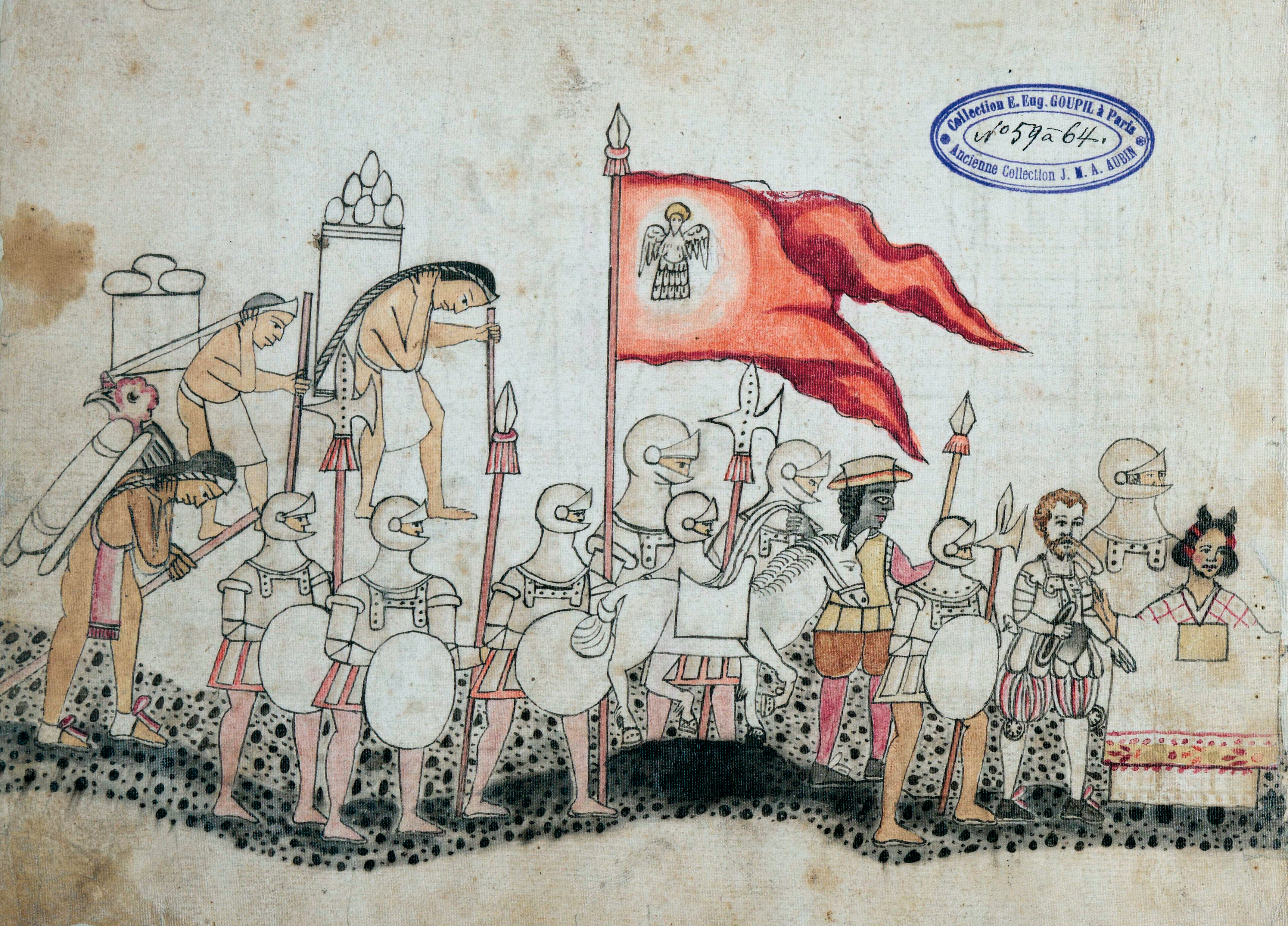
Cortés avanzando con ayuda de tamemes, Códice Azcatitlan.

Cortés se dirigió hacia Quiahuiztlán y Cempoala, pueblos totonacas que eran tributarios de los mexicas. Los gobernantes o teuctlis habían conocido a Juan de Grijalva, logrando una buena relación con los españoles. El teuctli de Cempoala, Chicomácatl, fue descrito como un hombre gordo con poca movilidad para desplazarse pero que, al igual que el teuctli de Quiahuiztlán, recibió amistosamente al contingente español. En la entrevista, Cortés prometió ayudar a liberarlos del tributo a los mexicas, a cambio de sellar una alianza militar de españoles y totonacas. Ahí empezó la política de pactos de Cortés que habría de permitirle capitanear una rebelión de pueblos sometidos que sería determinante en la conquista de los territorios del Imperio mexica.
Durante esos días llegaron, de forma regular, cinco recaudadores de Moctezuma para cobrar los tributos pero Cortés aconsejó no pagarles y ponerles bajo arresto. Con temor, los totonacas siguieron el consejo. El caudillo español jugaba un doble papel: se entrevistó con los recaudadores y puso a dos de ellos en libertad fingiendo no conocer la actitud de los totonacas, además envió un falso mensaje de paz al tlatoani de Tenochtitlan, prometiendo ayudarlo para someter a los «alzados». A la mañana siguiente, Cortés reclamó a los teuctlis totonacas el «escape» de los dos recaudadores, y fingiendo enojo, hizo conducir a los tres restantes a las embarcaciones. La estratagema del caudillo era obtener el apoyo incondicional del pueblo totonaca y engañar a Moctezuma. Días más tarde, llegó una segunda embajada de Moctezuma, esta vez a cargo de Motelchiuh y dos sobrinos de Cacamatzin, que llegaron con regalos y agradeciendo el apoyo que ofrecía Cortés para someter a los «alzados». Este habló de forma secreta con el teuctli de Quiahuiztlán, a quien dijo que ya podía considerarse libre de su yugo y le recomendó «liberar» a los otros tres recaudadores. Motelchiuh regresó feliz a Tenochtitlan con los recién liberados.
En Tizapancingo un grupo de mexicas comenzó a organizarse para someter a pueblos totonacas que dejaron de pagar tributo. Cortés asistió con la caballería y pudo vencerlos rápidamente, lo que convenció a los tecuhtlis de Quiahuiztlán y Cempoala de la efectividad de las fuerzas españolas y no dudaron en refrendar la alianza. Treinta pueblos totonacas se reunieron en Cempoala para sellar la alianza y marchar juntos a la conquista de Tenochtitlan, ofreciendo un gran número de tamemes para transportar la artillería de los europeos.
Los totonacas aportaron mil trescientos guerreros a la empresa de Cortés. Sus comandantes principales fueron Mamexi, Teuch y Tamalli. El acuerdo se realizó sobre la base de que, una vez derrotados los mexicas, la nación totonaca sería libre. Las ciudades de Cempoala y Quiahuiztlán fueron bautizadas respectivamente como Nueva Sevilla y Archidona, pero dichos nombres no subsistieron.

### Destrucción de naves y conato de deserción

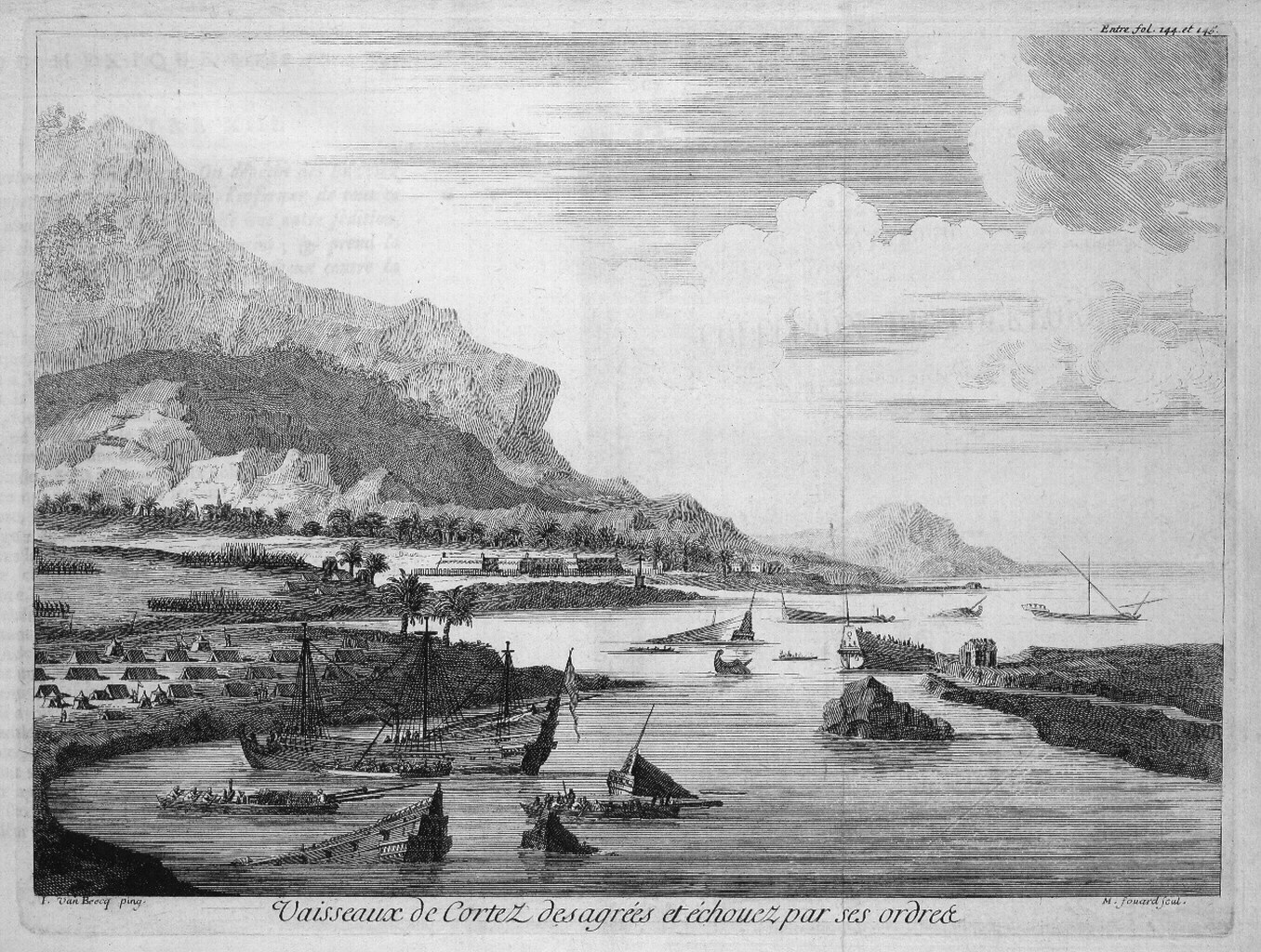
Hernán Cortés mandó hundir sus naves («Cortés dio con los navíos al través») grabado de Van Beecq.

Después de la partida de los emisarios, Alonso de Grado y Alonso de Ávila fueron nombrados alcaldes sustitutos de la Villa Rica de la Vera Cruz. Poco después de dicho nombramiento, un grupo inconforme de amigos de Diego Velázquez decidió regresar a Cuba, entre los que estaban fray Juan Díaz, Juan Velázquez de León, Diego de Ordás, Alonso de Escobar, Juan Escudero, el piloto Diego Cermeño, y los marineros Gonzalo de Umbría y Alfonso Peñate. Ante la situación se celebró un consejo de guerra presidido por Cortés y organizado por el regimiento de la villa con el respaldo de los nuevos alcaldes. Como resultado Juan Escudero y Diego Cermeño fueron sentenciados a morir en la horca, a Gonzalo de Umbría se le cortó parte de un pie, y a los demás se le puso bajo arresto. Cuando los amotinados fueron puestos en libertad, se convirtieron en incondicionales del caudillo. Adicionalmente, como medida preventiva para futuras conspiraciones, Cortés mandó barrenar y hundir la mayor parte de los barcos. A manera de excusa se dijo que las embarcaciones eran «innavegables» y dicha declaración fue respaldada por los seguidores de Cortés. De acuerdo a la crónica de Díaz del Castillo, quienes pretendían desertar se vieron obligados a continuar en la empresa. Los que estaban a favor de la aventura, no necesitaban artificios para decidirse: Pues, ¿de qué condición somos los españoles para no ir adelante, y estarnos en partes que no tengamos provecho de guerra?
El alguacil mayor de la Villa Rica, Juan de Escalante, quedó al cuidado de la guarnición con un pequeño grupo de soldados, en su mayoría viejos y heridos; las órdenes de Escalante incluían brindar el apoyo necesario al pueblo totonaca, ante eventuales hostilidades que perpetrasen los mexicas y vigilar la costa.
Mientras tanto, el gobernador de la isla de Jamaica, Francisco de Garay, envió una expedición de exploración con tres navíos y doscientos setenta hombres al mando de Alonso Álvarez de Pineda al Golfo de México. Después de haber navegado desde la Florida hasta el río Pánuco fueron avistados por Escalante, quien de inmediato avisó a su capitán. Cortés creyó que eran embarcaciones enviadas por Velázquez y decidió poner una trampa en la playa para capturar a los nuevos expedicionarios, pero la argucia solo funcionó con siete hombres que desembarcaron en un bajel y el resto de la expedición pudo regresar a Jamaica. El 16 de agosto de 1519 Cortés con el resto de los españoles y un gran contingente de aliados totonacas comenzó la marcha hacia la ciudad de México-Tenochtitlan.
Al inicio, la trayectoria de los conquistadores no fue fácil. Pasaron por Ixcalpan (Rinconada) y después Xalapa, donde fueron bien recibidos, así como Xicochimalco. Continuaron a Monte Grande, que tomó el nombre de Puerto de Dios, y siguieron a Teoizhuacán y Ayahualulco; cruzaron la Sierra de Puebla por el Cofre de Perote con abastecimiento muy limitado de agua; se dirigieron hacia el norte pasando por los poblados de Altotonga, Xalacingo y Teziutlán hasta llegar a Zautla, donde fueron recibidos por el gobernante local Olintetl. Cuando este fue cuestionado para saber si era tributario de los mexicas, su respuesta fue: «¿Acaso existe alguien que no sea vasallo de Moctezuma?». Durante la entrevista Cortés intentó convencerlo para dejar de tributar y aceptar la Corona española, pero Olintetl se rehusó pues en el lugar se encontraba apostado un grupo de guerreros mexicas; no obstante, los españoles fueron bienvenidos y hospedados. El tecuhtli de Ixtacamaxtitlán, quien también era vasallo de Moctezuma, envió una invitación a los españoles y trató de convencerlos de seguir su ruta hacia Cholula para evitar el cruce por territorios tlaxcaltecas, pero Mamexi advirtió a Cortés de una posible celada y le propuso enviar mensajeros de paz a los dirigentes tlaxcaltecas para conformar una alianza en contra de los mexicas. Cortés, convencido de la fidelidad de los totonacas, siguió el consejo y prosiguió el itinerario preestablecido.

Recorrido de la expedición de Hernán Cortés.

Tlaxcala era una confederación de ciudades-estados unidas en una república gobernada por los integrantes de un senado. Tenochtitlan, estaba organizada de forma similar a un imperio; desde 1455 el poderío azteca estaba conformado sobre la base de una triple alianza cuyos integrantes eran los señoríos de Texcoco, Tlacopan, y Tenochtitlan, sin embargo este último ejercía la hegemonía del poder. En esos años ambas confederaciones rivalizaron y comenzaron las guerras floridas en contra de Huejotzingo, Cholula y Tlaxcala. El objetivo principal del ejercicio bélico era la captura de prisioneros.
Bajo estas circunstancias de animadversión llegó Cortés al territorio de Tlaxcala al mando del ejército totonaca-español, el cual era numéricamente muy inferior con respecto a la densa población de Tlaxcala que se conformaba por los pinomes, los otomíes y los tlaxcaltecas, quienes vivían asentados en cientos de pequeñas localidades. El senado de Tlaxcala ya estaba enterado de los españoles y cuando recibieron a los mensajeros se reunieron para deliberar la propuesta de Cortés. Los principales representantes eran Xicohténcatl Huehue «el Viejo», Maxixcatzin, Citlalpopocatzin y Hueyolotzin. Al igual que los mexicas, los tlaxcaltecas consideraban a los españoles como semidioses pues las noticias al respecto de sus caballos y sus armas los habían impresionado. Maxixcatzin se inclinó por sellar la alianza y luchar contra sus acérrimos rivales, pero Xicohténcatl Axayacatzin argumentó la posibilidad de que los españoles no fueran semidioses, creyendo que la ambición que habían mostrado por el oro, los pequeños hurtos en los pueblos, la destrucción de templos y el desprecio de leyes ancestrales evidenciaba más un comportamiento humano que divino. La resolución fue atacar a los recién llegados: de lograrse la victoria se daría crédito a la nación tlaxcalteca, en caso de derrota se culparía a los otomíes de haber actuado en desobediencia a las órdenes del senado y se firmaría la alianza.

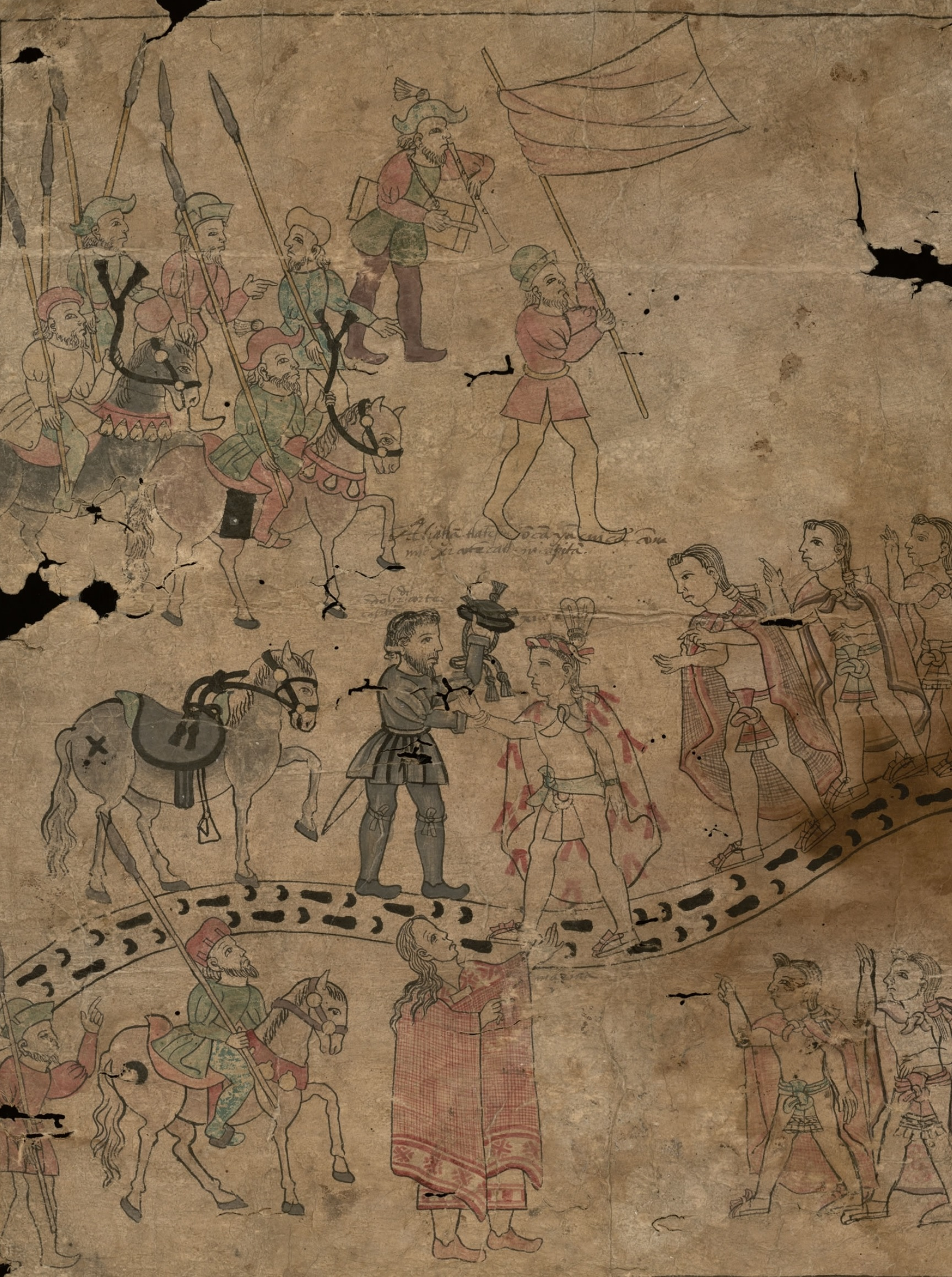
Hernán Cortés y Xicohténcatl, Fragmento de Texas.

El 2 de septiembre de 1519 un grupo de quince indígenas sirvió de anzuelo, se dejó perseguir por los extranjeros hasta el desfiladero de Tecóac, donde Xicohténcatl Axayacatzin había preparado una emboscada con un gran número de guerreros otomíes. Ante la situación el propio Cortés leyó el requerimiento pero no fue atendido. Al grito de «¡Santiago y cierra España!» se entabló la primera batalla, cuyo resultado fue favorable para los españoles a pesar de encontrarse en desventaja numérica. Durante la noche que siguió, Cortés y sus hombres consideraron por primera vez la posibilidad de que su reducido ejército fuese aniquilado, estableciendo su campamento en el cerro de Tzompachtepetl.
Buscando siempre la alianza, Cortés envió mensajeros de paz recibiendo una respuesta de Xicohténcatl irónica: «¿Paces?, ciertamente, las celebraremos, venid a Tlaxcala en donde esta mi padre. Allí haremos los paces, hartándonos de vuestras carnes y honrando a nuestros dioses con vuestros corazones». A pesar del anuncio de exterminio los caballos, las armas y las tácticas militares españolas se impusieron a los tlaxcaltecas, quienes atacaban de forma inarticulada, sin cooperar entre sí, tratando siempre de capturar enemigos en lugar de liquidarlos.
De cualquier forma, las subsecuentes batallas no fueron victorias fáciles para el ejército conformado por españoles y totonacas. Por su parte, Xicohténcatl envió espías con comida y regalos a la guarnición española, pero éstos fueron descubiertos rápidamente. Cortés ordenó amputarles manos y pulgares a manera de escarmiento. El espionaje tlaxcalteca resultó un fracaso pues los espías delataron la posición y planes de su ejército. Durante un nuevo enfrentamiento en los llanos, el cual volvió a ser desfavorable para Tlaxcala, Xicohténcatl tachó de incapaz a su lugarteniente Chichimecatecuhtli dando como resultado la deserción de las tropas de Ocotelulco y Tepetícpac.
Tras evaluar la nueva situación, y considerando las repetidas derrotas, el senado de Tlaxcala ordenó a Xicohténcatl Axayacatzin detener la guerra para negociar un acuerdo de paz. Xicohténcatl Huehue, Maxixcatzin, Citlalpopocatzin, Hueyolotzin y algunos otros señores importantes recibieron a los españoles el 18 de septiembre de 1519. En la reunión se estableció la crucial alianza para hacer frente a los mexicas. Como muestra de paz los tlaxcaltecas regalaron mujeres a los españoles, entre las que se encontraba una hija de Xicohténcatl el viejo, quién se casó con Pedro de Alvarado y fue bautizada como María Luisa Tecuelhuatzin. Los guerreros tlaxcaltecas que combatieron como aliados a partir de ese momento fueron Piltecuhtli, Aexoxécatl, Tecpanécatl, Cahuecahua, Cocomitecuhtli, Quauhtotohua, Textlípitl y Xicohténcatl Axayacatzin. Este último, sin embargo, nunca estuvo convencido de la alianza.

### Matanza de Cholula

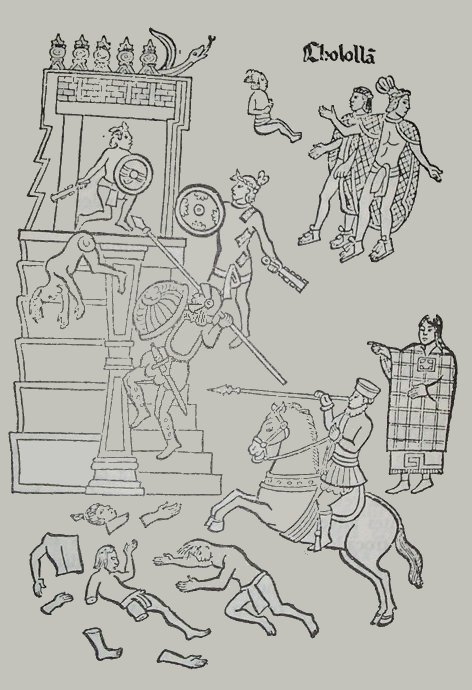
Matanza de Cholula, Lienzo de Tlaxcala.

Antes de dirigirse hacia Tenochtitlan, Cortés llega a Cholula, ciudad tributaria y aliada de los mexicas con una población de treinta mil habitantes, que tenía un arraigado culto a Quetzalcóatl. Los tlaxcaltecas no eran amigos de los cholultecas y advirtieron a los españoles no confiar en ellos. Una comitiva de cholultecas dirigida por los capitanes Tlaquiach y Ttalchiac, salió al encuentro del ejército de Cortés siendo recibidos y hospedados cuatrocientos españoles y cuatrocientos totonacas dentro de la ciudad, pero los dos mil tlaxcaltecas a quienes consideraban enemigos, debieron acampar en la periferia. Durante dos días el trato para los recién llegados fue hospitalario; poco después, las autoridades cholultecas comenzaron a evadir a Cortés y sus capitanes, ya que habían recibido en forma secreta instrucciones de Moctezuma para realizar una emboscada y aniquilar a los españoles. Una anciana que pretendía convertirse en la suegra de Malintzin confió a esta lo que se tramaba y poco después la intérprete por su parte alertó a Cortés.
A la mañana siguiente el conquistador, anticipándose, capturó a los líderes cholultecas. Con una señal prevista mandó a su ejército a realizar un ataque preventivo, provocando la llamada matanza de Cholula. Más de cinco mil hombres murieron en menos de cinco horas bajo el acero de las espadas españolas y la furia incontrolable de sus aliados tlaxcaltecas y totonacas. También se dio la orden de incendiar casas y templos. A pesar de haber sido una acción preventiva, muchas de las víctimas fueron civiles cholultecas que se encontraban desarmados. Pocos guerreros ofrecieron resistencia reaccionando hasta después de las dos primeras horas del sorpresivo ataque. Se sospechaba de veinte mil guerreros mexicas acampados en las inmediaciones de la ciudad para reforzar la emboscada; sin embargo, estos nunca aparecieron. Tras la victoria, los españoles se apoderaron del oro y las joyas, mientras que los aliados indígenas tomaron la sal y algodón. El contingente español, tlaxcalteca y totonaca permaneció en Cholula durante catorce días. Los cholultecas que habían sido tributarios de los mexicas, fueron sometidos y en la derrota, terminaron aliándose a las fuerzas de Cortés.
Los conquistadores continuaron su expedición hacia Huejotzingo; atravesaron entre los dos volcanes vigías del valle, el Popocatépetl y el Iztaccíhuatl por un paraje boscoso que hoy lleva el nombre de Paso de Cortés. Del otro lado, avistaron por primera vez el lago de Texcoco y la isla de la ciudad de México-Tenochtitlan. Cruzaron por Amaquemecan y Chalco-Atenco, donde embajadores de Moctezuma intentaron convencerlos para detener su marcha. Tras una breve estancia en Ayotzinco continuaron la marcha hacia Mixquic, Cuitláhuac (Tláhuac), Culhuacán e Iztapalapa. Al llegar a la ciudad, la población veía con asombro a los europeos y sus caballos.

### Entrada y estancia en Tenochtitlan

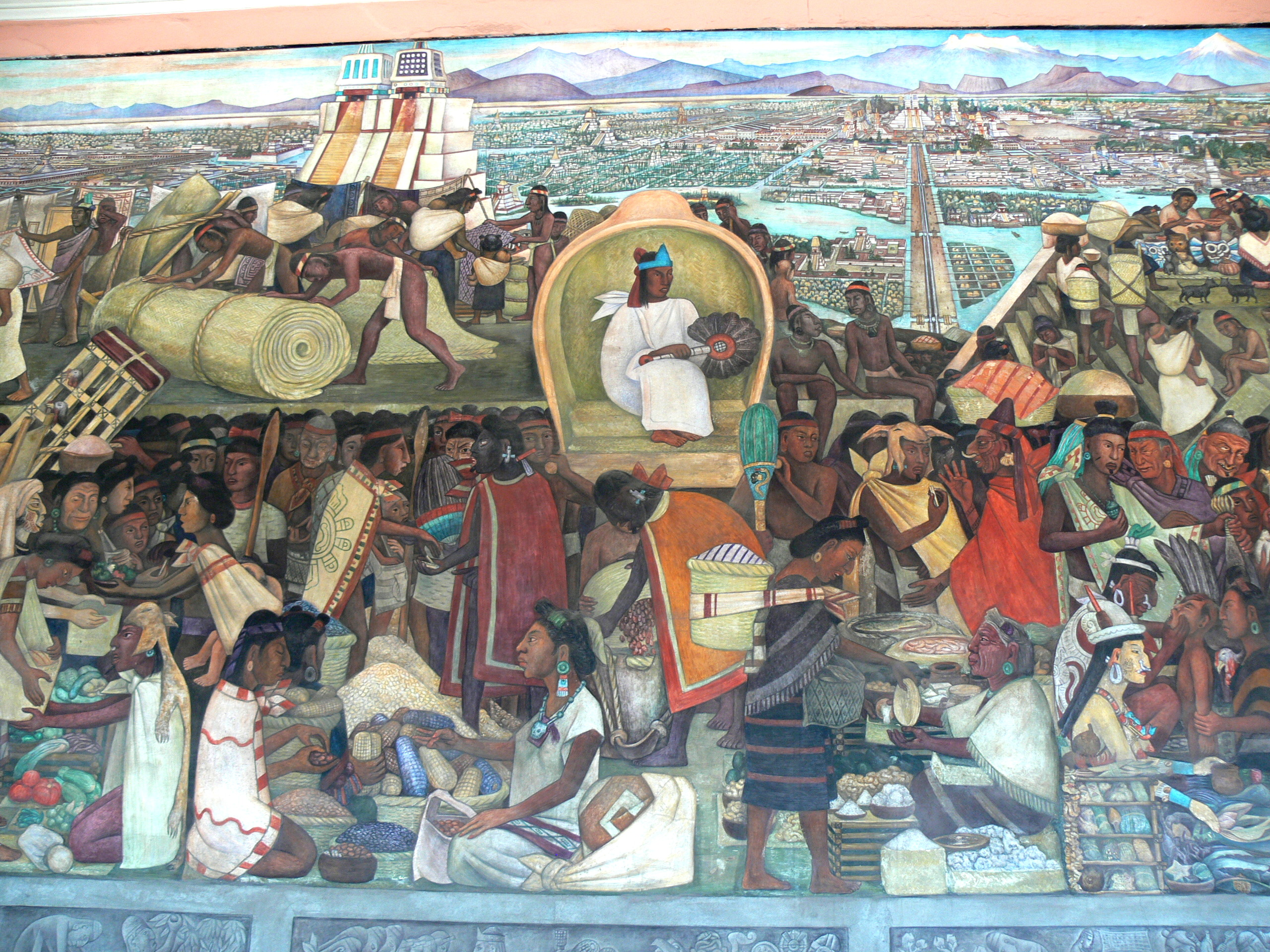
Vista de México-Tenochtitlan desde el mercado de Tlatelolco, mural de Diego Rivera.

Moctezuma realizó muchos intentos para disuadir a Cortés de avanzar hacia Tenochtitlan. El tlatoani envió regalos, embajadores e innumerables mensajes para convencer a los españoles de no visitar la ciudad pero todo fue inútil. Después de haber llegado al valle de México, el ejército compuesto por cuatrocientos españoles, cuatro mil tlaxcaltecas y dieciséis caballos entró el 8 de noviembre de 1519, correspondiente al día "8 Ehecatl" del año "1 acatl" en el mes Quecholli, a la ciudad de México-Tenochtitlan, construida en una isla del lago de Texcoco y unida a tierra por tres calzadas principales.

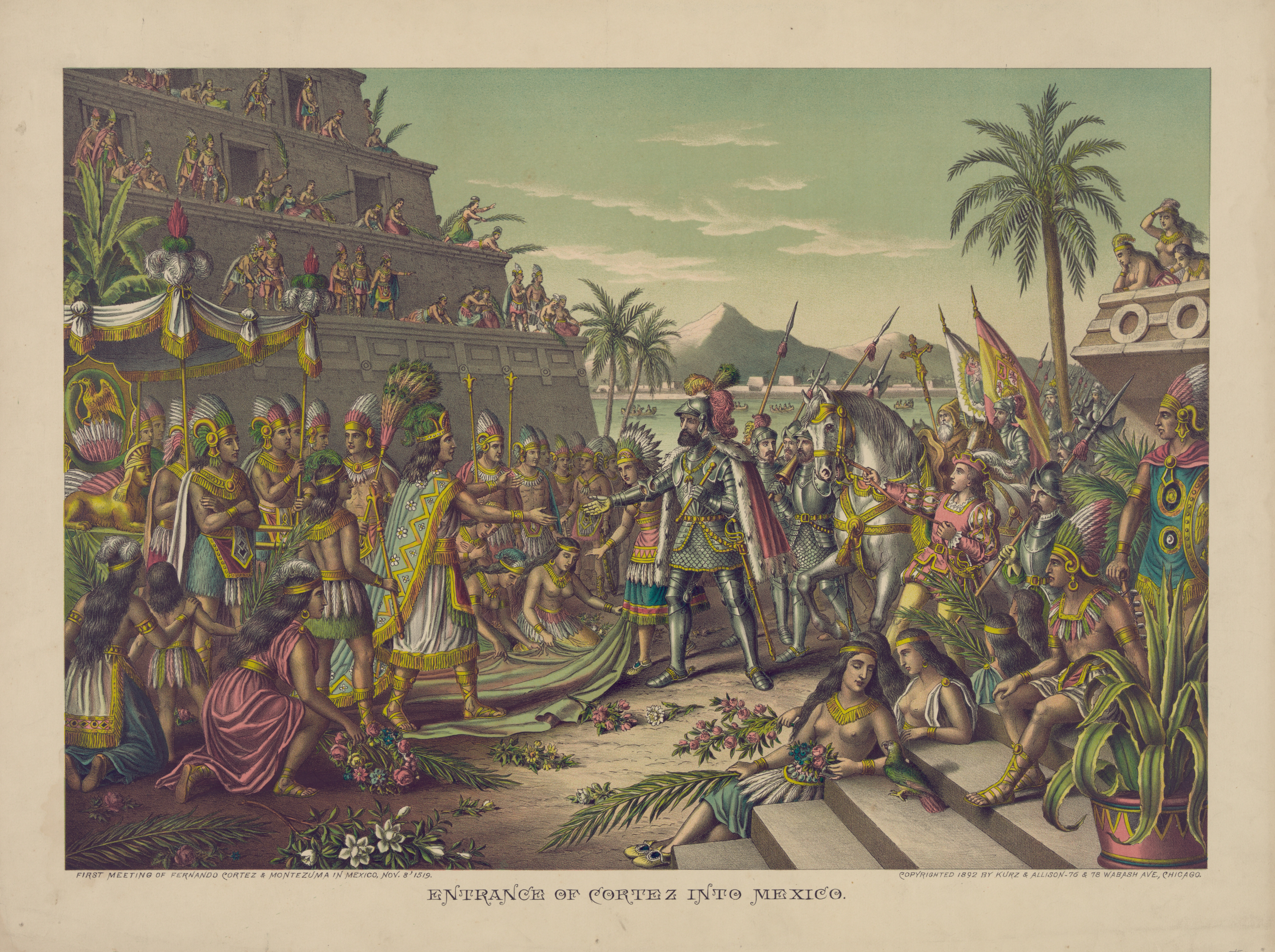
Encuentro de Hernán Cortés y Moctezuma

Cortés y sus hombres fueron recibidos por el huey tlatoani Moctezuma Xocoyotzin y un amplio séquito, en el que se encontraban el tlahtoani de Tlacopan Totoquihuatzin, el tlatoani de Tetzcuco Cacamatzin, Cuitláhuac, Tetlepanquetzaltzin, Itzcuauhtzin, Topantemoctzin, y algunos otros servidores. Tras una breve presentación, hubo un intercambio de regalos. Cortés entregó a Moctezuma un collar de cuentas de vidrio que se llamaban margaritas y el gobernante entregó al caudillo un collar con ocho camarones de oro. Posteriormente los españoles fueron alojados en el palacio de Axayácatl, cercano al recinto sagrado de la ciudad. Moctezuma era un guerrero experimentado, pero como hombre supersticioso, continuaba con la idea de que posiblemente los extraños visitantes eran semidioses. Se entrevistó de forma privada con Cortés y dio a entender, de acuerdo a diversas crónicas, la sumisión como vasallo del rey Carlos I de España.
Mientras tanto en la costa, siguiendo los consejos de los conquistadores españoles, los totonacas dejaron de pagar el acostumbrado tributo a los mexicas. El calpixque Cuauhpopoca dirigió a los guerreros mexicas y comenzó el ataque contra los totonacas, pero estos fueron defendidos por la guarnición española de la Villa Rica de la Vera Cruz. Como resultado de la contienda, los españoles sufrieron siete bajas, entre ellas, Juan de Escalante quien logró incendiar la población de Nautla antes de la retirada de sus hombres pero murió más tarde a consecuencia de las heridas. Las noticias pronto llegaron a Tenochtitlan; desde la costa los mexicas enviaron a Moctezuma, junto con el reporte de la batalla, la cabeza decapitada del soldado español Juan de Argüello como prueba fehaciente de que los europeos eran seres mortales y no dioses. El tlahtoani, aterrado al ver la cabeza, prohibió las acciones militares y pidió mantener en secreto la noticia. De forma paralela mensajeros totonacas informaron los mismos sucesos a Cortés.

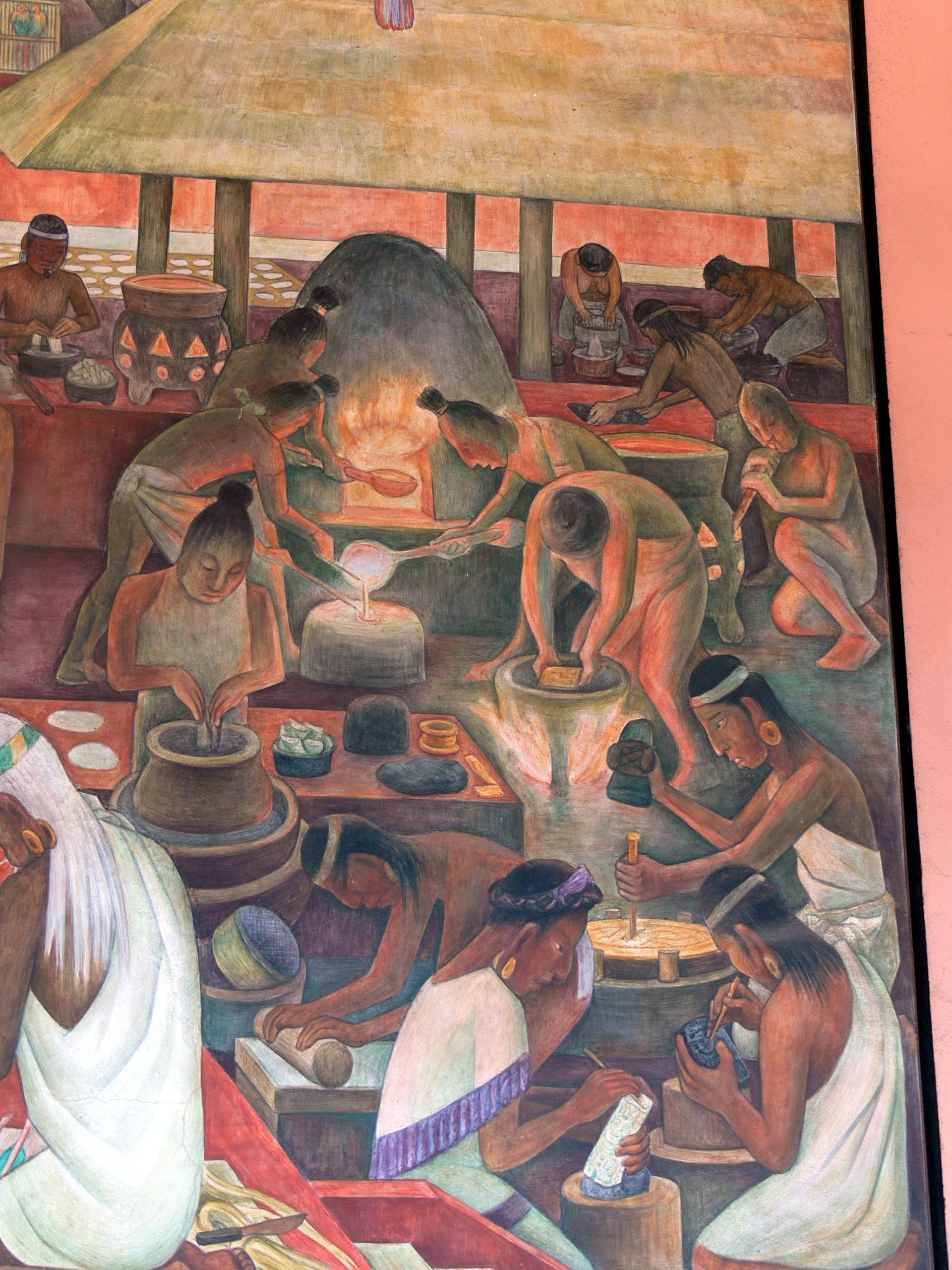
El oro del quinto del rey fue fundido por los orfebres de Azcapotzalco para ser enviado a España, mural de Diego Rivera.

Durante la breve estancia, los españoles habían descubierto accidentalmente tesoros escondidos en una de las recámaras principales del suntuoso palacio de Axayácatl; pero también habían valorado el posible riesgo de una emboscada por parte de los mexicas y por tales motivos decidieron someter a Moctezuma. El 14 de noviembre Cortés tomó como pretexto los acontecimientos de Nautla para arrestar al tlahtoani, exigiendo también castigo para los responsables. Sorprendido, Moctezuma negó haber ordenado el ataque y mandó llamar a Cuauhpopoca, los emisarios mexicas fueron acompañados por Francisco de Aguilar, Andrés de Tapia y Gutiérrez de Valdelomar. A partir de ese momento el tlatoani fue vigilado por una escolta española. Cuando regresaron los emisarios, el tlahtoani otorgó el privilegio de juicio a Cortés; el proceso fue breve y se sentenciaron a morir en la hoguera a Cuauhpopoca, a su hijo y quince principales de Nautla. Para prevenir una sublevación, Moctezuma fue entonces sometido con grilletes y se le obligó a presenciar la ejecución. Este audaz secuestro del emperador Moctezuma II por parte de Cortés, como hará también Francisco Pizarro con el inca o inga Atahualpa, recuerda mucho al que sufrió casi cien años antes el rey Juan II de Castilla, el llamado Golpe de Tordesillas (1420), por parte de uno de los Infantes de Aragón; quizá incluso al parecido de Juana la Loca, y con similares intenciones.
El pueblo mexica, en silencio y expectante, comenzó a dudar de su máximo dirigente por la sumisión mostrada.
Permanentemente custodiado, Moctezuma continuó sus actividades cotidianas. Convivió con Cortés y sus capitanes, les mostró la ciudad y los alrededores. Durante los siguientes días el conquistador pidió al tlahtoani que abandonase a sus dioses y que prohibiese los sacrificios humanos. También averiguó los lugares de donde procedía el oro. Ante el asombro y disgusto de los sacerdotes mexicas, se derribaron las efigies de sus dioses, se impusieron imágenes cristianas y se celebró una misa en la cúspide del Templo Mayor.
Se organizaron excursiones para inspeccionar las minas. Gonzalo de Umbría se dirigió hacia Zacatula en la región mixteca; Diego de Ordás hacia Tuxtepec y Coatzacoalcos; Andrés de Tapia y Diego Pizarro se dirigieron a la zona de Pánuco. Cortés también pidió a Moctezuma solicitar oro a todos los pueblos tributarios de los mexicas. Nuevamente el tlahtoani accedió con la esperanza de que a cambio de entregar esos tesoros, los europeos se retiraran de Tenochtitlan. Para facilitar su transporte y reparto, todo el oro fue fundido en barras por los orfebres de Azcapotzalco, separándose el quinto del rey.
Una pequeña comitiva de españoles fue enviada en búsqueda de oro a Tetzcuco. Los guías eran Netzahualquentzin y Tetlahuehuezquititzin, ambos hermanos de Cacama. Debido a un malentendido, se sospechó de una posible traición de Netzahualquentzin, motivo por el cual fue sentenciado a morir en la horca. Cacama, exacerbado, intentó sublevarse con los señores de Coyoacán, Tlacopan, Iztapalapa, Toluca y Matalcingo, pero Ixtlilxóchitl, también hermano y a la vez enemigo de Cacama, lo traicionó. Los rebeldes fueron arrestados y Cortés decidió nombrar a Coanácoch como nuevo tlahtoani de Tetzcuco. Días más tarde, Pedro de Alvarado torturó a Cacama para que este entregara una mayor cantidad de oro, acción que fue denunciada por Bernardino Vázquez de Tapia durante el juicio de residencia de Alvarado.
Moctezuma le insistió a Cortés que se retirase de la ciudad, pero la respuesta fue negativa. La estancia se prolongó bajo la excusa de no contar con embarcaciones, pues estas habían sido destruidas. A pesar del malestar social de los mexicas por las acciones de los conquistadores españoles y el abyecto comportamiento del huey tlahtoani, este intentó por todos los medios evitar un levantamiento. A petición de Cortés, dirigió un discurso solemne frente a su pueblo, en el cual, llorando, se reconoció como vasallo de Carlos I y pidió rendir obediencia a los españoles. Creía en las profecías y supersticiones, pero también temía que en caso de un enfrentamiento armado su pueblo fuese masacrado.
Considerando tener un relativo control sobre Tenochtitlan, Cortés envió a la región de Coatzacoalcos a Juan Velázquez de León con cien hombres con el objetivo de fundar una colonia, para de esta manera, extraer oro y vigilar la costa. Rodrigo Rangel fue enviado a Chinantla, y para tranquilizar a Moctezuma, Cortés envió a la Villa Rica de la Vera Cruz a Gonzalo de Sandoval, Martín López, Andrés Núñez, y Alfonso Yáñez con órdenes oficiales de construir nuevas embarcaciones a la vista de los mexicas, pero con instrucciones secretas de realizar los trabajos de la manera más lenta posible.

### Entrevista de los procuradores con el rey y el Consejo de Castilla
Mientras eso ocurría en Tenochtitlan, los procuradores de la Villa Rica de la Vera Cruz, Alonso Hernández Portocarrero y Francisco de Montejo, habían llegado a Sevilla. Era octubre de 1519 cuando el obispo Juan Rodríguez de Fonseca se enteró de los acontecimientos, girando órdenes al contador de la Casa de Contratación Juan López de Recalde para incautar el tesoro que transportaban los procuradores. Fray Benito Martín había conseguido ya en la corte el título de adelantado para Diego Velázquez de Cuéllar y solicitó que se otorgara plena autoridad al gobernador de Cuba para castigar la insubordinación de Cortés.
Rodríguez de Fonseca aún tenía el control del Consejo de Castilla, el cual atendía los asuntos de las Indias, pero el obispo de Badajoz Pedro Ruiz de la Mota y el secretario del rey Francisco de los Cobos y Molina quedaron impresionados por el oro traído de México. El obispo de Badajoz abogó por Cortés ante el rey Carlos I. Por otra parte los procuradores acudieron a Martín Cortés, padre del caudillo, para tratar de conseguir mediante cartas una entrevista con el rey, quien al escuchar esta solicitud se mostró interesado en recibirlos y en conocer a los totonacas que habían traído en el viaje. Los emisarios de Cortés llegaron tarde a Barcelona en donde encontrarían al rey, pero este, en constante movimiento, se había trasladado a Burgos. No obstante, pudieron contactar al abogado Francisco Núñez y al consejero del rey Lorenzo Galíndez de Carvajal, quien decidió apoyarlos.
Carlos I había sido elegido emperador del Sacro Imperio Romano Germánico, además de atender los asuntos de la Guerra de las comunidades de Castilla, debería hacer frente al conflicto de la reforma luterana y viajar hacia Aquisgrán donde sería coronado. Sin embargo, mostró gran interés en los asuntos de Indias. Cuando los emisarios de Cortés llegaron a Burgos la corte se había desplazado a Valladolid. En Tordesillas el monarca sostuvo una reunión informal con los procuradores, pero fue hasta el 30 de abril de 1520, en Santiago de Compostela, donde el comité del Consejo de Castilla escuchó finalmente a los procuradores.
El comité estaba conformado por el cardenal Adriano de Utrecht, el canciller imperial Mercurino Arborio Gattinara, el obispo de Badajoz Pedro Ruiz de la Mota, el arzobispo de Palermo Jean Carondelete, el arzobispo de Granada Antonio de Rojas Manrique, el comendador mayor de Castilla Hernando de la Vega, y el obispo de Burgos Juan Rodríguez de Fonseca. Además estuvieron presentes en la reunión el doctor Diego Beltrán, Luis Zapata, Francisco de Aguirre, Lorenzo Galíndez de Carvajal, Pedro Mártir de Anglería, Bartolomé de las Casas, Juan de Sámano, y Francisco de los Cobos y Molina. Se realizó una larga sesión en la que fueron cuestionados los procuradores Francisco de Montejo, Alonso Hernández Portocarrero y el emisario del gobernador de Cuba, Gonzalo de Guzmán. A pesar de que el obispo de Burgos acusó a Cortés y sus hombres como desertores y traidores, el 17 de mayo de 1520 el comité decidió aplazar la resolución hasta escuchar nuevas pruebas tanto de Velázquez como de Cortés.

### Expedición de Narváez

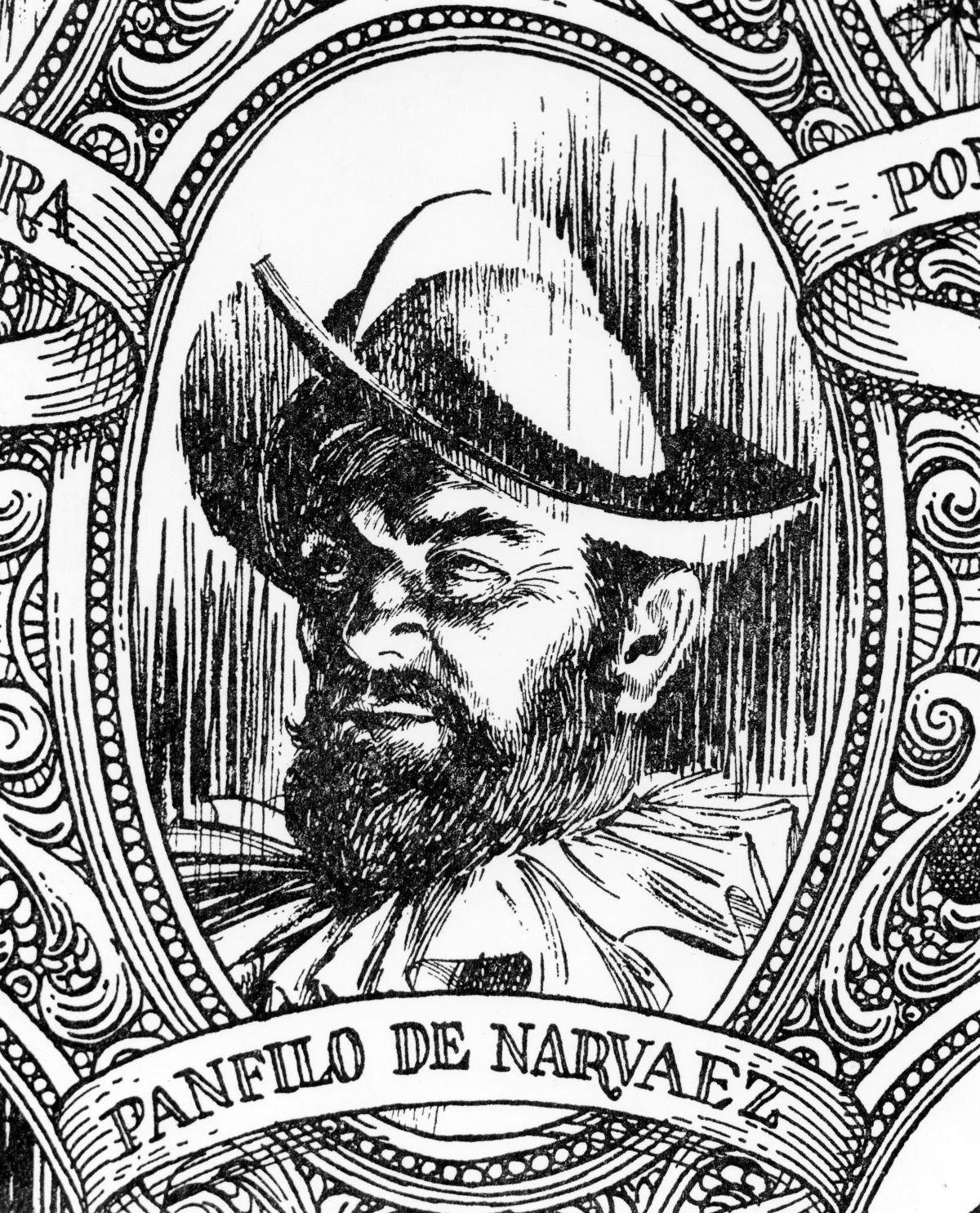
Pánfilo de Narváez.

Diego Velázquez, desconociendo aún los últimos sucesos en España, confiscó en la isla de Cuba los bienes de Cortés y de algunos de sus hombres. Organizó un ejército que constaba de diecinueve embarcaciones, mil cuatrocientos hombres, ochenta caballos, veinte piezas de artillería y mil auxiliares cubanos. Designó a Pánfilo de Narváez como capitán con órdenes secretas para arrestar o matar a Cortés. Cuando Rodrigo de Figueroa, juez de residencia de La Española, se enteró de los planes de Velázquez, consideró que la pugna no era beneficiosa para la corona y por tal motivo envió al oidor (juez) Lucas Vázquez de Ayllón junto con el alguacil de Santo Domingo Luis de Sotelo y el escribano Pedro de Ledesma para detener la expedición. Vázquez de Ayllón encontró a Narváez en Xaraguas y le ordenó abortar la expedición. Adicionalmente, el 18 de febrero de 1520 notificó directamente a Velázquez las órdenes de Figueroa pero el gobernador de Cuba prosiguió con sus planes, desatendiendo la petición oficial y desafiando la autoridad de Figueroa. En esa circunstancia, Vázquez de Ayllón decidió viajar simultáneamente a la Villa Rica de la Vera Cruz para tratar de negociar un acuerdo. Las embarcaciones zarparon de Cuba el 5 de marzo de 1520.
Poco antes de salir de Cuba se había extendido una epidemia de viruela en la isla, el virus fue transportado en la excursión.
Participaron en la excursión de Narváez Juan Bono de Quejo, Leonel de Cervantes, el veedor (inspector) del gobernador de Cuba Gerónimo Martínez de Salvatierra, un sobrino homónimo de Velázquez conocido como «el Mozo», el alcalde de Trinidad Francisco Verdugo, Gaspar de Garnica, Baltasar Bermúdez y otros experimentados conquistadores. También viajó Andrés de Duero, secretario de Velázquez pero amigo de Cortés, ya que Amador de Lares había muerto a principios de 1520. Los barcos hicieron escala en Cozumel, en donde rescataron a los sobrevivientes del naufragio de Alonso de Parada y fundaron una pequeña guarnición. Se dirigieron hacia Tabasco llegando a Potonchan donde se encontraba la Villa de Santa María de la Victoria para reabastecerse de agua y en la etapa final del viaje fueron sorprendidos por una tormenta, perdiendo un barco y cincuenta hombres, entre ellos Cristóbal de Morante, quien había sido socio y capitán en la primera excursión a la península de Yucatán. Llegaron a San Juan de Ulúa el 19 de abril pero los barcos de Vázquez de Ayllón habían llegado un par de días antes, por lo que el oidor pudo contactar a los hombres de la Villa Rica de la Vera Cruz, enterándose antes de los logros de Cortés.
Al desembarcar, Pánfilo de Narváez decidió fundar la ciudad de San Salvador. Hicieron contacto con los totonacas, a quienes informaron que pretendían arrestar a Cortés y liberar a Moctezuma. El tecutli gordo de Cempoala quedó impresionado ante las noticias, pero prefirió dar la bienvenida a los recién llegados, suministrándoles víveres durante tres semanas. Los totonacas enviaron los acostumbrados regalos pero Pánfilo los guardó para sí, provocando la antipatía de sus seguidores. Debido a que la zona se encontraba en paz, Ayllón habló bien de Cortés y los hombres al desconocer los planes de la expedición comenzaron a inquietarse. Narváez culpó al oidor de la situación y decidió arrestarlo. Vázquez de Ayllón, Pedro de Ledesma y algunos simpatizantes de Cortés fueron hechos prisioneros y enviados en un barco con dirección a Cuba. El oidor no pudo hacer nada frente a los hombres de Narváez, pero cuando zarparon, amenazó al capitán del barco, en el sentido de que si este obedecía las órdenes de ir a Cuba lo condenaría a la horca; por tal motivo, la embarcación se dirigió hacia La Española. Ahí, Vázquez de Ayllón denunció los hechos y envió cartas a España detallando la afrenta y el proceder violento de Narváez. Finalmente, lo sucedido fue contraproducente a los intereses de Diego Velázquez.
Una comitiva de Moctezuma, quien estaba sometido, se puso en contacto con Narváez, y pronto fueron enviados mensajes al huey tlatoani. este albergó nuevas esperanzas de ser liberado y mantuvo en secreto esta comunicación, pero no pudo ocultar las noticias de la llegada de las embarcaciones. Cortés designó a fray Bartolomé de Olmedo y cinco emisarios para indagar las noticias de lo que ocurría. En la costa, Narváez comisionó a fray Antonio Ruiz de Guevara y al escribano Alfonso de Vergara para que notificasen a Gonzalo de Sandoval las nuevas provisiones de Diego Velázquez: se consideraba a Cortés un traidor y Narváez debía recibir el apoyo de todos los españoles. Sandoval, lejos de atender la petición, decidió apresar a los comisionados y enviarlos de inmediato a Tenochtitlan. Narváez también envió cartas a Juan Velázquez de León pensando, equivocadamente, que el pariente del gobernador de Cuba sería un aliado.
Cortés recibió con halagos a Vergara y Guevara, les pidió disculpas por el trato de Sandoval. El caudillo organizó un banquete y les regaló oro, ante lo que los comisionados quedaron pasmados. Muy pronto se hicieron amigos del anfitrión e informaron a este todos los detalles de la expedición, olvidaron leer las provisiones de Velázquez e incluso sugirieron enviar regalos a los hombres de Narváez. Cortés los envió de regreso a la costa con una escolta y una carta de respuesta para Narváez. En contraste, los emisarios de Cortés habían sido arrestados a excepción del clérigo Olmedo, quien se dedicó a describir las riquezas de la tierra. Cuando Vergara y Guevara llegaron a San Salvador, comenzaron a repartir oro de forma secreta a los hombres de Narváez. La misiva de Cortés contenía palabras de bienvenida e invitación a los miembros de la expedición, pero de sorpresa por la nueva designación de Narváez.
Ante la expectativa, Cortés salió de Tenochtitlan marchando con parte de su ejército hacia la costa, dejando una guarnición de ochenta hombres al mando de Pedro de Alvarado, envió instrucciones a Velázquez de León y Rangel para que se reunieran con él en Cholula para ir de manera conjunta hacia Cempoala. Fueron diversas idas y venidas de mensajeros, Narváez hacía proposiciones no aceptadas por Cortés pues trataba de desposeerlo en favor de Velázquez, y Cortés hacía contraposiciones inaceptables por parte de Narváez, pues justificaba su obediencia de forma directa al rey sin reconocer la autoridad del gobernador de Cuba. Las entrevistas con mensajeros sirvieron de espionaje, Andrés de Duero ayudó nuevamente a su amigo para sobornar a diferentes oficiales de Narváez. Los hombres de Cortés avanzaron hacia Mictlancuauhtla y acamparon el 28 de mayo en la ribera del río Chachalacas. Pocas horas antes de realizar el ataque sus espías informaron los pormenores de las posiciones de los contrincantes. Narváez se encontraba en Cempoala, confiado en que no atacarían por las condiciones del tiempo.
A pesar de que el ejército de Cortés era menos numeroso que el de Narváez, el ataque sorpresa fue veloz y certero. Diego Pizarro con sesenta hombres tenía órdenes de apoderarse de la artillería; Gonzalo de Sandoval con ochenta hombres debía capturar o matar a Narváez; Juan Velázquez de León enfrentaría a las fuerzas de su primo Diego Velázquez «el Mozo», sobrino del gobernador; Diego de Ordás tendría que capturar a las fuerzas comandadas por Salvatierra; finalmente, Andrés de Tapia y Cortés reforzarían con ayuda a cualquiera de los otros capitanes.
Cuando Narváez se dio cuenta del ataque trató de reaccionar, pero era tarde. Los sobornos funcionaron, el jefe de artillería Bartolomé de Usagre había colocado cera en los cañones, la pólvora se había mojado, los hombres de Bermúdez no se encontraban en sus puestos y los espías de Cortés habían cortado las cinchas de las sillas de los caballos. Tras una breve refriega en lo alto del teocalli, el piquero Pedro Gutiérrez de Valdomar dejó tuerto a Narváez. Pedro Sánchez Farfán llevó al prisionero herido ante los capitanes Gonzalo de Sándoval, Alonso de Ávila, y Diego de Ordás, quienes le quitaron las supuestas provisiones del rey, que resultaron ser tan solo las instrucciones de Velázquez. Cuando Pánfilo fue llevado ante Cortés, le dijo «Señor capitán, tened en mucho esta victoria y el haberme preso», a lo que este contestó: «Doy gracias a Dios y a mis esforzados caballeros, mas una de las menores cosas que he hecho en esta tierra es desbarataros y prenderos». Hubo pocas bajas, no más de veinte, entre ellas el tecutli gordo de Cempoala Chicomácatl, Diego Velázquez «el Mozo» y Alonso Carretero. La mayor parte de los hombres se rindieron convencidos de la riqueza de las tierras descubiertas y reconocieron a Cortés como nuevo jefe, incrementando así la fuerza militar del conquistador. Entre los auxiliares viajaba Francisco de Eguía, un esclavo de raza negra enfermo de viruela. Al terminar la campaña se desmanteló San Salvador, Juan Velázquez de León partió hacia Pánuco para poblar la zona con cien hombres y vigilar posibles incursiones de Francisco de Garay. Un mensajero proveniente de Tenochtitlan informó a Cortés sobre una rebelión en la ciudad, mediante la cual tenían emboscados a todos los hombres que habían quedado al resguardo de la misma; así mismo, se enteró la comunicación secreta que había sostenido Moctezuma con Narváez.

### Matanza del Templo Mayor
Durante la ausencia de Cortés, en Tenochtitlan se debía celebrar la ceremonia en honor del dios Huitzilopochtli. Los mexicas pidieron permiso al capitán Pedro de Alvarado, quien otorgó el permiso correspondiente para llevar a cabo la fiesta de Tóxcatl, la cual era un extenso ritual en donde se hacía una estatua de Huitzilopochtli; sacerdotes, capitanes, así como jóvenes guerreros bailaban y cantaban desarmados. Pero Alvarado descubrió serios indicios[¿cuál?] de que una conspiración estaba en marcha contra los españoles aprovechando la ausencia de Cortés y que en la ceremonia de honor los españoles serían sacrificados. Alvarado mandó cerrar las salidas, pasos y entradas al patio sagrado, la entrada de Cuauhquiyauac (Águila) en el palacio menor, la de Ácatl iyacapan (Punta de caña), la de Tezcacóac (Serpiente de espejos) y entonces comenzó la masacre. «Dieron un tajo al que estaba tañendo el tambor, le cortaron ambos brazos y luego lo decapitaron, lejos fue a caer su cabeza cercenada, otros comenzaron a matar con lanzas y espadas; corría la sangre como el agua cuando llueve, y todo el patio estaba sembrado de cabezas, brazos, tripas y cuerpos de hombres muertos».

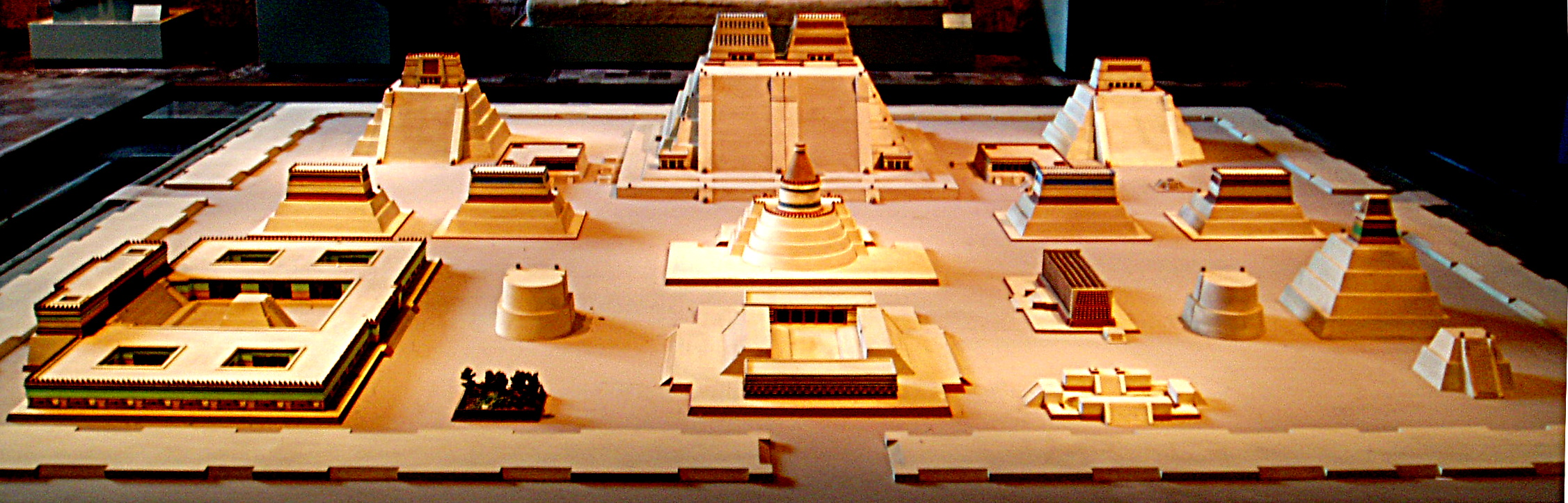
El recinto del Templo Mayor, maqueta del Museo Nacional de Antropología (México).

Fue una gran pérdida porque los asesinados eran los dirigentes que se habían educado en el Calmécac, los veteranos de guerra, los calpixques, los intérpretes de códices. La presencia de los extranjeros ofendía al pueblo de Tenochtitlan, pero era tanto el respeto que sentían por la figura del huey tlatoani, que nadie se había atrevido a contradecirlo. La matanza del Templo Mayor provocó una enorme indignación y los mexicas se lanzaron contra el palacio de Axayácatl. Moctezuma pidió al tlacochcálcatl (jefe de armas) de Tlatelolco, Itzcuauhtzin, calmar a la población enardecida con un discurso en el que pedía a tenochcas y tlatelolcas no combatir contra los españoles. La rebelión ya no pudo ser detenida, la población ofendida por la actitud del tlatoani, gritaba «¡Ya no somos tus vasallos!». Además se encontraban irritados por el ataque alevoso a sus capitanes. Sitiaron el palacio durante más de veinte días, donde los españoles se atrincheraron llevando con ellos a Moctezuma y a otros jefes.

### Expulsión de los españoles de Tenochtitlan

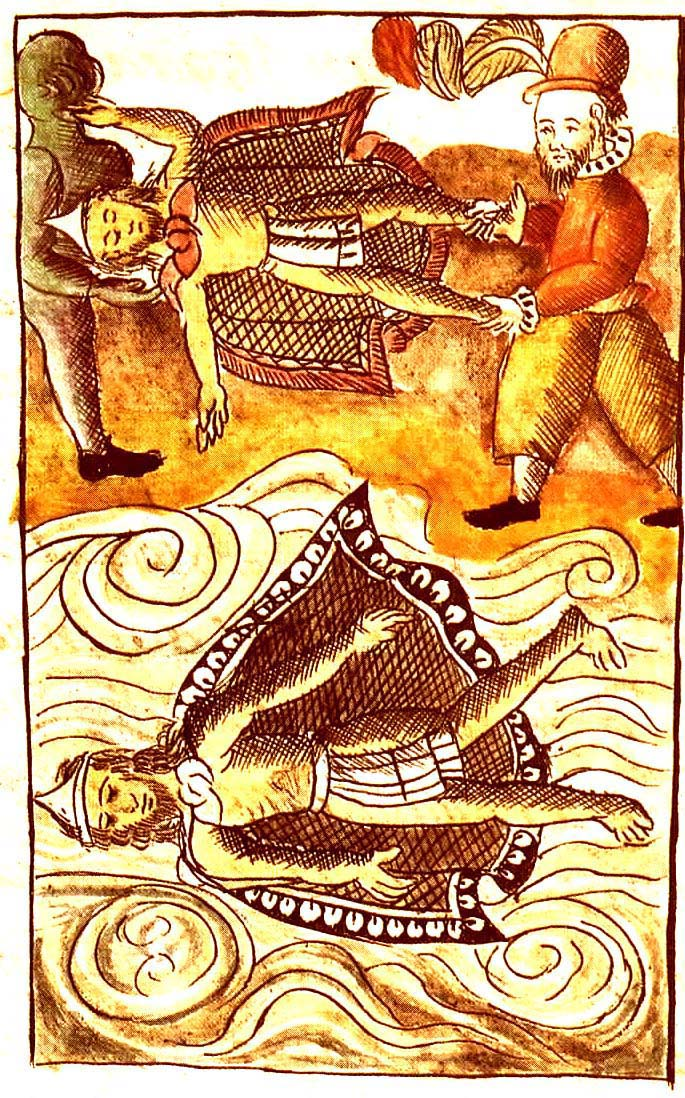
Muerte del tlatoani Moctezuma Xocoyotzin y el tlacochcálcatl (jefe de armas) de Tlatelolco, Itzquauhtzin, Códice Florentino.

De regreso en la ciudad y tras un enfrentamiento en Iztapalapa, Cortés pudo reunirse con sus compañeros en el palacio de Axayácatl desde el que se defendían de constantes ataques. De acuerdo a Díaz del Castillo, Cortés había llegado con más de mil trescientos soldados, noventa y siete caballos, ochenta ballesteros, ochenta escopeteros, artillería y más de dos mil tlaxcaltecas. Pedro de Alvarado había mantenido cautivo a Moctezuma, junto con algunos de sus hijos y varios sacerdotes.
Después de estos sucesos ocurrió la muerte de Moctezuma Xocoyotzin. Fernando de Alva Ixtlilxóchitl afirma que fueron los españoles quienes asesinaron a Moctezuma por heridas de espada, cosa que niegan los cronistas españoles. Díaz del Castillo dice que Moctezuma subió a uno de los muros del palacio para que hablara con su gente y los tranquilizara; sin embargo, la multitud enardecida comenzó a arrojar piedras, una de las cuales hirió a Moctezuma de gravedad durante su discurso. Moctezuma fue llevado al interior pero falleció tres días después a causa de la herida. Su cuerpo y el de Itzcuauhtzin, señor de Tlatelolco, fueron llevados fuera del palacio por dos sirvientes del tlatoani y arrojados a la acequia. La convivencia entre Cortés y Moctezuma había creado un vínculo de amistad y el tlatoani, antes de morir, pidió a Cortés que favoreciese a su hijo, de nombre Chimalpopoca. Al morir Moctezuma, Cortés y los capitanes que lo habían arraigado entristecieron.
El palacio quedó cercado, sin agua, ni alimentos, y el Tlahtocan (concejo) eligió como nuevo tlatoani a un hermano de Moctezuma, Cuitláhuac. En esas circunstancias, Cortés se vio forzado a abandonar la ciudad. Organizó el escape ordenando cargar la mayor cantidad de oro posible. Para impedir la huida de los españoles, los mexicas habían desmontado los puentes de los canales en la ciudad, Cortés utilizó las vigas del palacio de Axaycácatl para improvisar puentes portátiles.

..«Todo lo cogieron, de todo se adueñaron, todo lo arrebataron como suyo, todo se apropiaron como si fuera su suerte. Y después que le fueron quitando a todo el oro, cuando se lo hubieron quitado, todo lo demás lo juntaron, lo acumularon en la medianía del patio, a medio patio; todo era pluma fina»..
Historia general de las cosas de la Nueva España.

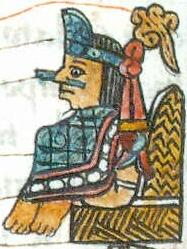
Cuitláhuac.

El 30 de junio de 1520 durante la noche, Cortés salió de Tenochtitlan. Ochenta tamemes tlaxcaltecas fueron previstos para transportar el oro y las joyas. Adelante marcharon Gonzalo de Sandoval, Antonio de Quiñones, Francisco de Acevedo, Francisco Lugo, Diego de Ordás, Andrés de Tapia, doscientos peones, veinte jinetes y cuatrocientos tlaxcaltecas. En el centro transportando el tesoro, Hernán Cortés, Alonso de Ávila, Cristóbal de Olid, Bernardino Vázquez de Tapia, la artillería, Malintzin y otras mujeres indígenas, Chimalpopoca con sus hermanas, los prisioneros mexicas y el grueso de las fuerzas españolas y aliadas. En la retaguardia Pedro de Alvarado, Juan Velázquez de León, la caballería y la mayor parte de los soldados de Narváez.
Solo consiguieron salir los primeros ya que, descubiertos y dada la voz de alarma, fueron acosados desde canoas, muriendo unos ochocientos españoles y gran número de aliados, además de perder cuarenta caballos, cañones, arcabuces, espadas, arcos y saetas de hierro, así como la mayor parte del oro. Entre las bajas se encontraron el capitán Juan Velázquez de León, quien había sido fiel a Cortés a pesar de ser pariente de Diego Velázquez de Cuéllar, Francisco de Morla, Francisco de Saucedo, Cacama, dos hijas de Moctezuma y Chimalpopoca. El propio Cortés fue herido en una mano. Los supervivientes escaparon por la ruta de Tlacopan, episodio en el que el cronista López de Gómara describió el salto de Pedro de Alvarado en el puente de Toltacacalopan, mismo que fue desmentido por Díaz del Castillo. Todos los cronistas coinciden con el llanto de Cortés en la Noche Triste:

.. «Cortés a esto se paró, y aun se sentó, y no a descansar, sino a hacer duelo sobre los muertos y que vivos quedaban, y pensar y decir el baque la fortuna le daba con perder tantos amigos, tanto tesoro, tanto mando, tan grande ciudad y reino; y no solamente lloraba la desventura presente, más temía la venidera, por estar todos heridos, por no saber adónde ir, y por no tener cierta la guardia y amistad en Tlaxcala; y ¿quién no llorara viendo la muerte y estrago de aquellos que con tanto triunfo, pompa y regocijo entrado habían?
Historia general de las Indias, Francisco López de Gómara.

### Batalla de Otumba

Ruta de escape de los españoles hacia Tlaxcala tras la Noche Triste.

La ruta que tomaron hacia Tlaxcala fue a través de Tlalnepantla, Atizapán, Teocalhueycan, Cuautitlán, Tepotzotlán, Xóloc, Zacamolco. El 7 de julio los conquistadores fueron ferozmente atacados en la batalla de Otumba. Agotados tras días de ser perseguidos, y pese a la inmensa desigualdad de fuerzas, la habilidad militar de Cortés se centró en defenderse en círculo hasta conseguir matar al cihuacoatl o principal capitán de los mexicas, pues muerto este, los perseguidores se dispersarían y huirían y así fue, consiguiendo una victoria que hoy se estudia en las academias militares del mundo. Debido a que el mayor número de bajas correspondía a los indios aliados, Hernán Cortés pensó que la alianza con los tlaxcaltecas había terminado tras la derrota, pero de forma contraria a sus predicciones fue recibido con benevolencia por el senado de Tlaxcala, a pesar de la oposición de Xicohténcatl. Las fuerzas españolas comenzaron a reorganizarse, aunque tardaron más de un año para regresar a tomar la plaza de Tenochtitlan.
Mientras tanto en la ciudad se desató una epidemia de viruela, enfermedad desconocida en América y a consecuencia de la cual mucha gente murió en un lapso corto. Como daño colateral se presentó una hambruna, en razón del desquiciamiento de los sistemas de abastecimiento. Cuitláhuac mandó reconstruir el templo mayor, reorganizó el ejército y lo envió al valle de Tepeaca. Intentó realizar alianza con los purépechas, pero el cazonci Zuanga después de considerar la oferta, se negó a aceptarla. También fueron enviados emisarios con intenciones de sellar la paz con los tlaxcaltecas, pero éstos se negaron rotundamente. En noviembre de ese mismo año, Cuitláhuac murió de viruela al igual que el tlatoani de Tlacopan Totoquihuatzin. Considerando que Cacama había muerto durante los hechos ocurridos el 30 de junio, la Triple Alianza tuvo nuevos sucesores, Coanácoch en Tetzcuco, Tetlepanquetzaltzin en Tlacopan y Cuauhtémoc (Águila que desciende), sobrino de Moctezuma Xocoyotzin, en Tenochtitlan.
Cuauhtémoc había participado en el episodio de la noche triste como tlacochcálcatl (jefe de armas) y se había pronunciado en contra de la actitud pasiva de Moctezuma. Debido a que su madre era Tiacapantzin, heredera al trono de Tlatelolco, pudo reunir el apoyo de toda la ciudad. Cuando fue elegido nuevo tlatoani continuó con los trabajos de reconstrucción y fortificación la ciudad, pues suponía el regreso de los españoles, envió embajadores a todos los pueblos solicitando aliados por medio de la disminución o eliminación de tributos. Buscó por segunda ocasión la alianza con el nuevo cazonci purépecha Tangáxoan Tzíntzicha, cuyo padre Zuanga también había muerto por la viruela; la negativa del heredero fue más violenta, los emisarios de Cuauhtémoc fueron asesinados en Tzintzuntzan.

### Reagrupamiento de los españoles y abastecimiento de Cortés
Los sobrevivientes españoles pasaron tres días en Hueyotlipan donde fueron auxiliados por los tlaxcaltecas. Poco después Cortés y Maxixcatzin se reunieron en Tlaxcala para refrendar su alianza. Durante veinte días los conquistadores descansaron, atendieron a los heridos y se reorganizaron.
Poco antes a la última incursión a Tenochtitlan habían sido atacadas dos comitivas españolas. El primer ataque causó poco más de veinte bajas, algunos hombres de Narváez habían sido arrestados por las fuerzas de Cortés y eran conducidos al valle de México. Los prisioneros nunca llegaron a su destino pues fueron sorprendidos por guerreros mexicas en Quecholac. El segundo ataque causó cuarenta y cinco bajas españolas y doscientas bajas tlaxcaltecas cuando una excursión al mando de Juan de Alcántara fue aniquilada en Calpulalpan.
Cortés decidió entonces emprender una campaña militar para castigar a la región, no solo para recuperar el honor y el ánimo de sus hombres, sino también para cortar la vía de suministros que recibía la ciudad de Tenochtitlan desde la costa oriental. Con base en el discurso de Moctezuma, el caudillo español consideró que todos los mexicas y tributarios eran oficialmente vasallos de Carlos I y que cualquier acción adversa, por tal motivo, debía ser considerada como acto de rebeldía. La lectura del requerimiento fue un procedimiento habitual para justificar legalmente los actos punitivos de la nueva campaña.
Los tlaxcaltecas aportaron dos mil guerreros al mando de Tianquizlatoatzin, quien guio a Cortés a las zonas de Zacatepec, Acatzingo y Tepeaca. El teuctli local se rindió el 4 de septiembre de 1520. Los prisioneros fueron esclavizados y se les marcó con hierro candente en la mejilla una «G» de «guerra». Muchos guerreros tepeacas fueron sacrificados por los tlaxcaltecas sin ninguna reclamación por parte de Cortés, quien toleró en repetidas ocasiones las acciones que sus aliados llevaban a cabo a pesar de que estas eran las mismas que tanto criticó de sus enemigos.
El caudillo español fundó la villa de Segura de la Frontera el 9 de septiembre de 1520 y desde el nuevo emplazamiento dirigió ataques a las localidades de Quecholac, Huaquechula, Itzocan, Tecamachalco, Zapotitlán, Izúcar y Chiautla. Varios pueblos de la zona, entre ellos Huejotzingo y Cuetlaxtlan, prefirieron no oponer resistencia y aceptaron la alianza con las fuerzas españolas, pero otros como Tecamachalco y Acaptelahuacan fueron casi exterminados. El 30 de octubre, en Segura de la Frontera, Cortés redactó la segunda carta de relación, en la cual describió los últimos acontecimientos sin dar gran importancia al revés de Tenochtitlan. Alonso de Mendoza y Diego de Ordás fueron los responsables de llevar la misiva, pero zarparon con destino a la península ibérica hasta marzo de 1521:

«...y por no dar cuenta de todas las particularidades que nos acaecieron en esta guerra, que sería prolijidad, no diré sino que, después de hechos los requerimientos para que viniesen a obedecer los mandamientos que de parte de vuestra majestad se les hacían acerca de la paz, no los quisieron cumplir y les hicimos la guerra y pelearon muchas veces con nosotros y con la ayuda de Dios y de la real ventura de vuestra alteza siempre les desbaratamos y matamos muchos, sin que en toda la dicha guerra me matasen ni hiriesen ni un español..en obra de veinte días hube pacíficas muchas villas y poblaciones a ella sujetas y los señores y principales de ellas han venido a ofrecerse y dar por vasallos de vuestra majestad...»
Segunda carta de relación. Hernán Cortés.

El jefe de carpinteros, Martín López, fue enviado por Cortés a Tlaxcala. Su misión era cortar y preparar madera para construir trece bergantines, los cuales serían utilizados en el asalto anfibio a Tenochtitlan. Cuando López llegó a Tlaxcala, se enteró de que Maxixcatzin había muerto víctima de la viruela pero pudo obtener sin problema la ayuda de Xicohténcatl Huehue.
Alonso de Ávila y Francisco Álvarez Chico viajaron a Santo Domingo en busca de caballos, ballestas, pólvora, arcabuces y cañones. Por otra parte, Francisco de Solís viajó a Jamaica en una misión similar. Los gastos fueron financiados con el poco oro rescatado de Tenochtitlan y del almacenado previamente en Tlaxcala.
En esos días llegaron diferentes embarcaciones: una de ellas procedente de Cuba comandada por Pedro Barba, quien llevaba una carta de Velázquez dirigida a Narváez. El capitán de la nave y la tripulación decidieron unirse a Cortés. Lo mismo sucedió con una embarcación capitaneada por Rodrigo Morejón. Desde Castilla, Juan de Burgos llegó al mando de una embarcación que hizo escala en las islas Canarias; paralelamente, desde Sevilla llegó Juan de Salamanca, quien hizo escala en Santo Domingo.
En la zona del río Pánuco una expedición dirigida por Diego de Camargo (futuro padre del historiador mestizo Diego Muñoz Camargo) bajo órdenes del gobernador de Jamaica, Francisco de Garay, había sido derrotada por los nativos huastecos. Para colmo, durante el escape una de las embarcaciones naufragó. Los sesenta sobrevivientes y Camargo se unieron a Cortés. El gobernador de Jamaica envió embarcaciones de apoyo, cincuenta hombres al mando del mestizo Miguel Díez de Aux y cuarenta hombres al mando de Francisco Ramírez «el Viejo». Estos capitanes, al evaluar la situación, también decidieron unirse a las fuerzas de Cortés.
Con el objetivo de controlar la totalidad de la ruta hacia la costa oriental, Gonzalo de Sandoval fue designado para efectuar una nueva campaña en Zautla y Xalacingo. Con tan solo ocho bajas españolas, los pueblos fueron sometidos y al igual que en Tepeaca, los prisioneros fueron esclavizados y herrados.

### Avance hacia Tenochtitlan por el oriente

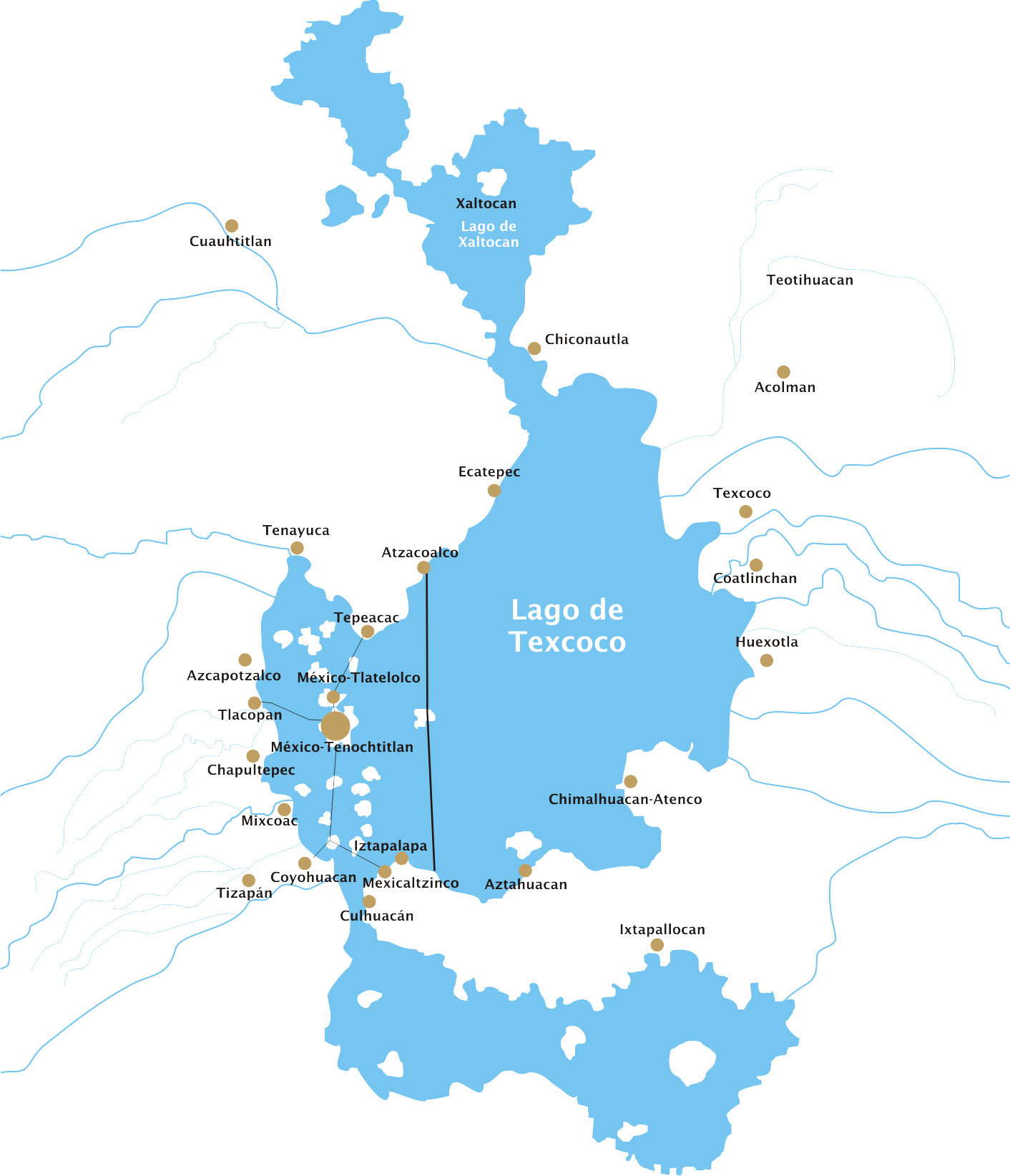
Lago de Texcoco, al sur el lago de Xochimilco y sureste lago de Chalco con la «isla de Cuitláhuac» (Tláhuac).

Debido a que los tesoros fueron utilizados para conseguir los aprovisionamientos y se respetó además el quinto del rey, no hubo reparto de oro para los soldados. Algunos se inconformaron, entre ellos se encontraba Andrés de Duero, lo cual provocó el rompimiento de la larga amistad con Cortés. Este decidió dejar partir a los inconformes de regreso a Cuba para evitar posibles sublevaciones y redactó ordenanzas militares y civiles para controlar a los que se quedaron.
Las fuerzas españolas comenzaron el avance hacia Texmelucan acompañadas por un gran contingente de tlaxcaltecas, quienes sumaron diez mil hombres bajo el mando de Chichimecatecuhtli. El objetivo de Cortés fue realizar un bloqueo a la ciudad de Tenochtitlan. Los pueblos de Huexotla, Coatlinchan, Chalco, Amecameca, Tlalmanalco, Ozumba, y Mixquic, decidieron apoyar a los españoles proveyéndoles también de alimentos.
Cuando las fuerzas españolas llegaron a Tetzcuco, el tlatoani Coanácoch huyó hacia Tenochtitlan para reunirse con Cuauhtémoc. La población también evacuó la ciudad, yéndose en parte a Tenochtitlán en miles de barcas sin que Cortés pudiera evitarlo. Los tlaxcaltecas por su parte incendiaron el palacio de Nezahualpilli, en el cual se encontraban los códices texcocanos. Ixtlilxóchitl, enemigo y hermano del tlatoani, se convirtió en aliado incondicional de los españoles, fue designado señor de la ciudad, y sobre la base de esto Cortés logró que parte de la población volviera. Allí recibió delegados de varias localidades de la región comunicando su apoyo a los españoles.

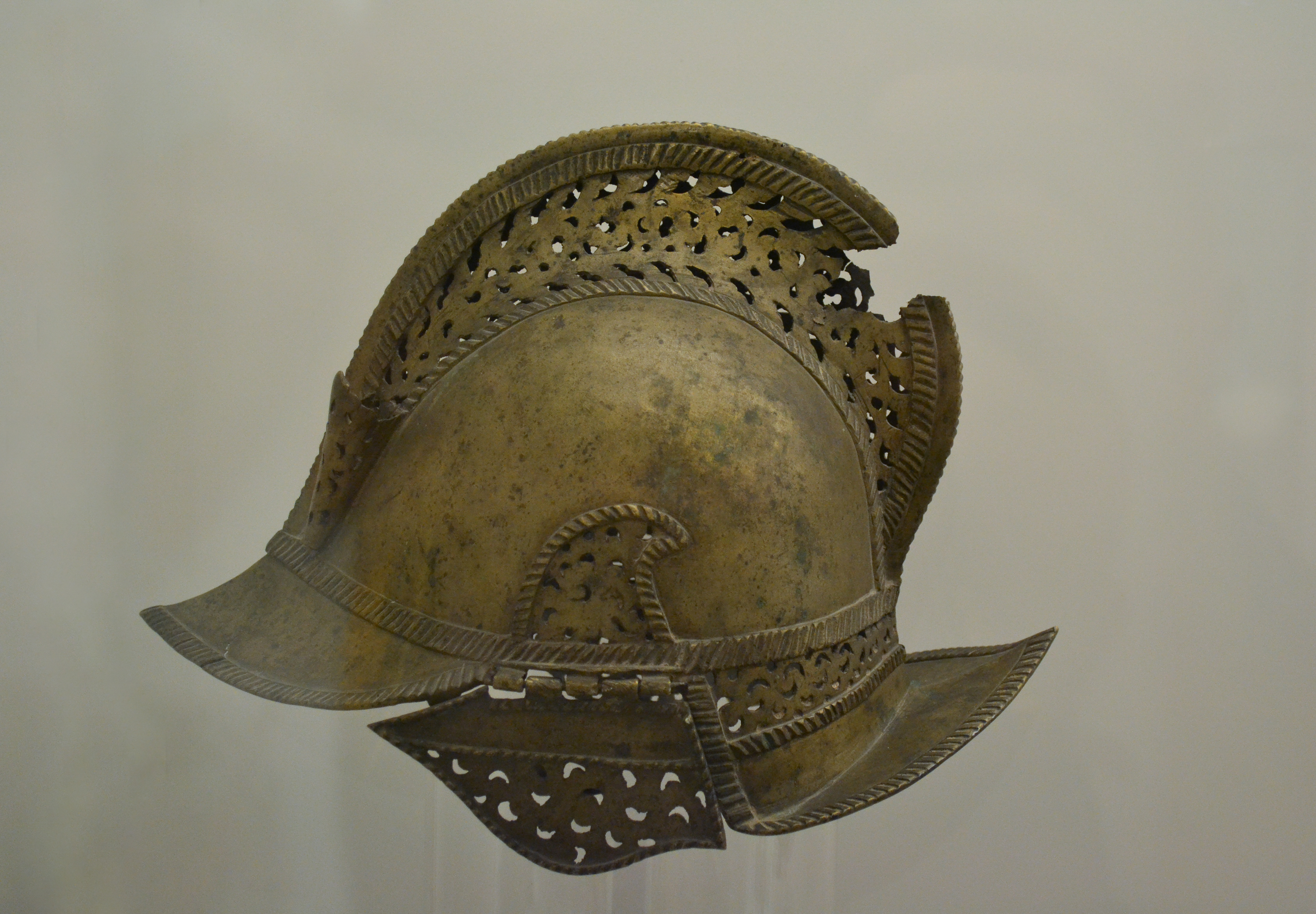
Morrión de bronce de soldado español.

Después de ocho días fortificando su recinto en Texcoco, y sin recibir ataques, Cortés avanzó hacia el sur sobre Iztapalapa con 15 jinetes, 200 infantes y 5000 aliados indios, incluyendo un número indeterminado de texcocanos a las órdenes de Ixtlilxóchitl. Esto implicaba situarse casi sobre las veredas de acceso a Tenochtitlán. Tomó Itzapalapa, pero gran parte de los defensores pudieron ser evacuados en barcas. Por la noche los mexicas abrieron obras de contención provocando que la ciudad se inunde, por lo que Cortés debió evacuar la plaza esa misma noche, perdiendo las provisiones que había tomado. Al día siguiente los mexicas envían un ejército por tierra, y tropas que atacan desde balsas y se retiran cuando los españoles intentan cargar. Sin poder evitar el hostigamiento de las barcas, sin atreverse a atacar al ejército de tierra, que era muy numeroso, y sin alimentos, Cortés opta por replegarse a Texcoco. Pese a su temor de que haber sido rechazado evitara que continuaran pasando al bando español nuevas ciudades, recibe luego delegados de Otumba y otras poblaciones que le comunican su apoyo.
Al no tener comunicación directa con la costa, Cortés envió a Gonzalo de Sandoval con tropas para escoltar aparte de las fuerzas tlaxcaltecas a sus tierras. Durante esta expedición, obtuvieron ropa como botín. Posteriormente, Sandoval llegó a Veracruz para enviar correspondencia en nombre de Cortés y, al regresar, expulsó a la guarnición mexica de Chalco, donde la población se mostraba dispuesta a pasarse al bando español. Mientras tanto, Cuauhtémoc había ordenado cortar las líneas de suministro españolas en Chalco y Huexotla, ya que el maíz de esa zona era de vital importancia. Después de alcanzar Veracruz, Sandoval derrotó a los mexicas en Chalco y regresó a Texcoco.
El 15 de febrero de 1521 Cortés consideró que la construcción de los bergantines debía terminarse cerca del lago. Un gran número de tamemes y aliados tlaxcaltecas transportaron las tablas desde Tlaxcala hasta las orillas del lago de Texcoco y se excavaron zanjas para poner las embarcaciones en el agua.

### Campañas militares al norte y occidente de Tenochtitlan

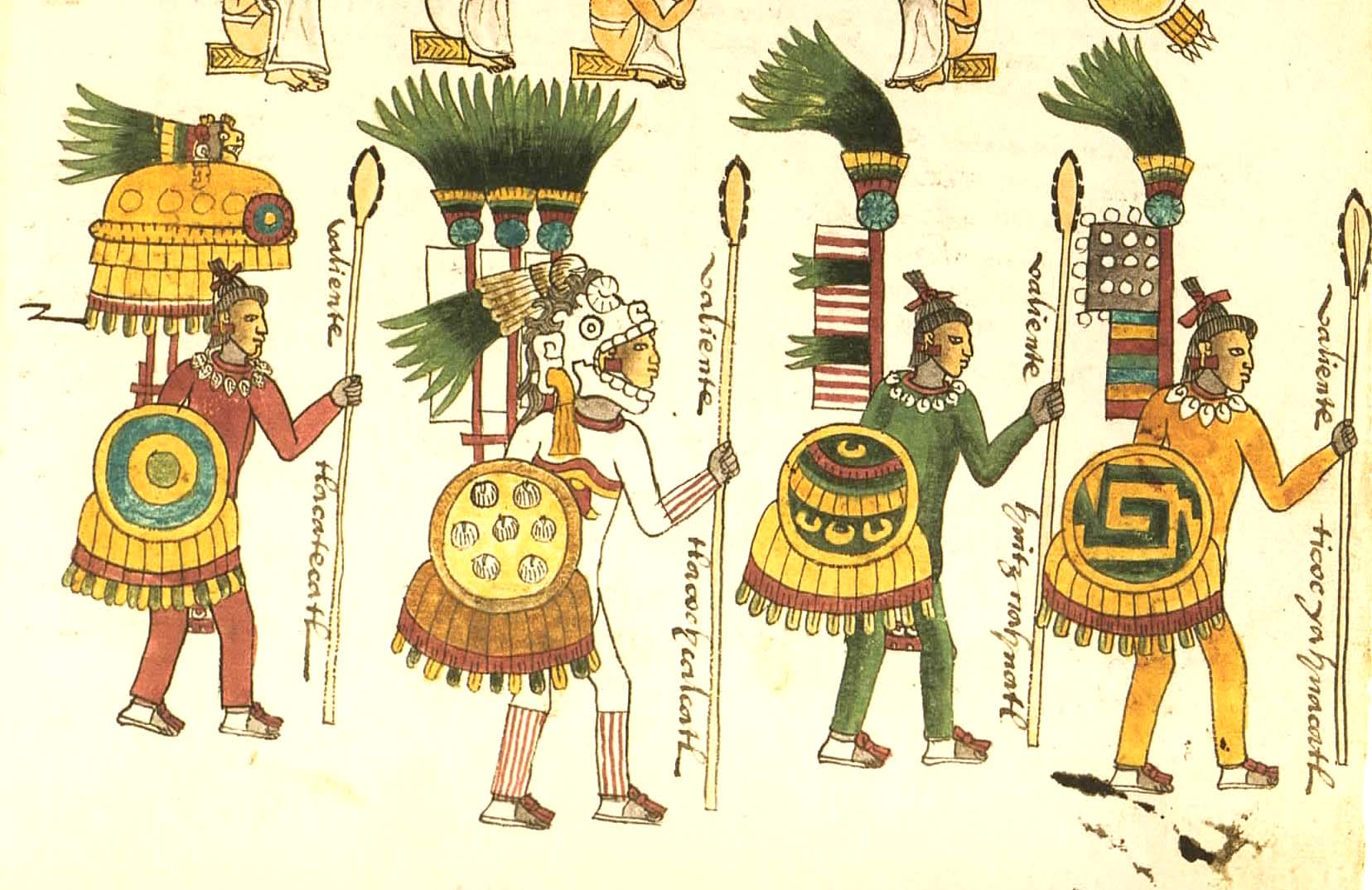
Guerreros aztecas, Códice Mendoza.

Una vez dispuestos los barcos, Cortés realizó una nueva salida para alcanzar los accesos a Tenochtitlán desde el oeste, dando vuelta a la laguna por el lado norte. Llevaba 25 jinetes y 300 infantes, más los aliados tlaxcaltecas. Una fuerza mayor que la empleada en la salida hacia Iztacpalapan. A pocos kilómetros de camino encontraron y desbarataron un ejército mexica, en el que fue el único combate campal de la salida. A continuación atacaron Xaltocan y alcanzaron a entrar en la ciudad, pero al caer el día se retiraron de ella y acamparon a una legua. En los días siguientes pasaron por Huatullan, que encontraron abandonada, y luego por Tenayuca, Cuautitlán y Azcapotzalco sin encontrar resistencia. Finalmente atacaron Tlacopan, ciudad principal de los tepanecas, donde se concentró la resistencia mexica, ya que esta ciudad era cabecera de los accesos a Tenochtitlán desde el oeste. Tetlepanquetzaltzin y sus hombres fueron obligados a replegarse a Tenochtitlán y al día siguiente los españoles quemaron Tlacopán, en venganza por quienes habían muerto allí en la "Noche Triste". Durante seis días los españoles mantuvieron ocupada la ciudad, librando escaramuzas diarias con tropas que venían de Tenochtitlán y avanzando sobre el inicio de la calzada que cruzaba la laguna. Los mexicas los instaban a intentar cruzarla, pero Cortés no quería repetir la situación de quedar encerrados dentro de Tenochtitlán y se limitó a hostilizar las cabeceras de la calzada, pidiendo parlamentar con enviados de Cuauhtémoc, esperado obtener una rendición. Los mexicas se negaban a parlamentar, y en una ocasión en que los amenazó con que morirían de hambre en el sitio, desde la torre de defensa de la calzada le tiraron un pan de maíz, diciéndole que si quería ya tenían acopio de sobra para ellos. Viendo que no lograba parlamentar, y no podía sostenerse en Tlacopán, porque las ciudades y campos de la zona habían sido evacuados, Cortés desanduvo el camino y regresó a la base española en Texcoco. Viendo su retirada, un ejército mexica los siguió, pero la caballería lo emboscó y puso en fuga en Acolman.
Las victorias conseguidas por los españoles y el fortalecimiento de la alianza con los tlaxcaltecas ya eran noticia en todo el Imperio mexica. Tributarios y enemigos fueron aumentando, lenta pero inexorablemente, las fuerzas de Cortés. Poblaciones enteras de las comarcas vecinas enviaron embajadores de paz para rendir tributo a la Corona española y aliarse en el ataque a Tenochtitlan. La inercia avasalladora de la irrupción se había generado.
Los nuevos aliados no solo incrementaron la fortaleza bélica del conquistador a lo largo de esa etapa, sino que además cumplieron la tarea estratégica de espionaje e información al alto mando acerca de las concentraciones y movimientos de las fuerzas enemigas. Viendo sus derrotas en los combates directos con los españoles frente a Tenochtitlán, Cuauhtémoc contraatacó con tropas enviadas a Chalco y Tlalmanalco, en el sur del sistema de lagos, para asegurar la posesión de la zona, con lo que obstaculizaban las comunicaciones y vías de suministro de los sitiadores con Tlaxacala. Cortés envió a Sandoval que atacó a las guarniciones mexicas en Huastepec y Acapichtlan tomando los dos pueblos. Tras retirarse Sandoval a Texcoco, los mexicas hicieron aún otro intento de reocupar Chalco. El ejército enviado allí marchó tan rápido que llegó antes de que Sandoval pudiera regresar con tropas españolas, pero en Chalco fue rechazado por un ejército local y Sandoval al llegar encontró ya la situación resuelta en favor de sus aliados. Con esto el camino más directo de Tlaxcala a la base española en Texcoco quedó definitivamente abierto, y los españoles dominaron tanto el este como el sur de la región de lagos.

### Campañas militares al sur de Tenochtitlan
En respuesta a las gestiones de Francisco Álvarez Chico y Alonso de Ávila, en febrero de 1521 una nueva embarcación, procedente de Santo Domingo, ancló frente a la Villa Rica de la Vera Cruz. En ella, se transportaba armamento, pólvora, sesenta caballos y doscientos hombres. Entre estos, se encontraban el tesorero Julián de Alderete, el fraile Pedro Melgarejo de Urrea y el licenciado Alonso Pérez, quienes habrían de incorporarse a las campañas militares.
Estando en Tetzcuco, durante los últimos días de marzo de ese año, Gonzalo de Sandoval reunió doscientos soldados españoles, veinte jinetes y un gran contingente de aliados chalcas y tlaxcaltecas. Partió en dirección a Cuauhnáhuac (Cuernavaca) para confrontar a un ejército mexica que se encontraba defendiendo esa posición. El lugar era importante para Tenochtitlan, debido a que era la ruta de comunicación hacia Xochicalco. Sandoval y sus hombres descansaron en Tlalmanalco, y al continuar su avance tuvieron enfrentamientos en Huaxtépec (Oaxtepec) y Chimalhuacán. Un segundo ejército mexica había reforzado la zona y se había posicionado en Yecapixtla. Sandoval decidió regresar a Texcoco.
Cortés aumentó el contingente con texcocanos y huejotzingas; Olid, Tapia y Pedro de Alvarado relevaron a Sandoval. El siguiente encuentro fue en el peñón de Tlayacapan. Los capitanes Pedro de Ircio, Andrés de Monjaraz, Rodríguez de Villafuerte y Francisco Verdugo encabezaron el asalto. Ahí, los mexicas repelieron el primer intento, pero días más tarde fueron derrotados cuando las fuerzas españolas los rodearon y los dejaron sin agua.

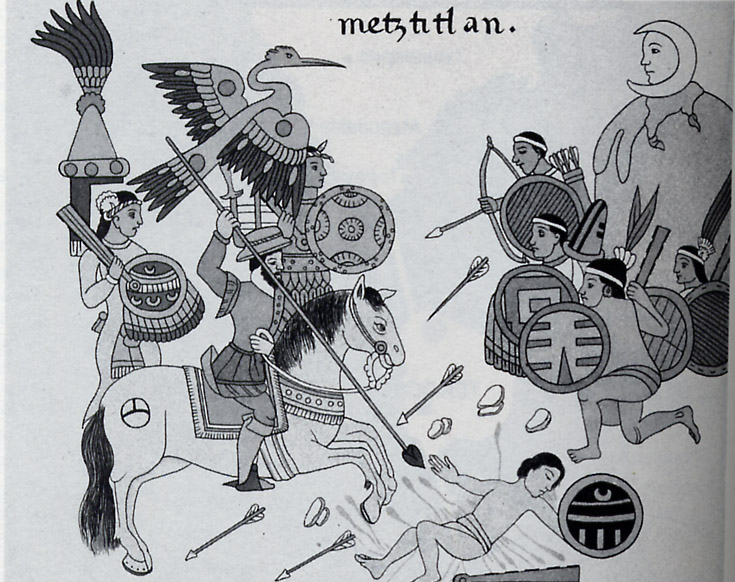
Conquistadores españoles y sus aliados tlaxcaltecas, en Metztitlan, Lienzo de Tlaxcala.

El avance de los conquistadores continuó hacia Yautepec. El segundo ejército mexica que se encontraba en la localidad huyó a Juchitepec, donde fue alcanzado y sometido. El 13 de abril, desde Tetzcuco, Cortés partió con refuerzos, incursionó por Tepoztlán y Cuauhtlan (Cuautla). Una vez dominadas las localidades, se reunió con la primera expedición para realizar el ataque final y definitivo a Cuauhnáhuac.
La siguiente etapa de la campaña se desarrolló en Xochimilco. El tlatoani local Yaomahuitzin ofreció resistencia, casi a punto de ser vencido engañó a los españoles fingiendo tener intenciones de pactar pero solo con el objetivo de ganar tiempo y recibir ayuda desde Tenochtitlan. Cuauhtémoc envió un ataque combinado por tierra y por la laguna. Debido al factor sorpresa, mexicas y xochimilcas lograron una victoria temporal. Cortés casi fue hecho prisionero al caer de su caballo. Cristóbal de Olea pudo salvarlo a cambio de ser herido y de que un par de soldados españoles fueron capturados y más tarde, sacrificados. La batalla se prolongó durante tres días más y finalmente, los hombres de Cuauhtémoc se replegaron a Tenochtitlan.
Tras haber roto la barrera defensiva, los conquistadores avanzaron a Coyoacán donde el teuctli Coapopocatizin prefirió huir y la localidad fue tomada por las fuerzas de Cortés. Desde este lugar, las fuerzas de ataque se dividieron con los objetivos de tomar Churubusco, controlar la retaguardia en Tláhuac y Mixquic, y rodear el lago por occidente hasta Tlacopan. De esta forma, se cerró totalmente el cerco a Tenochtitlan.
Algunas fuerzas mexicas atacaron en escaramuzas aisladas, logrando capturar a algunos soldados más. Cortés subió a la cúspide de un teocalli para mostrar al tesorero Julián de Alderete, la ciudad de Tenochtitlan que se encontraba a trece kilómetros de distancia. El licenciado Alonso Pérez, notó cierta melancolía en la expresión del conquistador y le dijo:

«Mira Nerón de Tarpeya

a Roma cómo se ardía,

gritos dan niños y viejos

y él de nada se dolía»

El caudillo español respondió: 

«que ya veía cuántas veces había enviado a México a rogarles paz, y la tristeza no la tenía por una sola causa, sino en pensar en los grandes trabajos en que habíamos de ver hasta tornarla a señorear, y que con la ayuda de Dios presto lo pondríamos por la obra».

En repetidas ocasiones Cortés había pedido a los mexicas la rendición y ellos siempre se negaron. Era la víspera del ataque final.

### Sitio de Tenochtitlan

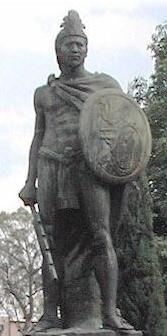
Xicohténcatl Axayacatzin, guerrero tlaxcalteca.

Controlado el oriente, nororiente y sur, Cortés no dudó en reafirmar las posiciones en Tlacopan (Tacuba), Azcapotzalco, Tenayuca y Cuautitlán. El objetivo de aislar la ciudad se había logrado y ahora faltaba coordinar un ataque simultáneo a la ciudad desde todos los accesos, al igual que el asalto apoyado en los bergantines que había venido construyendo.
Poco antes de iniciar el sitio de la ciudad, Antonio de Villafaña, aún fiel a Diego Velázquez de Cuéllar, elaboró un plan para asesinar a Cortés y a los capitanes Sandoval, Alvarado y Tapia.
Pronto Villafaña fue descubierto y sentenciado a la horca, por lo que el hecho no tuvo mayor repercusión.
Tras el incidente, Cortés comenzó a reagrupar fuerzas; los bergantines estaban listos en Texcoco; solicitó hombres de Chalco, Tlalmanalco; envió mensajeros a Xicohténcatl Huehue y pidió refuerzos de Tlaxcala, Cholula y Huejotzingo. Entre los capitanes tlaxcaltecas viajaba Xīcohténcatl Āxāyacatzin (el hijo), quién nunca había querido ser aliado de Cortés.
Pedro de Alvarado fue asignado al frente de Tlacopan. Cristóbal de Olid con el apoyo de Andrés de Tapia, Francisco Verdugo y Francisco Lugo por Coyoacán. Gonzalo de Sandoval, apoyado por Luis Marín y Pedro de Ircio, por Iztapalapa. Hernán Cortés quedó al mando de los bergantines desde Texcoco.
Antes de iniciar el ataque se supo que Xicohténcatl no se encontraba en su posición, probablemente por estar coordinando sus fuerzas o realizando tareas de acopio. Cortés aprovechó la ocasión para acusarlo de traición y lo sentenció a morir en la horca el 12 de mayo de 1521.
Cortés siempre desconfió del capitán tlaxcalteca, quien había opuesto fuerte resistencia en las guerras confrontadas antes de ser aliados y con esta acción preventiva quiso eliminar la posibilidad de que sus más fuertes aliados se volvieran en su contra.

Fuerzas iniciales para sitiar a Tenochtitlan:

Tlacopan - Pedro de Alvarado
30 caballos, 18 ballesteros y escopeteros, 150 peones de espada y rodela, 25,000 tlaxcaltecas.
Coyoacán - Cristóbal de Olid
36 caballos, 18 ballesteros y escopeteros, 160 peones de espada y rodela, 20,000 tlaxcaltecas.
Iztapalapa - Gonzalo de Sandoval
24 caballos, 4 escopeteros, 13 ballesteros, 150 peones de espada y rodela, 30,000 aliados de Huejotzingo, Cholula y Chalco.
Asalto anfibio Lago de Texcoco - Hernán Cortés
13 bergantines, 325 hombres, cada bergantín con 25 españoles y una fusta, incluyendo capitán, veedor, 6 ballesteros y escopeteros.
Tercera carta de relación, Hernán Cortés.

Se dio la orden de cortar los suministros de agua dulce que llegaban a México-Tenochtitlan desde Chapultepec, los mexicas trataron de impedirlo en un férreo combate que perdieron. Comenzaron las batallas, por las aguas del lago de Texcoco, por las calzadas y los puentes en una forma coordinada. Sandoval cubrió también el área de Tepeyac. Al principio las bajas por ambos bandos eran semejantes, tanto atacantes como defensores tenían organizadas sus acciones. La estrategia de los conquistadores era destruir los puentes y albarradas de comunicación a la isla de México-Tenochtitlan y con los bergantines provocar incendios en las poblaciones, de tal suerte que no hubiera forma de abastecer comida y agua a los sitiados. La estrategia de los mexicas fue reconstruir y defender el paso de los puentes y albarradas, de vez en cuando enviaron escuadrones para contraatacar a los cuarteles de los conquistadores. Contrario a las costumbres de los mexicas, quienes usualmente no combatían durante la noche, las confrontaciones se llevaron a cabo a toda hora.
Díaz del Castillo relató en su crónica que «cada día existían tantos combates (no siempre victorias) que si los hubiera relatado todos parecería un libro de Amadís o de Caballerías. Fueron noventa y tres días de sitio...» La falta de agua y alimento surtió efecto...«digo que en tres días con sus noches, en todas tres calzadas, llenas de hombres y mujeres y criaturas, no dejaron de salir y tan flacos y amarillos y sucios y hediondos, que era lástima de verlos...».
Por otra parte López de Gómara relató en su crónica que al final del sitio «los mexicas solo se alimentaban de raíces, bebían agua salobre de la laguna, dormían entre los muertos y estaban en perpetua hedentina, jamás quisieron la paz».

### Caída de Tenochtitlan

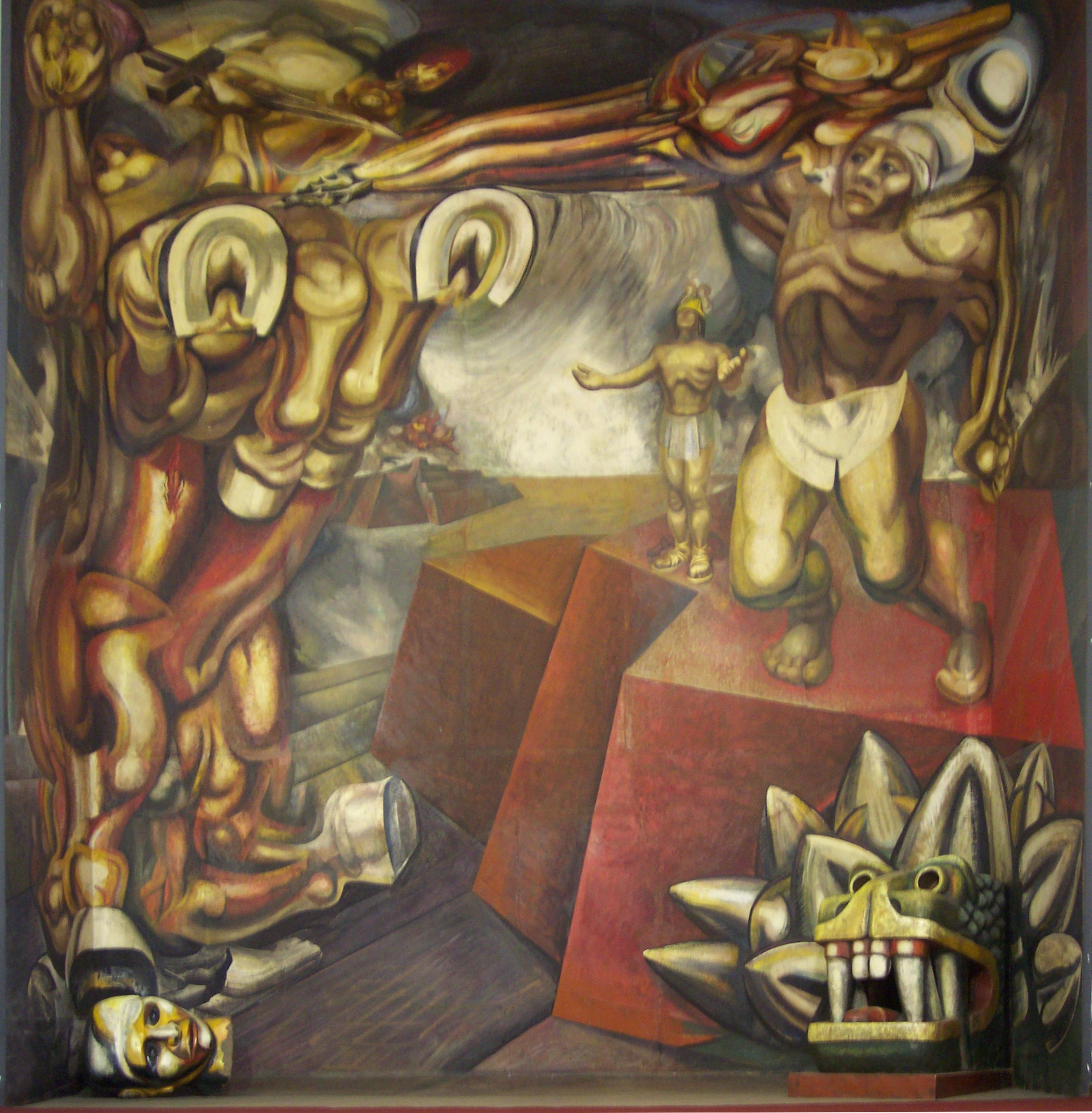
Tlatelolco, mural de David Alfaro Siqueiros.

La última ofensiva externa de las fuerzas leales a los mexicas provenía de los malinalcas, matlatzincas y cohuixcas. Cortés envió fuerzas a cargo de Andrés de Tapia y Gonzalo de Sandoval para detener su avance.
Los conquistadores españoles pensaron que los mexicas estaban totalmente debilitados y realizaron una incursión general a la ciudad. En una escaramuza Cortés fue capturado, pero fue valientemente rescatado por Cristóbal de Guzmán, quien por salvar la vida de Cortés cayó prisionero en manos de los mexicas. En franca retirada, algunos otros españoles fueron hechos prisioneros.
De acuerdo con las costumbres de guerra de los mexicas, los prisioneros fueron sacrificados a sus dioses en lo alto de sus templos. Impotentes, sus conmilitones pudieron observar los hechos a lo lejos, reconociéndolos por la blancura de su piel. Sin embargo el hecho dio ánimo a Pedro de Alvarado, quien, en su afán de venganza, se colocó a la vanguardia para el asalto final.

«Digamos ahora lo que los mexicanos hacían de noche en sus grandes y altos cués, y es que tañían el maldito tambor, que digo otra vez que era el maldito sonido y más triste que se podía inventar, y sonaba en lejanas tierras, y tañían otros peores instrumentos y cosas diabólicas, y tenían grandes lumbres y daban grandísimos gritos y silbos; y en aquel instante estaban sacrificando a nuestros compañeros de los que habían tomado a Cortés, que supimos que diez días arreo acabaron de sacrificar a todos nuestros soldados y al postrero dejaron a Cristóbal de Guzmán...».
Historia verdadera de la conquista de la Nueva España, Díaz del Castillo.

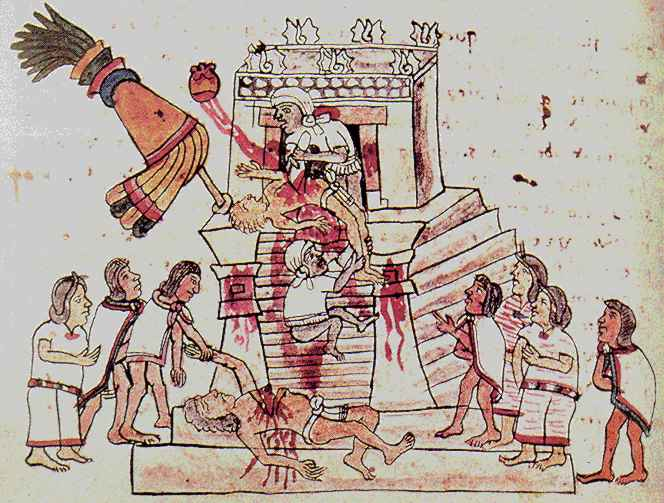
Los prisioneros españoles y tlaxcaltecas fueron sacrificados de acuerdo a los rituales religiosos, Códice Florentino.

Al final del sitio, que duró tres meses, Pedro de Alvarado tomó la plaza de Tlatelolco. Los tenochcas que aún quedaban confrontaron las últimas batallas y fue entonces cuando los conquistadores pudieron observar, horrorizados, que los mexicas no solo habían sacrificado a los prisioneros: además de extirparles el corazón, habían arrancado la piel de los españoles caídos para adornar sus templos u ofrendarla a su dios Xipe Tótec.
En la refriega murieron algunos de los últimos señores y jefes mexicas. Los capitanes más destacados en la defensa del sitio por parte de los tlatelolcas fueron Coyohuehuetzin y Temilotzin, y por parte de los tenochcas Tlacutzin y Motelchiuhtzin. Cuauhtémoc se reunió en Tolmayecan con sus capitanes, intendentes y principales para deliberar la inminente rendición.
El 13 de agosto de 1521, correspondiente al día "1 coatl" del año "3 calli" del mes Xocotlhuetzi, Cuauhtémoc salió de Tenochtitlan en una canoa, probablemente con la intención de negociar la rendición, pero fue avistado y capturado por el capitán García Holguín, mientras la ciudad caía en manos de los españoles y de sus aliados. Cuando Cuauhtémoc estuvo en presencia de Cortés, señaló el puñal que el conquistador llevaba al cinto y le pidió que lo matara, pues no habiendo sido capaz de defender su ciudad y a sus vasallos, prefería morir a manos del invasor. Este hecho fue descrito por el propio Hernán Cortés en su tercera carta de relación a Carlos I de España:

«llegóse a mi y díjome en su lengua que ya él había hecho todo lo que de su parte era obligado para defenderse a sí y a los suyos hasta venir a aquel estado, que ahora hiciese de él lo que yo quisiese; y puso la mano en un puñal que yo tenía, diciéndome que le diese de puñaladas y le matase...»
Tercera carta de relación, Hernán Cortés.

De acuerdo a las estimaciones de Hernán Cortés, los conquistadores españoles, junto con sus aliados tlaxcaltecas, texcocanos, huejotzincas, chalcas, cholultecas y demás coaligados mataron a más de cuarenta mil mexicas durante las últimas jornadas. López de Gómara describió en su obra que «el cerco duró tres meses, tuvo en él doscientos mil hombres, novecientos españoles, ochenta caballos, diecisiete tiros de artillería, trece bergantines y seis mil barcas. Murieron cincuenta españoles y seis caballos y no muchos indios. Murieron de los enemigos cien mil, sin contar los que mató el hambre y la pestilencia».
Para celebrar el acontecimiento, los castellanos se reunieron en el palacio del señor de Coyoacán Coapopocatizin, pues en Tenochtitlan el hedor era insoportable. Organizaron un banquete con vino, carne de cerdo, carne de pavo y tortillas de maíz en abundancia. Al día siguiente celebraron misa y se cantó un tedeum.

### Los texcocanos en la conquista
Tetzcoco (Texcoco) era una ciudad importante, la segunda del Valle de México, con el antecedente de una alianza con Tenochtitlan y Tacuba [90 años previo a la irrupción de los españoles]. A partir de la muerte de Nezahualcóyotl (1472) y posteriormente del sucesor Nezahualpilli (1515), su poderío disminuyó en tanto que el de los mexicas aumentaba.
Cacamatzin (sobrino de Motecuhzoma Xocóyotl) asumió el cargo de nuevo tlatoani, había sido parte del grupo que recibió a Hernán Cortés en la Calzada de Iztapalapa (8 de noviembre de 1519) junto a los señores de Coyoacán, Iztapalapa y Tacuba. Según Bernal Díaz del Castillo, los españoles asumieron que Motecuhzoma era el emperador.
No existe suficiente información para saber qué sucedía al interior de la casa real de Texcoco durante la invasión de los españoles, aunque están:
-Las obras históricas de Fernando de Alva Ixtlilxóchilt, el Compendio histórico del Reino de Texcoco y la Historia de la nación chichimeca que narran la irrupción española desde la perspectiva de la “familia real texcocana”.
-La Relación de Tezcoco de Juan Bautista Pomar.
-El Fragmento 2 del Códice Ramírez acerca de los príncipes texcocanos.
Fernando de Alva Ixtlilxóchitl (1568-1648) era descendiente del último señor de Texcoco, su bisabuela Ana Cortés procedía de la casa real Acolhua, hija de Hernando Ixtlilxóxhitl, a su vez hijo de Nezahualpilli. Es considerado el “cronista original” de los texcocanos, estudió en el Colegio de Santa Cruz de Tlatelolco, fungió como intérprete del Juzgado de indios, falleció a la edad de 80 años. Interpretó las antiguas pinturas y posteriormente desarrolló las crónicas.
Respecto a la Entrada de los españoles en Texcuco (escrita en 1608), Fernando de Alva narra que tras la muerte de Cacamatzin durante la batalla de la Noche triste (Noche victoriosa), el 31 de diciembre de 1520 Coanacochtzin era el nuevo tlatoani. La razón de su designación es desconocida pues, cuando Cuitláhuac preguntó a los texcocanos a quién le correspondía el derecho al reino, Yoyontzin (hijo menor de Nezahualpilli) fue la opción evidente, sin embargo, eligieron a otro de sus hijos; Coanacochtzin.
El tlatoani de Texcoco estaba a favor Tenochtitlan a donde se trasladó, lo cual aprovecharon los príncipes Tecocoltzin, Yoyontzin e Ixtlilxóchitl quienes buscaban ser aliados de Cortés. Ante el vacío de poder en la ciudad texcocana Tecocoltzin asumió el cargo, a su muerte prematura le sucedió Ahuaxpictzatzin quien reinó unos días hasta que se nombró a Ixtlilxóchitl y fue bautizado con el nombre de Hernando Ixtlilxóchitl, “el único jefe de los conquistadores que se igualaba con Hernán Cortés” de manera que la caída de Tenochtitlan fue “hazaña de Cortés e Ixtlilxóchitl”.
Después del ataque a Chalco (5 de abril de 1521), los españoles iniciaron el trayecto hacia Texcoco para terminar los 12 bergantines que utilizarían en la batalla por Tenochtitlan, a su paso enfrentaron a los mexicas y sus aliados quienes realizaban ataques “combinados entre la infantería y la marina”, sobrevivieron debido a la ayuda de los indígenas que les mostraron los pozos para beber agua, llegaron a Texcoco heridos y agotados.

En Texcoco, los españoles ensamblaron y armaron los 12 bergantines que fueron tallados en Tlaxcala. Si bien los cañones eran una novedosa arma de guerra, los texcocanos tenían amplio conocimiento del sistema de agua, es decir; ventaja para el ataque a Tenochtitlan. Las crónicas refieren que Cortés “destruyó partes de los acueductos de Coyoacán y Chapultepec” con la intención de impedir el flujo de agua potable a México, una interpretación que corresponde a la versión de Cortés y no al saber de los pobladores originarios.
Para realizar la botadura de los bergantines participaron ocho mil indígenas quienes durante 50 días “prepararon la zanja”. Cortés “¿lo habría podido hacer sin la ayuda nativa? Y sin los bergantines ¿habría podido obtener el desenlace que todos conocemos?”.  
La mayor parte del ejército que atacó Tenochtitlan estaba conformada por texcocanos, tlaxcaltecas y chalcas, por ello algunos historiadores mencionan que fue “una guerra entre indígenas, entre pueblos enemigos de Mesoamérica”.
Los texcocanos acostumbrados a formar alianzas y mantener el poder, a vivir con un sistema de leyes, y donde el tlatoani “cesaba las guerras en caso de hambrunas”, eran aliados de los mexicas. A causa de la llegada de los españoles y sus diferencias al interior de la casa real optaron por romper la Triple Alianza y unirse a los europeos para continuar como “una ciudad poderosa”. Por ende, la traición correspondía al tipo de relaciones de poder entre los mesoamericanos.
La postura de Fernando de Alva Ixtlilxóchitl implica considerar a su antepasado “ganador-victorioso junto con Cortés frente a los verdaderos vencidos-mexicas”.

En cuanto a la Relación de Tezcoco de Pomar, es una crónica incompleta debido a las páginas rotas e ilustraciones extraviadas, referida como “una de las más amputadas del archivo colonial latinoamericano”. Juan Bautista Pomar destacó el carácter de los señores de Texcoco previo a la irrupción de los españoles, especialmente de Nezahualpiltzintli y Nezahualcóyotl a quienes describió como “tlatoque rectos, valerosos, pacíficos, injustamente olvidados”, y a Texcoco un lugar con leyes, pacífico a pesar de las guerras con los demás pueblos, en donde los originarios «no temían a la muerte sino hacer algo “infame o afrentoso”», una sociedad ‘justa’ hasta la llegada de los españoles y la destrucción de la memoria que efectuaron al quemar pinturas, entre otras pérdidas. 
“La interpretación” de la irrupción española “devino en una sociedad no del todo justa, muy distinta a la sociedad texcocana ya extinta”.
(…)

“Pomar se manifiesta en contra del maltrato…”
Aunque texcocanos y tlaxcaltecas vencieron a los mexicas, con el tiempo su situación ante los españoles fue similar al resto de indígenas. Los europeos destruyeron los templos y palacios de la casa real de Texcoco, así como la amoxcalli (biblioteca) que incluía datos de la época mexica, algunos poemas de los tlatoanis lograron perdurar.

### Restauración de la ciudad y tormento de Cuauhtémoc

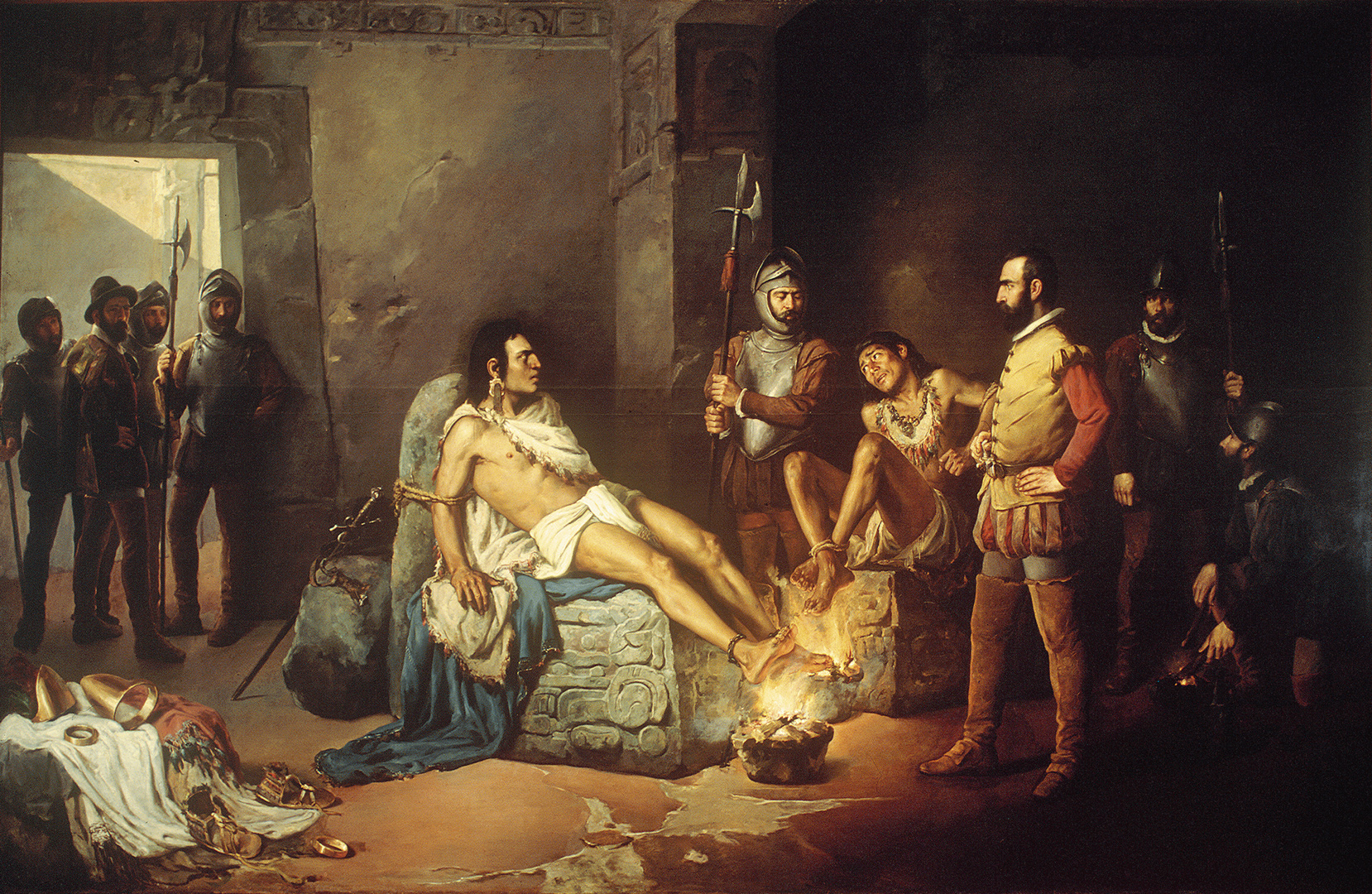
Tortura de Cuauhtémoc, pintura oscurantista del.

A Cortés no le interesaba en ese momento la muerte de Cuauhtémoc. Prefirió utilizar ante los mexicas su reconocimiento como tlatoani, aunque en realidad ya era súbdito del emperador Carlos V y del propio Cortés. Así lo hizo con éxito, aprovechando la iniciativa y el poder de Cuauhtémoc a quien le restituyó el estatus de noble mexica, respetado y bien tratado pero cautivo, para usar su prestigio y autoridad a fin de gobernar a los vencidos, asegurando la colaboración de los mexicas en los trabajos de limpieza y restauración de la ciudad. Lo primero que ordenó fue restablecer el suministro de agua potable a la ciudad. La reconstrucción de Tenochtitlan se realizó al estilo renacentista europeo para convertirla más tarde con el nombre de México, en la capital de la Nueva España, que fue el primer virreinato de las Indias.
La codicia por el oro no se hizo esperar y no conforme con trescientos ochenta mil pesos oro ya fundido en barras de acuerdo a la crónica de Díaz del Castillo, o ciento treinta mil castellanos según la crónica de López de Gómara; el tesorero Julián de Alderete exigió el tormento de Cuauhtémoc, para que este confesase donde se escondía el resto del tesoro de Moctezuma Xocoyotzin. Fue entonces cuando a Tetlepanquetzaltzin y Cuauhtémoc les untaron los pies de aceite acercándoselos al fuego. Aquel se quejó con Cuauhtémoc del martirio y este le respondió: «¿Acaso estoy yo en algún deleite o baño?». Años más tarde en España, recayó en Hernán Cortés la culpabilidad de permitir el martirio.
Se hizo entonces el recuento de los tesoros y se separó el quinto real, el cual incluía oro, perlas, plata, tarros, platos, ídolos de oro así como figuras de peces y pájaros, ropas lujosas de sacerdotes, plumas exóticas, animales vivos como aves, jaguares, y esclavos. Alonso de Ávila y Antonio de Quiñónez fueron los que llevaron este cargamento en tres carabelas, pero fueron asaltados por corsarios franceses comandados por Jean Fleury cerca de las islas Azores. Todo el quinto del rey fue robado y los españoles fueron hechos prisioneros. Ávila fue puesto en libertad dos años más tarde.
Entre los conquistadores se realizó la repartición de oro. Descontando el pago a la corona, el porcentaje de Cortés, los gastos de expedición y los altos pagos de algunos capitanes, la suma a repartir entre la tropa solo alcanzó los setenta pesos. La cantidad era ridícula, pues en ese tiempo una espada tenía un costo de cincuenta pesos. Para conseguir nuevos tesoros y subir el ánimo de los hombres, Cortés organizó de inmediato nuevas expediciones. De esta forma evitó una rebelión.
El caudillo español solicitó el envío de frailes o sacerdotes evangelizadores. Mientras tanto se estableció en Coyoacán a donde llegó su mujer, Catalina Juárez «la Marcaida», quien falleció al poco tiempo. Cuando en 1522 se recibió en la Nueva España la autorización correspondiente por parte del rey, Hernán Cortés comenzó la asignación de tierras a los soldados y capitanes participantes de las campañas, usando el régimen de encomiendas.

### Rendición de Michoacán

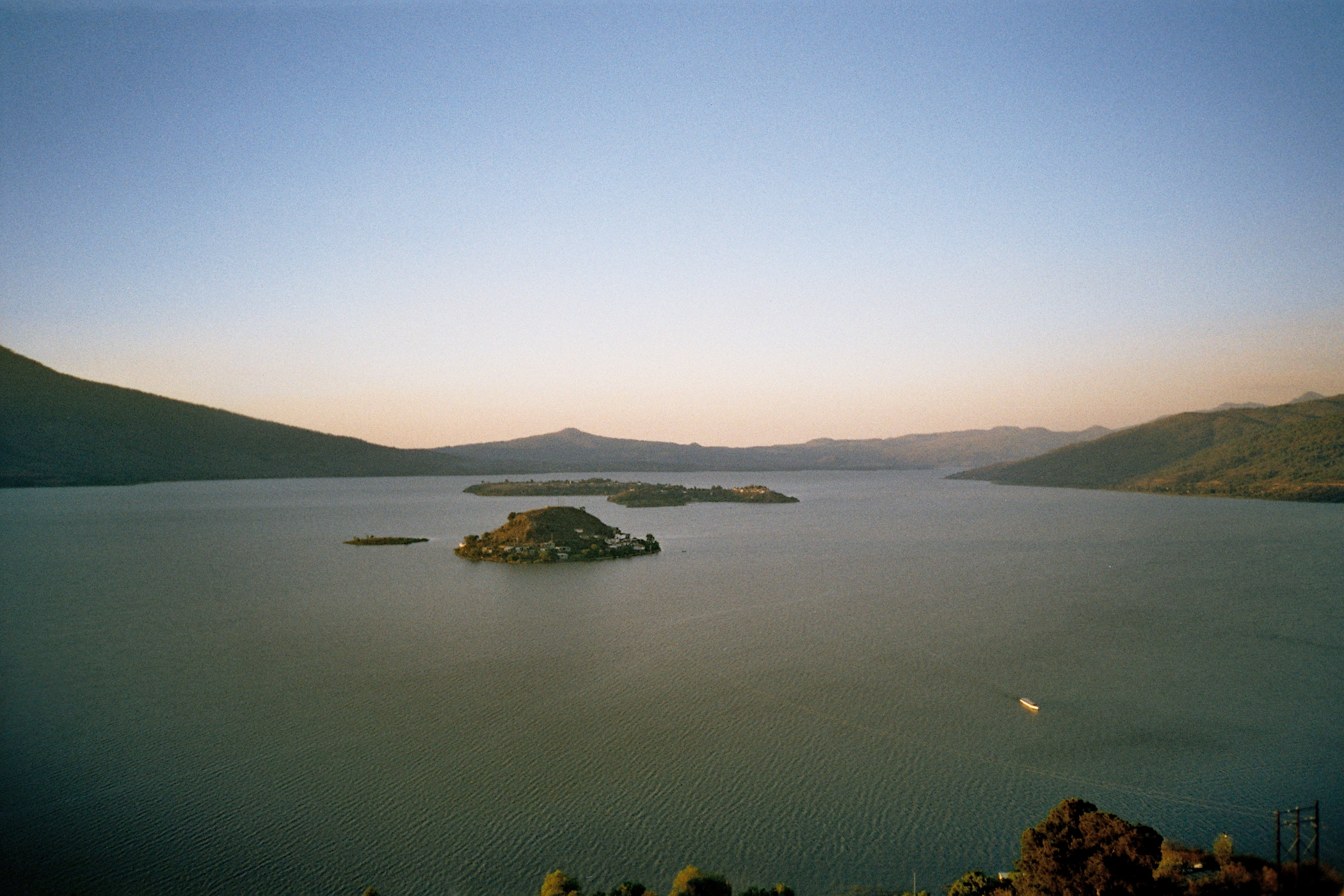
Lago de Pátzcuaro en la región purépecha.

Los purépechas eran enemigos de los mexicas, no obstante Cuitláhuac había enviado mensajeros pidiendo ayuda al cazonci Zuanga, quien, indiferente ante la situación de Tenochtitlan, decidió no apoyarlos. Alguno de los mensajeros mexicas había llegado enfermo de viruela, lo cual provocó una epidemia en la zona. Zuanga murió a los pocos días a causa de la enfermedad. El sucesor del gobernante purépecha fue su hijo mayor Tangáxoan Tzíntzicha, a quien también solicitó ayuda Cuauhtémoc, pero la negativa fue más violenta; el nuevo cazonci ordenó matar a los mensajeros.
Poco tiempo después la noticia de la caída de Tenochtitlan a manos de los españoles llegó a Tzintzuntzan, capital del pueblo purépecha. Tangáxoan Tzíntzicha evaluó la situación y envió embajadores de paz a Coyoacán, quienes fueron bien recibidos por los conquistadores españoles. Cortés hizo alarde de sus fuerzas militares, caballos, artillería y bergantines, los embajadores quedaron impresionados y regresaron con las noticias a la meseta purépecha.
El nuevo cazonci y sus asesores, a pesar de las dudas que tuvieron, finalmente prefirieron recibir pacíficamente el 25 de junio de 1522 a Cristóbal de Olid, quien lideraba una fuerza de cuarenta caballos, cien soldados de infantería e indios aliados. Tangáxoan Tzíntzicha entregó un gran tributo en oro y plata, jurando obediencia a la Corona española. Esta paz fue quebrantada más tarde a finales de 1529 y principios de 1530 por Nuño de Guzmán, cuando en un acto cruel y codicioso asesinó a Tangáxoan Tzíntzicha, provocando el levantamiento del pueblo purépecha.

### Campañas en Tuxtepec y Coatzacoalcos

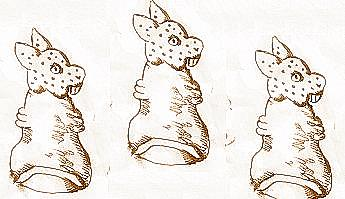
Tuxtpec («En el cerro de los conejos»).

En la zona de Tuxtepec (Oaxaca) se había instalado una guarnición con soldados de la expedición de Narváez y algunas mujeres. En el lugar habitaban chinantecas y mazatecos, quienes habían atacado la guarnición matando poco más de sesenta soldados y a las mujeres. Cortés envió a Gonzalo de Sandoval a la zona y en una breve campaña militar capturó al líder de los nativos, a quien enjuició y sentenció a morir en la hoguera.
Cortés convocó por medio del capitán Brionesa a los pueblos zapotecas a someterse sin lograrlo en esa primera instancia. Sería necesaria una campaña más reforzada para lograr el dominio de la zona mixteco-zapoteca.
Después, viajando a través del Istmo de Tehuantepec, Gonzalo de Sandoval avanzó hacia Coatzacoalcos y Orizaba (Veracruz) y fundó en junio de 1522 la villa de Espíritu Santo (Coatzacoalcos) y la de Medellín cerca del actual Huatusco, comenzando a colonizar el litoral sur de lo que es hoy el estado de Veracruz.

### Campaña en Zacatula y Colima

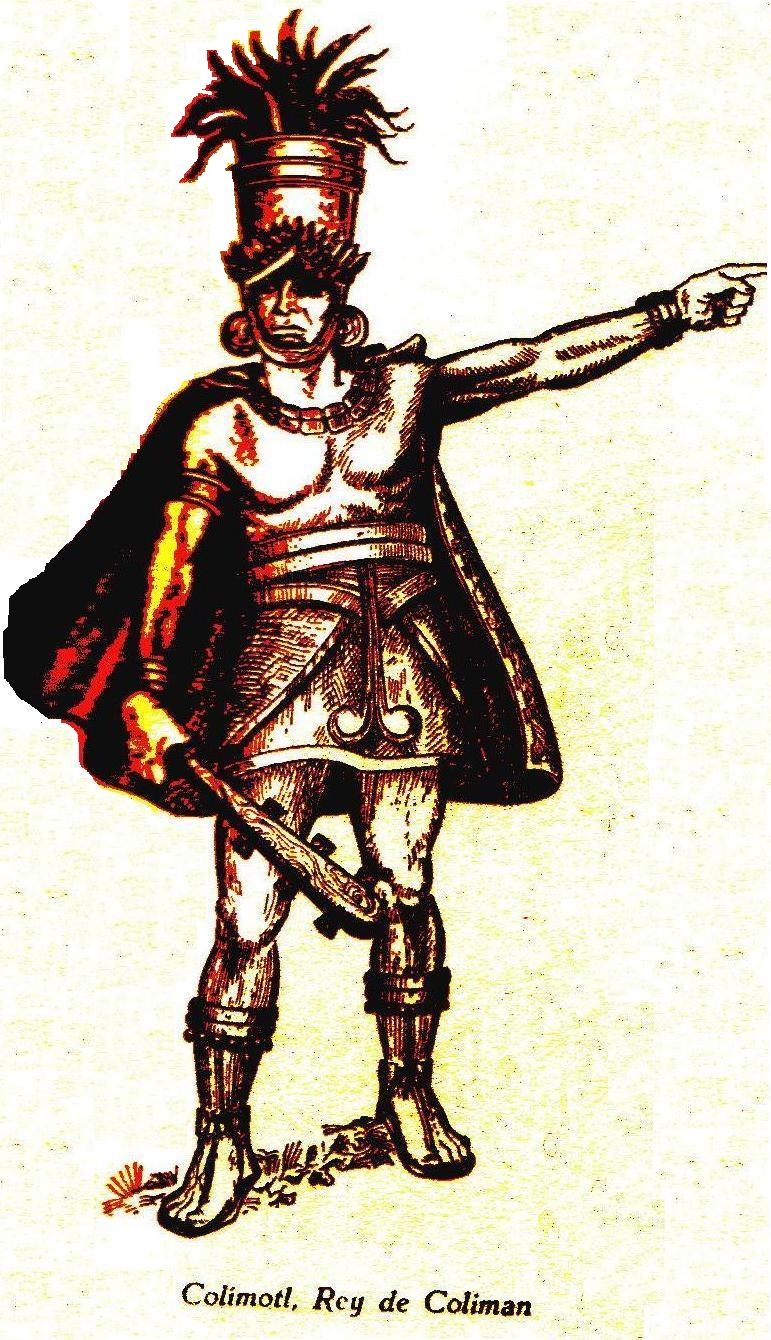
Colímotl, último señor de Colima.

Fue Juan Álvarez Chico el encargado de tomar Zacatula (Guerrero), sin embargo después de establecer una villa, tuvo lugar una sublevación y los españoles fueron vencidos.
A su vez, Juan Rodríguez de Villafuerte intentó conquistar el Reino de Colliman, ubicado en la zona del actual estado mexicano de Colima y se dirigió a Caxitlán, la antigua capital ubicada en Tecomán pero fue repelido por Colímotl, jefe de los colimas.
Cortés envió a Cristóbal de Olid para ayudar a Villafuerte, pero este segundo intento también fue repelido. Cambió de estrategia y en 1523 envió a Gonzalo de Sandoval con un mayor número combatientes para lograr someter a Colímotl. Finalmente las fuerzas españolas lograron la victoria.
El día 25 de julio de 1523, el conquistador español Gonzalo de Sandoval funda en Caxitlán (Municipio de Tecomán) la primitiva Villa de Colima y el primer Ayuntamiento de occidente de la Nueva España. 

Por otra parte, Olid y Villafuerte fueron enviados para apoyar la posición de Zacatula, logrando someter la región, y fundar una villa en la actual región de Acapulco. Años más tarde el lugar se convirtió en el principal puerto de comunicación hacia el continente asiático y fue un punto estratégico para el comercio.
En 1524 Hernán Cortés nombró a Francisco Cortés de San Buenaventura como lugarteniente y alcalde de la villa de Colima. Se realizaron campañas hacia Cihuatlán(Jalisco), Autlán y Etzatlán arrasando a los pueblos que no se sometían y asignando encomiendas entre sus acompañantes. La zona era habitada por caxcanes. Las incursiones llegaron hasta el río Santiago en abril de 1525 pero al descubrir que no era una zona explotable, Francisco Cortés emprendió el regreso sin dejar establecimientos españoles.

### Campaña de Oaxaca, Tehuantepec y Tututepec

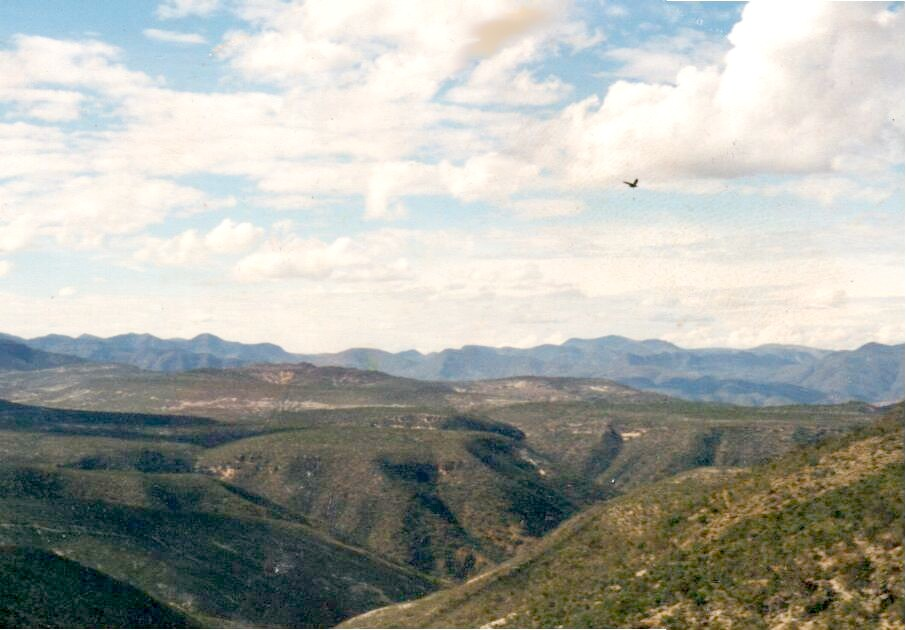
Sierra Mixteca.

El 25 de noviembre de 1521 Francisco de Orozco y Tovar concentró sus fuerzas en Huaxyácac (Oaxaca) y estableció una villa donde el capellán Juan Díaz ofició una misa. Al principio, estos opusieron resistencia y emboscaron a las fuerzas españolas; sin embargo, poco después los zapotecas se aliaron con los españoles rindiendo tributo a cambio de una alianza contra el pueblo mixteco, lo cual favoreció la conquista de Oaxaca. Desde esa región, los zapotecas habían enviado una embajada a Cortés ofreciendo su amistad a cambio de ser aliados contra los mixtecos, quienes habitaban la región de Tututepec. Asimismo informaron de la existencia de oro en la zona. Para esas fechas Cortés ya sabía del incidente del corsario francés donde se había perdido el quinto del rey, por lo que designó a Pedro de Alvarado para ir a la zona con órdenes de rescatar la mayor cantidad de oro posible. Alvarado se reunió con las fuerzas de Orozco y avanzó hacia Tututepec para cumplir la misión, en donde confrontó a los mixtecos que fueron derrotados después de presentar fuerte resistencia. El 16 de marzo de 1522 Orozco fundó la villa de Tututepec.

### Campaña en río Pánuco

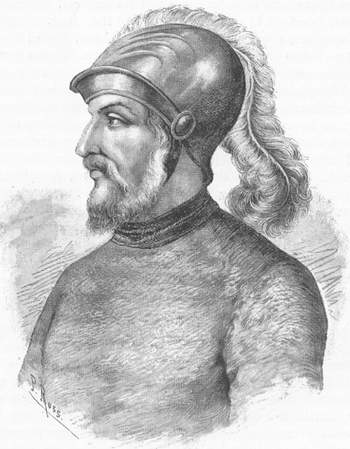
Gonzalo de Sandoval controló la sublevación indígena y el amotinamiento español en Santiesteban del Puerto (Pánuco).

Francisco de Garay, gobernador de Jamaica, había enviado a la región del río Pánuco dos expediciones al mando de Alonso Álvarez de Pineda y Diego de Camargo, las cuales habían fracasado en su intento de colonizar la zona pues fueron atacadas y repelidas por los huastecos. Los sobrevivientes se unieron a las fuerzas de Cortés, a quien también reportaron la derrota en la zona. Cortés realizó una campaña en la zona de la huasteca entrando por Coxcatlán, Chila, Tamuín, Tancuayalab, Tampamolón, derrotando finalmente a los huastecos. Una vez sometido el pueblo de Oxitipa, fundó la villa de Santiesteban del Puerto (Pánuco). Cortés nombró a Pedro Vallejo como teniente general de la guarnición.
Mientras, Garay obtuvo el título de adelantado otorgado por la Corona española para colonizar la región y partió nuevamente en una tercera expedición. Ante la sorpresa de no encontrar rastro de Camargo y encontrar a los soldados de Cortés, su expedición se estableció en Santiesteban del Puerto (Pánuco) con Vallejo. Gonzalo de Sandoval y Pedro de Alvarado llevaron a Garay a la Ciudad de México donde se entrevistó con Cortés, estableciendo una buena relación y el acuerdo de que el hijo de Garay se casaría con una hija de Cortés. Sin embargo, poco después de la Navidad de 1523 Garay murió súbitamente de dolor de costado (neumonía).
Muerto Garay, los capitanes Juan de Grijalva, Gonzalo de Figueroa, Alonso de Mendoza, Lorenzo de Ulloa, Juan de Medina, Antonio de la Cerda, y Taborda no quisieron obedecer al hijo de Garay y los soldados se amotinaron robando mujeres, gallinas y comida a los nativos de la zona. Los nativos furiosos atacaron a la guarnición y provocaron muchas bajas a los conquistadores españoles. De acuerdo a la crónica de Díaz del Castillo, al menos seiscientos españoles murieron, entre ellos Pedro Vallejo. Cortés, que tenía un brazo herido, envió a Gonzalo de Sandoval con caballería, arcabuceros, aliados tlaxcaltecas y mexicas para controlar la sublevación. Las represalias contra los nativos fueron contundentes y a los españoles amotinados se les amonestó enviándoseles de regreso a Cuba.

### Campaña de Guatemala

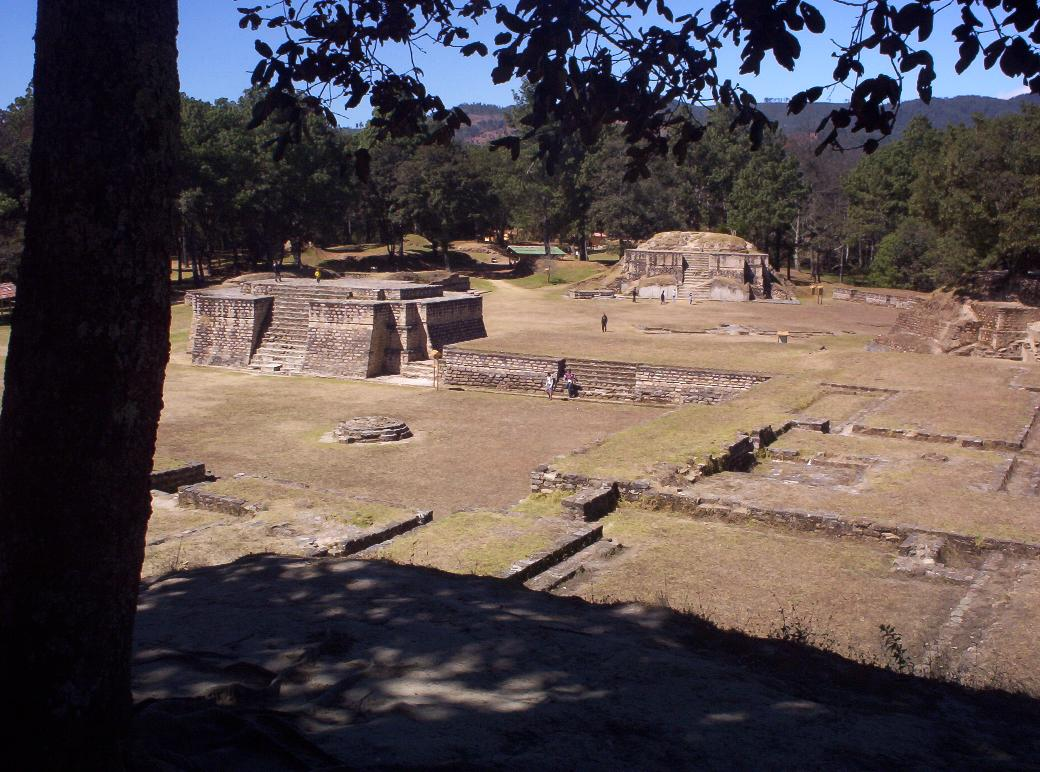
Iximché.

Cortés, siempre en busca de oro, envió en diciembre de 1523 a Pedro de Alvarado al mando de un destacamento de soldados españoles, aliados cholultecas, tlaxcaltecas y mexicas hacia la región de Quauhtlemallan (Guatemala). Su expedición pasó por Tehuantepec y la región del Soconusco de forma pacífica, pero tuvo enfrentamientos con los quichés en Zapotitlán, Quetzaltenango y Utatlán. Pronto se dio cuenta de que la zona estaba dividida en diferentes pueblos, los quichés, los cakchiqueles, mames, pocomames, y zutuhiles. En su afán de conquistar la zona se alió con los gobernantes cakchiqueles Cahi Imox y Beleheb Qat y pudo vencer finalmente a los quichés, que eran liderados por Tecún Umán. Se estableció en Iximché, de donde salió para enfrentar a los zutuhiles en la lago de Atitlán, a quienes también derrotó. De esta manera fundó la villa de Santiago de Guatemala, en las cercanías de Iximché el 25 de julio de 1524. Gonzalo de Alvarado confrontó a los mames en Malacatán, Huehuetenango y Zaculeu sin someterlos del todo pero logrando una cierta estabilidad en la región.

### Campaña de Cristóbal de Olid a las Hibueras

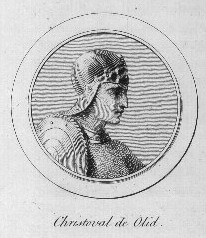
Cristóbal de Olid.

En 1523 el rey Carlos I de España ordenó a Cortés buscar la ruta, estrecho, pasaje o puerto para viajar hacia oriente a las islas Molucas en busca de las especias que le permitiera competir con el Reino de Portugal. Por esta razón o por la afanosa búsqueda de oro, Cortés designó a Cristóbal de Olid y lo envió al puerto de la Villa Rica de la Vera Cruz con orden de zarpar con cinco navíos y un bergantín hacia el sur. Olid, influenciado por soldados inconformes con Cortés o bien cegado por la ambición, se entrevistó con Diego Velázquez de Cuéllar en Cuba, llegando a un acuerdo para traicionar a su capitán. En Hibueras, Olid fundó el Puerto de Caballos y la Villa de Triunfo de la Cruz. Olid capturó a Gil González Dávila y a Francisco de las Casas, sin embargo las condiciones se tornaron desfavorables cuando ambos prisioneros hirieron a Olid. Los soldados fieles a Cortés trastocaron la situación y en 1524 Olid fue sentenciado a muerte. La traición fue conocida por Cortés ocho meses más tarde.

### Campaña en Chiapas
También en 1523 Cortés envió a los capitanes Luis Marín y Diego de Godoy hacia las regiones de Centla, Chamula, Coatzacoalcos y Chontalpa debido a que los tributarios de las encomiendas se encontraban en franca rebeldía. Fueron los zoques, y toztziles quienes ofrecieron la mayor resistencia a los españoles, pero poco a poco se fueron tomando las plazas de Chamula, realizándose un gran avance en la región y reafirmando posiciones en Coatzacoalcos, Chontalpa, Acayucan, Huimanguillo, Cupilco y Xicalango. Cinco años más tarde, en 1528, Diego de Mazariegos fundó Ciudad Real de Chiapa en la cercanía de Chiapa de Corzo.

### Campaña contra los zapotecas
Cortés había asignado a Rodrigo Rangel y a Pedro de Ircio como responsables en la guarnición de la Villa Rica de la Vera Cruz. Rangel pidió a Cortés la asignación de alguna campaña y poder ganar para sí algún título personal. Fue entonces cuando le asignó ir a Cimatlán y Talatupán. Rangel no era considerado un buen capitán por Cortés, por lo que le apoyó con los mejores soldados para realizar esta campaña. Tras fracasar en el primer intento, el 5 de febrero de 1524 Rangel inició la segunda campaña en la que el resultado le fue favorable. Hernán Cortés reportó a Carlos I de España en su cuarta carta de relación que los mixtecas y zapotecas tenían lanzas de 25 a 30 palmos muy gruesas y bien hechas con las cuales habían muerto algunos españoles y que la labor de conquista no era fácil por ser tierras muy ásperas.

### Campaña en Tabasco
El 25 de marzo de 1519, Hernán Cortés fundó la villa de Santa María de la Victoria. Al continuar su expedición hacia Veracruz, dejó pocos soldados con escasos bastimentos en defensa de la guarnición y pronto fueron derrotados por los mayas chontales quienes incendian la población. En 1523, sale desde la villa del Espíritu Santo, Luis Marín quien entabló combates con los indígenas tabasqueños en la región de la Chontalpa y Cimatlán, pero no pudo pacificar la zona ni reconquistar la villa de Santa María de la Victoria. En un segundo intento el capitán Rodrigo Rangel con cien soldados, veintiséis ballesteros, escopeteros e indios aliados sostuvo diversos combates en Copilco, Zacualco y Cimatlán, sin lograr restablecer el control en la villa de Santa María de la Victoria. Durante esta campaña militar, en la zona de Cimatán, el cronista Bernal Díaz del Castillo fue herido de gravedad por una flecha en la garganta. Finalmente en 1525, el capitán Juan de Vallecillo cumplió la orden de Cortés, restaurando la guarnición de Santa María de la Victoria, pero Vallecillo enfermó y murió sin lograr el control total de la zona. Cortés nombró entonces Baltazar de Osorio, quien llegó en 1527, pero fracasó en su intento de pacificar la provincia.
En 1528 Francisco de Montejo llegó a Santa María de la Victoria con el título de Alcalde Mayor de Tabasco para establecer su real y ejercer su cargo, iniciando una intensa campaña para someter a los indígenas de la provincia de Tabasco, logrando pacificar la zona del Grijalva y abrir un camino seguro hacia las Chiapas. En 1530, Montejo envió a Alonso de Ávila hacia la zona del Usumacinta, quien cruzó la Selva y logró fundar la villa de Salamanca de Acalán, pero debido a que era una zona hostil y de difícil acceso, a los pocos meses abandonó la guarnición para continuar su campaña en la península de Yucatán. Fue hasta 1535 cuando Francisco de Montejo y León «el Mozo» pudo finalmente conseguir el control parcial de la zona de Santa María de la Victoria, siendo nombrado por su padre teniente de gobernador de Tabasco. En 1536 Franciso Gil, lugarteniente de Pedro de Alvarado incursionó desde Guatemala hacia el oriente de Tabasco rumbo a Pochutla, siguiendo el cauce del río Usumacinta y fundó la villa de San Pedro Tanoche. Cuando «el Mozo» se enteró de este evento avanzó hacia la zona para defender los derechos de su padre. Debido a que la población se encontraba en medio de la selva, incomunicada, y muy apartada de los centros de abastecimiento, «el Mozo» dio instrucciones a Lorenzo de Godoy para que la guarnición fuese trasladada a Salamanca de Champotón y así proseguir con la Conquista de Yucatán. La pacificación total del territorio de Tabasco, se lograría después de numerosas campañas militares, hasta 1564 al derrotar a los indígenas cimatecos, quienes fueron los últimos tabasqueños en rendirse a los españoles.

### Viaje de Cortés a las Hibueras y muerte de Cuauhtémoc

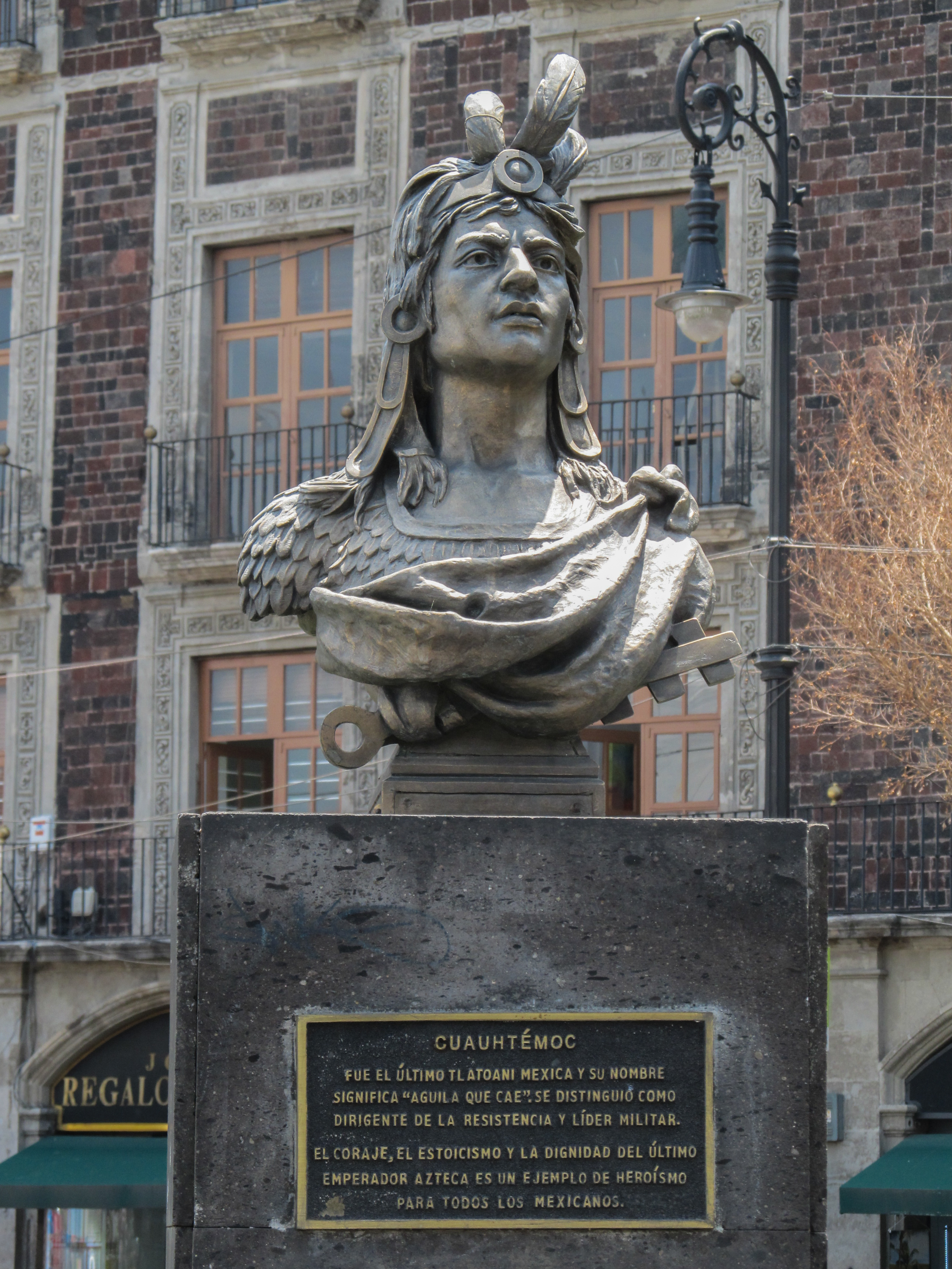
Monumento a Cuauhtémoc.

Enterado Cortés de la rebelión de Cristóbal de Olid, decidió viajar hacia las Hibueras a pesar de tener pocos españoles en Tenochtitlan. Decidió llevar con él en el viaje, como medida preventiva ante una posible sublevación, a Cuauhtémoc y otros nobles mexicas.
Al cruzar el río Amazonas (afluente del río Grijalva) las huestes de Cortés tuvieron que construir una serie de puentes para lograr atravesar la zona del actual municipio de Candelaria, en el actual estado de Campeche. De acuerdo a las crónicas de Indias la tarea no fue nada fácil. En el lugar fue recibido por el batab o halach uinik de Acalán, llamado Apoxpalón, quién comerciaba cacao, algodón, sal y esclavos. La reunión fue pacífica y el gobernante local ayudó a la expedición a continuar su camino. Por su parte Cortés le entregó una carta o salvoconducto para mostrar a posibles futuras expediciones españolas, en la cual se hacía constar el acuerdo de paz logrado.
Poco después Cortés sospechó de una posible sublevación simultánea por parte de los mexicas tanto en el viaje como en la ciudad. Por tal motivo, al sureste de Xicalango, aún dentro de la jurisdicción de Acalán de los mayas chontales, en un punto llamado “Itzamkanac” se realizó la sentencia y ejecución por ahorcamiento del último huey tlatoani Cuauhtémoc. También fueron ejecutados el señor de Tlacopan Tetlepanquetzal y muy probablemente el señor de Tetzcuco Coanácoch. Este hecho ocurrió el día 28 de febrero de 1525.

..estando para ahorcar al Quauhtemoc, dijo estas palabras: «O capitan Malinche, dias ha que yo tenia entendido, é habia conocido tus falsas palabras: que esta muerte me habias de dar, pues yo no me la dí, cuando te entregaste en mi ciudad de Méjico; porque me matas sin justicia?»
Conquista de Yucatán, Diego López de Cogolludo.

Esta acción preventiva fue utilizada en España como un argumento en contra de Hernán Cortés, por los seguidores de Diego Velázquez de Cuéllar y ha sido criticada a través de los siglos por los historiadores.

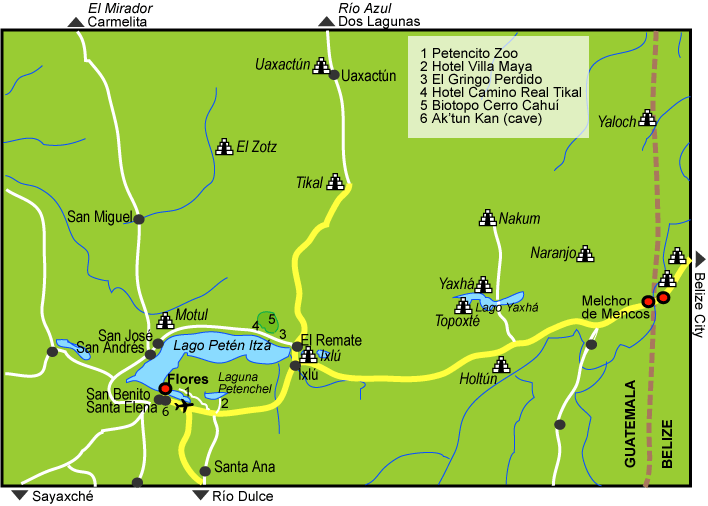
Tayasal en el lago Petén Itzá (Guatemala).

El viaje continuó y la expedición tuvo contacto con los mayas itzáes en las inmediaciones de Tayasal. Fueron bien recibidos y Cortés se entrevistó con el Halach Uinik Ah Can Ek (Canek). Cortés explicó lo acontecido con el poderío mexica, y el halach uinik no tenía aún las noticias de Tenochtitlan pero le contó acerca de noticias de guerras acontecidas con los mayas chontales de Centla con los dzules (hombres blancos). Cortés explicó que él era el capitán de esas guerras y trató de convencerlos para su conversión al cristianismo. Ante el resguardo de la ciudad y el número de habitantes mayas, Cortés prefirió no llevar a cabo ninguna acción militar y se despidió de los itzáes, dejando un caballo lastimado y moribundo que Ah Can Ek prometió cuidar. En 1618 los misioneros franciscanos encontraron a los descendientes mayas adorando a un caballo fabricado de madera.
La expedición continuó el camino durante más de treinta días en un trayecto accidentado y sinuoso hasta Nito (Guatemala), donde no fueron bien recibidos por los nativos. Después de una pequeña escaramuza se establecieron en el sitio durante algunos días. Cortés envió un pequeño grupo para solicitar una embarcación y poder continuar su trayectoria por mar hacia Naco (las Hibueras). Al llegar la embarcación a Nito le informaron que Cristóbal de Olid ya había sido ejecutado.
Llegando a Naco, Cortés se reunió con sus capitanes y evaluó las noticias que llegaban de México-Tenochtitlan, donde se habían amotinado los españoles. Envió inmediatamente a Gonzalo de Sandoval de regreso.
En la zona, los pueblos vecinos de Papayca y Chiapaxina habían recibido amistosamente a los españoles, pero poco tiempo después las condiciones cambiaron y comenzaron los enfrentamientos. Cortés logró capturar a los señores principales llamados Chicuéytl, Póchotl y Mendexeto para de esta manera negociar la paz a cambio de la vida y libertad de los prisioneros. Los de Chiapaxina se rindieron, pero los nativos de Papayca continuaron las hostilidades. Fue capturado y ahorcado el líder llamado Mátzal. También fue capturado otro líder de nombre Pizacura, a quien Cortés mantuvo en cautiverio, pero las hostilidades continuaron. En las cercanías Cortés fundó la villa de Trujillo el 18 de mayo de 1525 y nombró a Juan de Medina como alcalde. No obstante, en las inmediaciones de la zona los lencas, aliados con los cares y dirigidos por el caudillo lenca Lempira, resistieron la conquista durante doce años. En 1537 durante las campañas de conquista de Francisco de Montejo, el capitán Alonso de Cáceres concertó una reunión para negociar la paz, sin embargo la reunión fue una trampa y un arcabucero asesinó al dirigente indígena.
Llegaron a la villa de Trujillo fuerzas españolas dirigidas por Francisco Hernández de Córdoba, fundador de Nicaragua, homónimo del descubridor de Yucatán, que estaba bajo las órdenes de Pedro Arias Dávila (Pedrarias). Al escuchar que la zona era rica en metales preciosos, Cortés se interesó en las minas y acciones de conquista. Se encontraba preparando su expedición a Nicaragua cuando llegó fray Diego de Altamirano con noticias acerca de la situación en la Ciudad de México, por lo que prefirió cancelar su expedición y regresar por vía marítima a San Juan de Ulúa. Envió a sus soldados a Guatemala para poblar la zona y dar apoyo a Pedro de Alvarado, y partió de la villa de Trujillo, el día 25 de abril de 1526.

## Fundación del Virreinato de la Nueva España

Territorio del Virreinato de la Nueva España en su máxima expansión.

La pugna entre Cortés y Velázquez para obtener el derecho de gobernar los territorios conquistados había sido estudiada en mayo de 1520, antes de la caída de Tenochtitlan, por el Consejo de Castilla. En esa ocasión se determinó aplazar el veredicto para que las partes involucradas presentaran más pruebas y argumentos.
Fray Benito Martín siguió transmitiendo quejas de Cortés al obispo Juan Rodríguez de Fonseca para que este apoyara a Velázquez, pero la Guerra de las Comunidades de Castilla había atraído la atención de todo el reino. Fue hasta abril de 1521 cuando Fonseca arrestó al procurador Alonso Hernández Portocarrero bajo la excusa amañada de haber seducido ocho años antes a una mujer llamada María Rodríguez. Portocarrero nunca fue puesto en libertad y murió en prisión. El siguiente paso del obispo de Burgos fue nombrar al veedor de Santo Domingo, Cristóbal de Tapia, como gobernador, sustituyendo la capitanía de Cortés. A pesar de que el cardenal Adriano de Utrecht desconfiaba de Fonseca, autorizó el nombramiento, pues se encontraba preocupado ante los acontecimientos relativos al discurso de la Dieta de Worms que había pronunciado Martín Lutero.
En mayo de 1521 llegaron a Sevilla Diego de Ordás y Alonso de Mendoza con un cargamento de oro y portando la segunda carta de relación de Cortés. El oro fue confiscado por la Casa de Contratación, pero los emisarios lograron huir y se pusieron en contacto con Francisco de Montejo. Juntos lograron entrevistarse con el cardenal Utrecht y le mostraron la carta dirigida a Carlos I. En el documento, Cortés utilizaba por primera vez el nombre de Nueva España. Había creído conveniente la denominación para bautizar al territorio recién conquistado, debido entre otros argumentos, a la similitud de climas con España.
Además de notificar los avances de la conquista, los emisarios informaron al cardenal la confiscación del tesoro que se había efectuado en Sevilla y de las órdenes que Fonseca había girado para cerrar el paso a Ordás y Mendoza. La desconfianza de Utrecht aumentó, debido a que también había escuchado rumores de la pretensión del obispo de Burgos de casar a su sobrina con Velázquez. Tras las acusaciones, el cardenal investigó los hechos y ordenó a Fonseca abstenerse de intervenir en los asuntos de Cortés y Velázquez. Se revocaron las órdenes que había emitido el obispo, liberándose también los embargos de Sevilla.
De cualquier forma, las instrucciones enviadas a Cristóbal de Tapia llegaron a Santo Domingo a finales del verano de 1521. Se ordenaba a Tapia tomar la gobernación del territorio, sustituyendo del cargo a Cortés. A pesar de que la Audiencia de la Española no estaba conforme con la determinación, Tapia viajó a la Villa Rica de la Vera Cruz y fue recibido por el alcalde Rodrigo Rangel y por el regidor Bernardino Vázquez de Tapia en diciembre de 1521. Se enviaron mensajeros con las nuevas noticias a Coyoacán, en donde ya residía Cortés.
Con su acostumbrada diplomacia ante estas situaciones, Cortés envió una carta de bienvenida al veedor. La misiva fue llevada por fray Melgarejo y en ella se explicaba que los trabajos de conquista no habían sido concluidos, y por tanto, se excusaba de no poder asistir a la entrevista personalmente. Los procuradores de las villas de Vera Cruz y Segura de la Frontera, coludidos con el plan, hicieron eco a las aseveraciones de su capitán. De manera atenta reconocieron la autoridad de Tapia, así como las instrucciones reales pero le solicitaron retirarse por el bien de los trabajos de la conquista. Tapia no tuvo más opción que acceder, y zarpó de regreso a La Española. Casi de inmediato arribó procedente de Cuba Juan Bono de Quejo. Velázquez lo había enviado con cartas en las cuales el nombre del destinatario era un espacio en blanco para ser llenado. Los documentos estaban firmados por el obispo Fonseca y en ellos se ofrecían beneficios a quienes aceptaran reconocer a Cristóbal de Tapia como nuevo gobernador. Para mala suerte de Velázquez, el veedor se había marchado a La Española, en donde había determinado no interferir más, por el bien de la conquista.
En enero de 1522, el cardenal Utrecht fue nombrado sucesor del papa León X. A partir de entonces los asuntos de Indias fueron atendidos por el tesorero de Castilla, Francisco Pérez de Vargas. El nuevo papa, Adriano VI, ratificó al emperador Carlos V, la bula Exponi nobis fecisti y la intención de enviar frailes de la orden mendicante y frailes menores de orden regular a los territorios recién conquistados por Hernán Cortés.
En marzo de 1522 ya habían llegado noticias del sometimiento de la Ciudad de México-Tenochtitlan. Carlos I organizó un nuevo comité que fue antecedente del Consejo de Indias. Confirmó la decisión de Adriano VI, de excluir al obispo Fonseca de los asuntos de la Nueva España. Entre los miembros que participaron en esta ocasión estuvo el doctor Diego Beltrán, el licenciado Francisco de Vargas, el canciller Mercurino Gattinara, el comendador de la orden de Santiago Hernando de la Vega, el consejero real Lorenzo Galíndez de Carvajal y los consejeros flamencos Charles de Poupet, señor de la Chaulx, y De La Roche.
A fin de llegar a conclusiones, el comité analizó las cartas de Diego Velázquez, las quejas de Vázquez de Ayllón, el informe de Cristóbal de Tapia, las cartas de Hernán Cortés y las cartas firmadas por los procuradores de la Villa Rica de la Vera Cruz. Así mismo, se entrevistaron a diversos testigos, entre los más importantes Andrés de Duero, Benito Martín, Diego de Ordás, Alonso de Mendoza y Francisco de Montejo.
Se determinó que no había razón para que Diego Velázquez tratara como suya la conquista, pues solamente había gastado parte de dinero para financiar la empresa y eso podría ser reembolsado por Cortés, siempre y cuando el gobernador demostrase que era su propio dinero y no de la corona. Además se concluyó que el documento con el que había nombrado a Cortés como capitán no tenía validez pues carecía de autoridad.
El 11 de octubre de 1522 se nombró oficialmente a Hernán Cortés como «adelantado, repartidor de indios, capitán general y gobernador de la Nueva España». Cortés quedó obligado a reembolsar los gastos erogados por Diego Velázquez. A este último se le indicó que no volviera a inmiscuirse en los asuntos de Cortés y se le ordenó presentar una probanza por su conducta. Cuatro días más tarde, el 15 de octubre de 1522, se firmó un decreto real en el cual fue nombrado Alonso de Estrada como tesorero real de la Nueva España, Gonzalo de Salazar como factor, Rodrigo de Albornoz como contador y Pedro Almíndez Chirino como veedor para ayudar a Hernán Cortés en su gobierno.
Los primeros frailes que viajaron a Nueva España en 1523 fueron Juan de Aora, Juan de Tecto, y Pedro de Gante. En mayo de 1524 llegaron a San Juan de Ulúa los franciscanos Martín de Valencia, Toribio de Benavente «Motolinía», Francisco de Soto, Martín de Jesús, Juan Suárez, Antonio de Ciudad Rodrigo, García de Cisneros, Luis de Fuensalida, Juan de Ribas, Francisco Ximénez, Andrés de Córdoba y Juan de Palos, conocidos como los doce apóstoles. En 1528 Juan de Zumárraga fue nombrado primer obispo de la Nueva España.

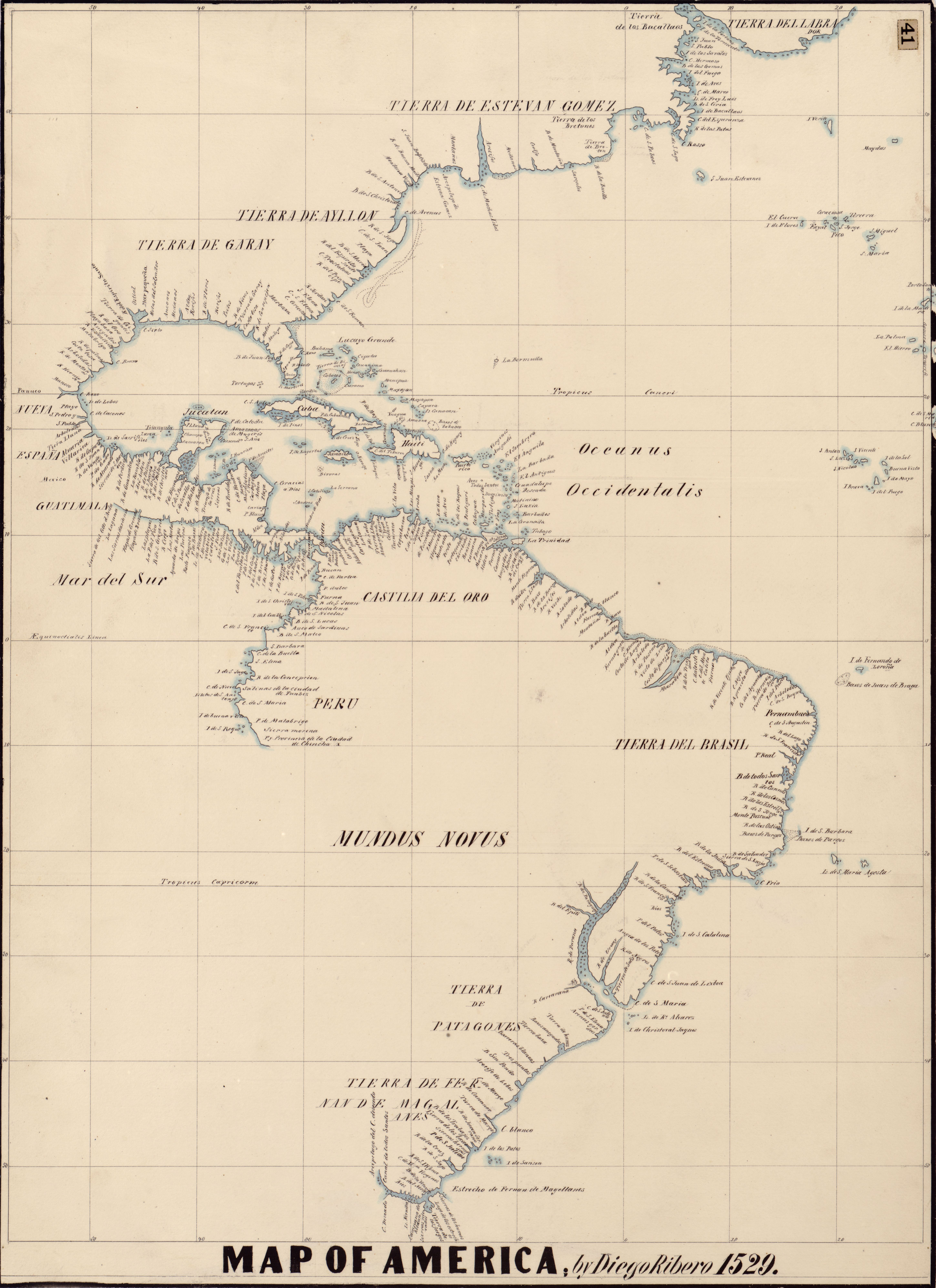
Detalle de la costa americana en el mapa del cartógrafo portugués Diego Ribeiro de 1529.

Debido en parte a ausencias frecuentes de Cortés y también a permanentes intrigas, Alfonso de Aragón y de Estrada, Rodrigo de Albornoz y Alonso de Zuazo sustituyeron a Cortés en varias ocasiones entre 1526 y 1528. Debido a las mismas intrigas y con el objeto de restar poder a Hernán Cortés, el 13 de diciembre de 1527 se confió el gobierno a la primera Real Audiencia de México, presidida por Beltrán Nuño de Guzmán y cuatro oidores, la cual entró en funciones los primeros días de 1528. Ese mismo año, Carlos I de España también nombró a Nuño de Guzmán como gobernador de la provincia de Pánuco y como capitán general de la Nueva España en 1529. El nuevo gobernador se comportó como un acérrimo enemigo de Cortés, llegando al punto de arrestar a Pedro de Alvarado solo porque este hablaba bien del conquistador.
En 1529 Carlos I ordenó a Cortés regresar a España recibiéndole en Toledo. El rey ya no le devolvió el cargo de gobernador de Nueva España, pero le nombró «marqués del Valle de Oaxaca», con veintidós villas y veintitrés mil vasallos. Después de esto Cortés volvió a casarse, esta vez con Juana de Zúñiga, hija del conde de Aguilar y sobrina del duque de Béjar y en 1530 regresó a México con el encargo de organizar expediciones al Pacífico sur.
Nuño de Guzmán comenzó una campaña cruenta, sitiando poblados, arrasando cultivos, torturando y ejecutando a los jefes de las poblaciones. Quebrantó la paz con el cazonci purépecha Tangáxoan Tzíntzicha a quién asesinó. Su pueblo se sublevó y fue sometido. Nuño de Guzmán continuó su campaña por los actuales territorios de los estados de Nayarit, Jalisco, Colima, Aguascalientes y partes de Sinaloa, Zacatecas y San Luis Potosí, fundando el reino de Nueva Galicia. Fueron siete años hasta que las quejas hicieron que la Corona española lo enjuiciara y mandara regresar preso y con grilletes a España.
El 17 de abril de 1535 se creó el Virreinato de Nueva España y Antonio de Mendoza fue nombrado virrey, gobernador, capitán general y presidente de la Real Audiencia de México. Durante su período los viajes de exploración fueron apoyados. Hernán Cortés realizó las expediciones a la península de Baja California; en 1540, Francisco Vázquez de Coronado encabezó una expedición a los actuales territorios del noroeste de México y suroeste de Estados Unidos, en 1542 Juan Rodríguez Cabrillo realizó una expedición a las costas de las actuales ciudades de Los Ángeles y San Diego en California. Había concluido la conquista. Empezaba la época colonial propiamente dicha.

## Conquista de otros territorios de Mesoamérica

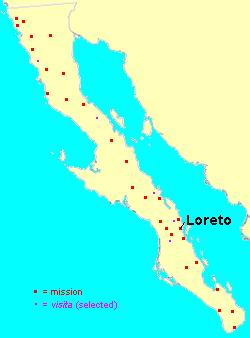
Las misiones jesuitas se establecieron a finales del, y los franciscanos y dominicos en el.

Fue así, con lo que ha denominado la Conquista de México, como se forjó a partir de la expedición de Francisco Hernández de Córdoba, descubridor de Yucatán en 1517, la expedición de Juan de Grijalva en 1518 y hasta las campañas militares de Hernán Cortés y sus capitanes de 1519 a 1525 el territorio de lo que sería la Nueva España. Faltaban algunos territorios por agregarse al creciente dominio español en América del Norte y lo que se conoce hoy como México:

### Baja California
Entre 1532 y 1539 se iniciaron los viajes al Golfo de California en expediciones organizadas por Hernán Cortés sin lograr éxito alguno en la colonización de la península de Baja California. Pasaron alrededor de 150 años hasta que hacia finales del siglo XVII, las Misiones jesuíticas en la península de Baja California comenzaron a establecerse y a realizar tareas de evangelización de los pericúes, guaycuras y cochimíes. Sin embargo, aun a principios del siglo XVIII, las misiones fueron el blanco de ataque de los nativos que habían sido hostigados por los soldados y colonizadores en el episodio conocido como «rebelión de los Pericúes». 

### Nueva Galicia

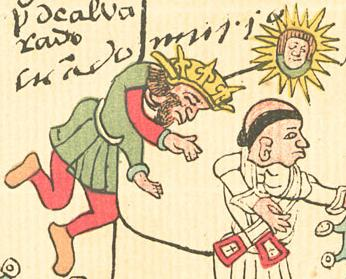
Muerte de Pedro de Alvarado en la Guerra del Mixtón, Códice Telleriano-Remensis.

En el occidente Nuño de Guzmán condujo cruentas campañas contra los purépechas, pames, guamares, zacatecos y guachichiles, logrando establecer el reino de Nueva Galicia en 1531. La posición fue de gran importancia estratégica para continuar la conquista hacia el noroeste, pero los pueblos indígenas se rebelaron en 1541 en el episodio conocido como «Guerra del Mixtón». Los caxcanes, nayeríes (coras) se sublevaron y vencieron de manera contundente a Cristóbal de Oñate. El virrey solicitó ayuda al experimentado conquistador y capitán Pedro de Alvarado, quién en esa época era gobernador, capitán general y adelantado de Guatemala. Alvarado (que era apodado por los nativos «Tonatiuh» o Dios del sol debido a su cabello rubio) acudió a la zona para enfrentar a 15 000 caxcanes dirigidos por Tenamaxtle, pero murió el 12 de junio de 1541 siendo accidentalmente arrollado por un caballo de un jinete español inexperto en Nochistlán. La rebelión fue sometida hasta 1542.

### Yucatán

División de jurisdicciones mayas en el según Ralph Roys.

La Conquista de Yucatán llevada a cabo por parte de Francisco de Montejo con ayuda de Alonso de Ávila, ambos experimentados excapitanes de Cortés, comenzó en 1527. Fue esta también una tarea harto difícil. La primera campaña realizada por el oriente de la península entre 1527 y 1529, así como la segunda campaña, realizada por el occidente de la península entre 1530 y 1535, fueron repelidas por las tribus mayas, quienes en forma organizada atacaron las posiciones españolas en la ciudad real de Chichén Itzá.
Francisco de Montejo, quien había logrado el título de «adelantado» para la península de Yucatán, también tenía interés en las gobernaciones de Guatemala, Chiapas y Tabasco, lo cual distrajo su atención durante cinco años, por lo que suspendió las actividades de conquista entre 1535 y 1540.
Fueron Francisco de Montejo y León «el Mozo» y Francisco de Montejo, «el Sobrino» quienes lograron someter poco a poco a cada una de las tribus mayas en cada jurisdicción (Kuchkabal) de los ah Canul, tutul xiúes, cocomes, cheles, cupules, y otras en una tercera campaña que inició en 1540 y terminó en 1546.
Francisco de Montejo se reunió con su hijo y sobrino en San Francisco de Campeche en 1546 para ejercer su gobernación, pero una nueva rebelión de las tribus mayas estalló coordinadamente en la región, por lo que los Montejo tuvieron que realizar una labor de reconquista en toda la zona oriental de la península durante un año más, logrando su objetivo en 1547.
No fue sino hasta 1697, cuando Martín de Ursúa pudo someter a las tribus mayas de los itzáes y los ko´woj (couohes) en el lago Petén Itzá a donde se habían retraído.

### Nueva Vizcaya y Nuevo México

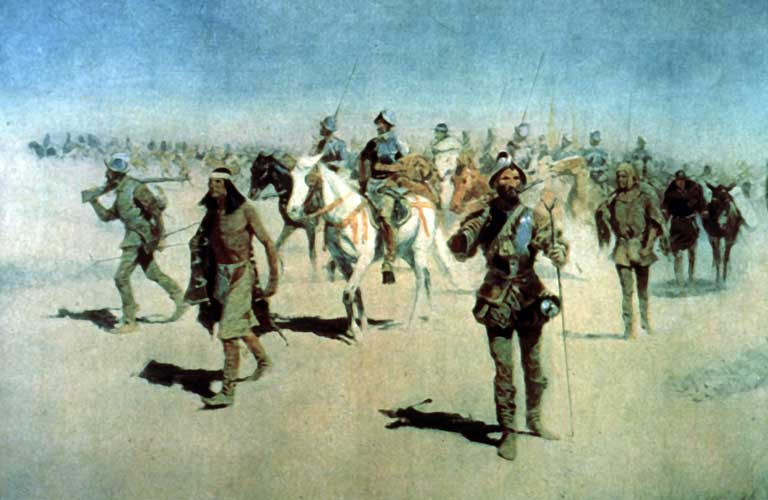
La expedición de Francisco Vázquez de Coronado, Óleo de Frederic Remington.

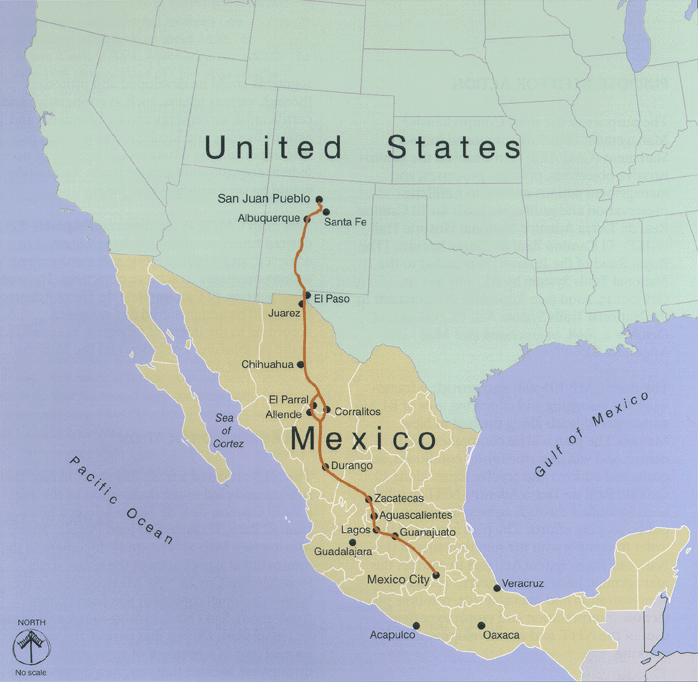
Camino real de tierra adentro.

Las excursiones de Hernando de Soto y de Francisco Vázquez de Coronado hacia el norte del río Bravo entre 1539 y 1542 fueron un gran avance en la exploración del actual territorio sur de los Estados Unidos, pero no obtuvieron el éxito deseado para colonizarlo.
Fue hasta la realización de las expediciones de Francisco de Ibarra, entre 1562 y 1565, cuando se sometió a los cáhitas, acaxees, totorames, pacaxes y xiximes, que eran los habitantes del actual estado de Sinaloa. Con ello se logró fundar las villas de San Juan Bautista de Carapoa y San Sebastián (Concordia) para explotar las minas de plata de Copala, Pánuco, Maloya y San Marcial, estableciéndose los primeros límites territoriales de Nueva Vizcaya.
En 1595 el rey Felipe II autorizó la colonización de los territorios ubicados al norte del río Bravo. En 1598, Juan de Oñate cruzó el paso del norte, donde hoy se encuentran las ciudades de El Paso y Ciudad Juárez, para dirigirse a los territorios de los actuales estados de Nuevo México y Texas comenzando de esta manera la colonización y sometimiento de algunos pueblos originarios como los zuñi, hopi, wichita y los acoma.
Al no encontrar las riquezas buscadas avanzó hasta los territorios actuales de Arizona, Kansas, Oklahoma y golfo de California, logrando encontrar algunas minas de plata. Fue acusado de castigar con fuerza excesiva a los acoma, por lo que en 1613 se le desterró a perpetuidad del territorio de Nuevo México. Las minas de plata descubiertas no fueron tan atractivas como se esperaba y los primeros colonos fueron abandonando el lugar paulatinamente, pero con la fundación de Santa Fe se logró ampliar «el camino real de tierra adentro».

### Nuevo Reino de León
Hacia la zona noreste de los territorios actuales de Tamaulipas, Coahuila y Nuevo León, diferentes tribus nómadas de cazadores-recolectores habitaban la región. Entre ellos los azalapas, guachichiles, coahuiltecas y borrados, pero los colonizadores los identificaron de acuerdo a diferentes características físicas, tatuajes y modo de comportamiento hasta en 250 tribus. Algunos de los nombres asignados fueron: los amapoalas, ayancuaras, bozalos o negritos, cuanaales, catujanes o catujanos, gualagüises, gualeguas y gualiches.
Alberto del Canto exploró la región y fundó la Villa de Santiago de Saltillo en 1577. Poco después encontró un valle en donde estableció la villa de Santa Lucía, la cual fue considerada como la primera fundación de la actual ciudad de Monterrey. En 1579 el rey Felipe II autorizó a Luis de Carvajal y de la Cueva realizar la conquista, pacificación y colonización de lo que se llamaría el Nuevo Reino de León. En 1582, en las inmediaciones de Santa Lucía, fundó la villa de San Luis Rey de Francia hecho que se consideró como la segunda fundación de Monterrey. Sus tenientes fueron Felipe Núñez para la zona de Pánuco, Gaspar Castaño de Sosa para el noreste, y Diego de Montemayor en el centro.
Carvajal fundó la villa de León, la villa de San Luis y la villa de la Cueva, pero en 1588 las localidades fueron atacadas por los nativos. En 1588 Diego de Montemayor fue nombrado lugarteniente y gobernador de Coahuila y en 1596 fundó la ciudad de Nuestra Señora de Monterrey. A finales del siglo XVII un grupo de tlaxcaltecas fue llevado para pacificar a los nativos de la región así como para enseñarles la agricultura; no obstante, los ataques a las ciudades eran constantes y causaron problemas a los colonizadores hasta principios del siglo XVIII, al grado que la producción minera y algunas de las ciudades fueron abandonadas.
Más avanzado el período virreinal de la Nueva España, el Nuevo Reino de León se dividió en tres regiones: la colonia de Nuevo Santander, que corresponde en gran medida al actual estado de Tamaulipas; el propio Nuevo Reino de León, que corresponde prácticamente al actual estado de Nuevo León y Nueva Extremadura, que es el actual estado de Coahuila.